# Blocus de l'Allemagne (1939-1945)
Cet article concerne le blocus allié de la Seconde Guerre mondiale. Pour le blocus de la Première Guerre mondiale, voir Blocus de l'Allemagne.

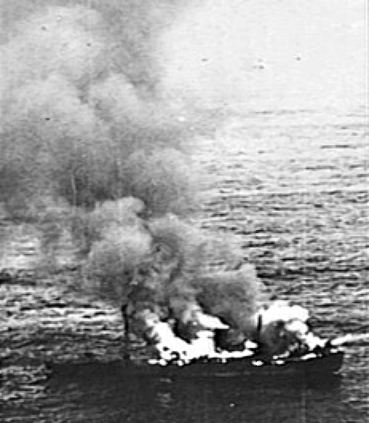
Cargo allemand victime du blocus allié, golfe de Gascogne, 27 décembre 1943.

Le blocus de l'Allemagne, aussi connu sous la dénomination de « guerre économique », est un aspect de la Seconde Guerre mondiale, réalisé par le Royaume-Uni, la France et, plus tard, les États-Unis afin de réduire les approvisionnements nécessaires à l’Allemagne pour soutenir son effort de guerre. Bien que principalement constitué d'un blocus naval, la guerre économique, qui faisait partie de la plus large bataille de l'Atlantique, a également inclus l'achat de matériel de guerre en provenance de pays neutres pour empêcher ce matériel de parvenir à l’ennemi, ainsi que l'utilisation généralisée du bombardement stratégique.
Quatre périodes distinctes peuvent être dégagées. La première s’étend du début des hostilités en Europe, en septembre 1939, à la fin de la « drôle de guerre » (mai 1940), au cours de laquelle les Alliés et les puissances de l'Axe ont intercepté les navires marchands neutres pour saisir les cargaisons destinées à l'ennemi. La deuxième période a commencé après l'occupation rapide par les Allemands de la majorité des pays européens, ce qui lui a donné le contrôle de leurs grands centres industriels et de leurs zones agricoles. La troisième période s’est étalée de la fin 1941, début des hostilités entre l'Amérique et le Japon, jusqu'à la fin de 1942. La dernière période est venue après le reflux qu’a connu l'Allemagne suivant les lourdes défaites militaires qui ont précédé et suivi le débarquement de Normandie (6 juin 1944), conduisant à un retrait progressif des territoires occupés face à l’écrasante offensive alliée.

## Contexte historique

### Première Guerre mondiale
Au début de la Première Guerre mondiale, en 1914, le Royaume-Uni, en tant que puissance mondiale prééminente, a été en mesure d'utiliser sa puissante marine, sa situation géographique, ses grandes richesses et son empire pour dicter les mouvements de la navigation commerciale dans le monde et dans une certaine mesure faire valoir sa volonté aux autres nations. Le Royaume-Uni a dominé la mer du Nord, l'océan Atlantique, la mer Méditerranée et, en raison de son contrôle (avec la France) du canal de Suez, l'entrée et la sortie de l'océan Indien pour ses navires et ceux de ses alliés, tandis que les bâtiments de ses ennemis étaient obligés de parcourir le long chemin autour de l'Afrique.
Lorsque les hostilités ont commencé, la Royal Navy a mis en place un blocus naval et rapidement balayé les raiders allemands des océans et des voies maritimes du monde entier tandis que le ministère du blocus publiait une liste complète des articles que les exploitants des navires commerciaux neutres ne devaient pas transporter vers les puissances centrales (Allemagne, Autriche-Hongrie et Turquie). Elle comprenait la nourriture, les armes, l'or et l'argent, le lin, le papier, la soie, le coprah, des minéraux comme le minerai de fer et les cuirs utilisés dans la fabrication de chaussures et de bottes. Le Royaume-Uni et la France contrôlaient ensemble 15 des 20 points de ravitaillement le long des principales routes maritimes, ils étaient donc en mesure de menacer les neutres qui refusaient de se conformer à leurs exigences en leur refusant tout charbonnage. Ceci a été connu sous le nom de Control Bunker (contrôle du fioul).

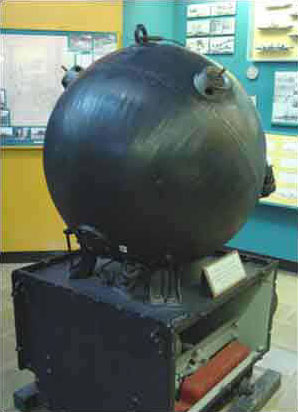
Mine britannique (Mark 6), du type utilisé pour le "Barrage du Nord".

Les navires de ravitaillement ennemis furent coulés ou capturés alors que les navires neutres étaient arraisonnés pour être inspectés, toute contrebande étant confisquée. Une grande force, connue sous le nom de patrouille de Douvres, patrouillait à une extrémité de la mer du Nord, tandis qu'une autre, la dixième escadre de croiseurs, attendait à l'autre. La mer Méditerranée était efficacement bloquée aux deux extrémités et les énormes cuirassés dreadnought de la Grand Fleet attendaient à Scapa Flow pour naviguer à la rencontre de toute menace offensive allemande. Plus tard au cours de la guerre, un grand champ de mines, connu sous le nom de Barrage du Nord, a été déployé entre les îles Féroé et la côte de la Norvège pour restreindre davantage encore les mouvements des navires allemands.
La Grande-Bretagne considérait le blocus naval comme une méthode tout à fait légitime de faire la guerre,, ayant déjà mis en œuvre cette stratégie au début du XIXe siècle pour empêcher la flotte de Napoléon de quitter ses ports pour tenter une invasion de l'Angleterre, Napoléon ayant de son côté aussi mis en place un blocus de la Grande-Bretagne. L'Allemagne en particulier était fortement tributaire d'un large éventail d'importations de produits étrangers et a fortement souffert du blocus. La plus importante partie de sa flotte de navires de guerre modernes a été confinée dans ses bases de Kiel et Wilhelmshaven par la Royal Navy la plupart du temps, l'empereur Guillaume II lui ayant interdit de s'aventurer au dehors. L’Allemagne a mené un contre-blocus extrêmement efficace pendant sa guerre contre le commerce des Alliés (Handelskrieg), ses sous-marins ont coulé d'innombrables navires marchands alliés et en 1917 presque fait vaciller la guerre en faveur des Puissances centrales. Mais parce que la Grande-Bretagne a trouvé une réponse aux U-Boot en introduisant le système des convois, le blocus continu des Alliés a contribué à l'effondrement et à la défaite des forces armées allemandes à la fin de 1918.

### Cheminement vers la Seconde Guerre mondiale
En 1933, Adolf Hitler est devenu chancelier de la République de Weimar et par la suite, avec la réoccupation nazie de la Rhénanie, l’annexion de l’Autriche (Anschluss) et l'occupation de la Tchécoslovaquie, beaucoup de gens ont pensé qu’une nouvelle «Grande Guerre» allait se produire. Dès la fin de 1937, Sir Frederick Leigh-Ross, conseiller économique en chef du gouvernement britannique, commença à presser les hauts responsables du gouvernement pour qu’il prépare un plan de relance du blocus afin que la Royal Navy - la marine la plus puissante au monde - soit prête à commencer à arrêter les expéditions vers l'Allemagne immédiatement après la déclaration de la guerre. Leigh-Ross avait représenté les intérêts britanniques à l'étranger pendant de nombreuses années, dans un certain nombre d'importantes missions à l'étranger auprès de pays comme l'Italie, l'Allemagne, la Chine et la Russie, expérience qui lui avait donné une perspective politique mondiale très utile. Son plan était de faire revivre le blocus de la Première Guerre mondiale, mais de le rendre plus simple, en faisant un meilleur usage de la technologie et du vaste réseau commercial et d’affaires de la Grande-Bretagne à l'étranger, de sorte que les contacts dans des places commerciales clés telles que New York, Rio de Janeiro, Tokyo, Rome ou Buenos Aires pourrait agir comme un large système de collecte d'information. Les informations seraient fournies par un large éventail de correspondants, banquiers, marchands, acheteurs, manutentionnaires maritimes et exploitants de navires, faisant leur devoir envers leur patrie. La Marine pourrait concevoir une inestimable connaissance des navires transportant de la contrebande de guerre bien avant que ceux-ci n’atteignissent leur port de destination.

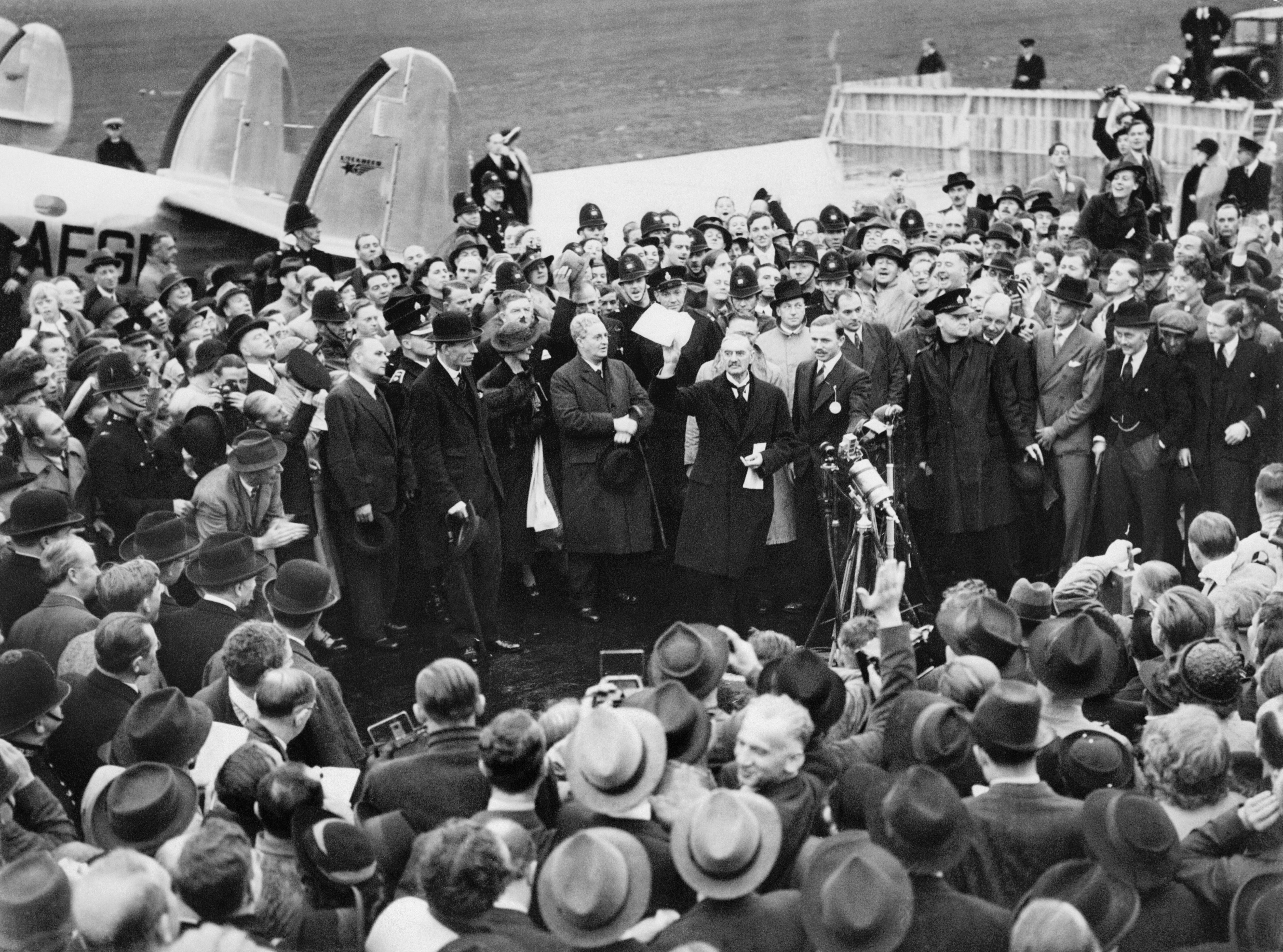
Neville Chamberlain montrant à la foule le document qui atteste l'accord de Munich au retour à Londres le 30 septembre 1938.

Initialement, le premier ministre, Neville Chamberlain, était réticent à cette idée et espérait encore éviter la guerre, mais à la suite des accords signés avec Hitler à Munich en septembre 1938, accords largement considérés comme un pis-aller pour gagner du temps, il a aussi commencé à réaliser la nécessité de préparatifs d'urgence en vue d’ une guerre. Au cours des douze derniers mois de paix, la Grande-Bretagne et la France ont mené une politique vigoureuse d’accroissement de leurs forces armées et de leur production d'armes. Le chasseur Spitfire, tant attendu, a commencé à entrer en service ; le premier des nouveaux navires de guerre, commandés dans le cadre du programme d'urgence de 1936, a commencé à rejoindre la flotte, et le ministère de l'Air a fait les dernières retouches sur le Chain Home, réseau de stations de radiogoniométrie d'alerte précoce (plus tard appelé radar), pour l'amener à sa pleine capacité opérationnelle.
Un document de travail conjoint anglo-français sur la politique stratégique, publié en avril 1939, reconnaissait que, dans la première phase d'une guerre avec l'Allemagne, la guerre économique était susceptible d'être, pour les Alliés, la seule arme offensive efficace. Les plans de guerre de la Royal Navy, communiqués à la flotte en janvier 1939, établissaient trois éléments essentiels d'une future guerre sur mer. L'élément le plus important était la défense du commerce dans les eaux intérieures et dans l'Atlantique afin de maintenir le niveau des importations de marchandises nécessaires à la propre survie de la Grande-Bretagne. Le deuxième élément, d'une importance moindre, était la défense du commerce en Méditerranée et dans l'océan Indien. Si l'Italie, comme on le supposait, déclarait également la guerre et devenait un adversaire agressif, sa position géographique dominante pourrait forcer les expéditions à utiliser la longue route par le Cap de Bonne-Espérance (Afrique du Sud), mais on espérait la contenir avec une puissante flotte dans la Méditerranée. Enfin, le dernier élément reconnaissait la nécessité d'un blocus vigoureux contre l'Allemagne et l'Italie.

### Situation avant-guerre en Allemagne
En Allemagne, Hitler avait mis en garde ses généraux et les chefs de parti qu'il y aurait éventuellement une autre guerre dès 1934, il était très préoccupé par les effets potentiels d'un nouveau blocus. Afin de forcer l'Allemagne à signer le traité de Versailles, le blocus initial avait été prolongé de neuf mois supplémentaires après la fin des combats en octobre 1918. Cette d'action, qu’Hitler a qualifiée de « plus grande violation de la confiance de tous les temps », a causé des souffrances horribles parmi la population allemande et a conduit à plus d'un demi-million de morts de sous-alimentation[réf. nécessaire]. L'Allemagne a également perdu la totalité de sa flotte de combat à la fin de la guerre, et bien que de nouveaux navires aient été construits aussi vite que c'était possible - les cuirassés Bismarck et Tirpitz avaient été lancées mais pas encore achevée- ils n'étaient pas en mesure de faire face à la marine britannique et française sur un pied d'égalité.
Manquant gravement de ressources naturelles, l'économie allemande comptait traditionnellement sur l'importation de matières premières pour fabriquer des produits destinés à la réexportation. Elle avait développé une réputation de produire des marchandises de haute qualité. En 1900, l'Allemagne avait la plus grande économie en Europe et elle est entrée en guerre en 1914 avec des réserves abondantes d'or et de devises étrangères et bonne évaluation de crédit. Mais à la fin de la guerre, alors que la Grande-Bretagne avait perdu un quart de sa richesse, L'Allemagne était ruinée et elle avait depuis rencontré de graves problèmes financiers ; tout d’abord l’hyperinflation provoquée par l'obligation de payer des réparations à la suite de la guerre, puis - après une brève période de relative prospérité au milieu des années 1920 sous la République de Weimar - la Grande Dépression qui a suivi le krach de Wall Street de 1929. Cette dépression a conduit, en partie, à la montée de l'extrémisme politique à travers l'Europe et la prise du pouvoir par Hitler.

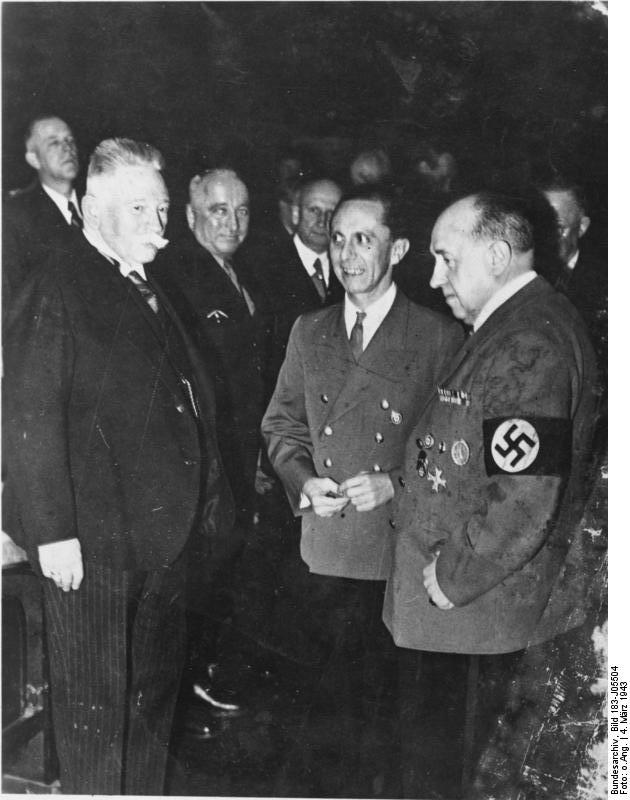
Walther Funk, ministre de l'Économie du Reich (à droite, sur la photo).

Bien qu’Hitler ait été crédité de la réduction du chômage de six millions de personnes (certaines sources affirment que le chiffre réel était supérieur à 11 millions) à un quasi plein emploi, par le lancement d'énormes projets de travaux publics (similaire au New Deal de Roosevelt), comme la construction d’autoroutes (Autobahn), il marquait peu d'intérêt pour l'économie. La remise en route de l’économie de l'Allemagne était en fait réalisée principalement par le réarmement et d'autres moyens artificiels menés par d'autres. Parce que l'Allemagne était loin d'être aussi riche en termes réels comme elle l'avait été une génération plus tôt, avec des réserves de change très faibles et de crédit à zéro, Hjalmar Schacht, et plus tard, Walther Funk, ministres de l'Économie ont utilisé un certain nombre de dispositifs financiers - certains très intelligent - pour manipuler la monnaie et orienter l'économie allemande vers l’économie de guerre (Wehrwirtschaft). Un exemple sont les bons MEFO , une sorte de Billet à ordre émis par la Reichsbank servant à payer les fabricants d'armement, mais qui était aussi accepté par les banques allemandes. Parce que les bons MEFO ne figurait pas dans les comptes budgétaires de l'État, ils ont contribué à maintenir secret le réarmement et étaient, selon les propres mots de Hitler, simplement une façon de faire marcher la planche à billets [réf. nécessaire]. Schacht avait également réussi à négocier des trocs extrêmement rentables avec de nombreux autres pays, fournissant en retour de l’expertise et d'équipements militaires allemands.
Le dirigeant nazi qui a pris le rôle de premier plan dans la préparation de l'industrie allemande à la guerre était Hermann Göring. En septembre 1936, il a établi le plan quadriennal, dont le but était de rendre l'Allemagne autonome et résiliente à un blocus en 1940. Grâce à ses contacts et à sa position, ainsi qu’à des pots-de-vin et des offres secrètes, il a créé un vaste empire industriel personnel, les entreprises Hermann Göring (Reichswerke Hermann Göring), pour fabriquer de l'acier à partir de minerai allemand à faible teneur en fer, engloutissant de petites entreprises de la Ruhr et devenant immensément riche dans l’opération. Les usines étaient situées dans la zone délimitée par Hanovre, Halle et Magdebourg, qui était considéré comme à l'abri d’opérations offensives terrestres. Un programme a été lancé pour déménager les industries existantes essentielles les plus proches des régions frontalières de la Silésie, de la Ruhr et de la Saxe vers les régions centrales jugée plus sûres. Le grand Danube, l’Elbe, le Rhin, les rivières Oder, Weser, Main et Neckar ont été dragués et ont été rendus entièrement navigables. Un réseau complexe de canaux a été construit pour les relier entre elles et les connecter aux grandes villes.

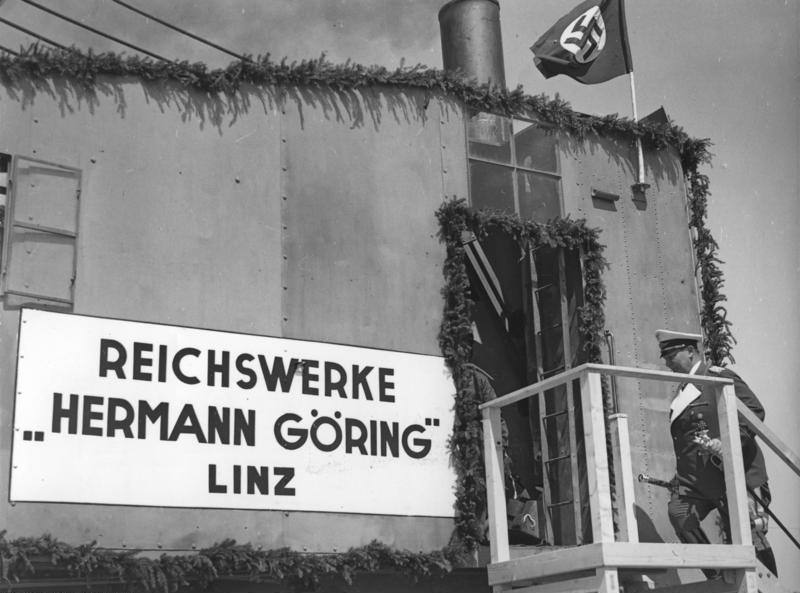
Reichswerke Hermann Göring

Alors que les forces armées étaient reconstruites, les importations ont été réduites au strict nécessaire, des contrôles sévères des prix et des salaires ont été introduits, les syndicats mis hors la loi et, conscient du fait que certains produits serait difficiles à obtenir une fois le blocus établi, des accords furent conclus avec la Suède, la Roumanie, la Turquie, l'Espagne, la Finlande et la Yougoslavie pour faciliter la constitution de stock de matériaux vitaux tels que le tungstène, le pétrole, le nickel, la laine et le coton nécessaires pour approvisionner les forces armées en temps de guerre. De gros investissements ont été réalisés dans les industries de substitution (ersatz synthétique) pour produire des biens à partir de ressources naturelles disponible en Allemagne, comme des textiles fabriqués à partir de cellulose, du caoutchouc et de l'essence obtenus à partir du charbon, du sucre et de l'alcool éthylique produits à partir de bois, des matériaux pour l'industrie de l'impression fabriqués à partir de fanes de pommes de terre. Il y avait également des ersatz d’aliments tels que le café à base de chicorée et la bière à partir de la betterave à sucre. L'Allemagne a également investi dans des industries et des filières agricoles étrangères afin de répondre directement à ses besoins propres, par exemple dans un plan pour cultiver plus de soja et de tournesol au lieu de maïs en Roumanie.
Le journaliste américain William L. Shirer, qui avait vécu à Berlin depuis 1934 et qui tenait des émissions de radio régulières à destination des États-Unis pour CBS, notait qu'il y avait toutes sortes de pénuries avant même que la guerre n’ait commencé. Contrairement à la Grande-Bretagne, où le rationnement est apparu beaucoup plus tard et n'a jamais été aussi intense, les besoins en métaux étaient tels que les garde-corps des parcs avaient été démontés pour y être refondus, et Shirer notait qu'il n'était plus possible d'obtenir des oranges dans le restaurant de son hôtel. Le 10 août 1939, des fonctionnaires nazis acceptèrent de reconnaître, en privé, devant Shirer qu’après la conquête de la Pologne, et l’occupation des autres pays balkaniques orientaux, telle la Hongrie, la Roumanie et la Yougoslavie, l'Allemagne serait auto-suffisante et n'aurait plus à craindre le blocus allié.
Le 24 août 1939, une semaine avant l'invasion de la Pologne qui a marqué le début de la guerre, l'Allemagne a annoncé le rationnement de la nourriture, du charbon, du textile et du savon ; Shirer a noté que c’était avant tout la dernière de ces décisions qui a fait prendre conscience au peuple allemand de la réalité de l'imminence de la guerre. Ils avaient droit à une barre de savon par mois, et les hommes ont dû se contenter d'un tube de mousse à raser pour cinq mois. Les femmes au foyer passèrent bientôt des heures à faire la queue pour les provisions et les commerçants ouvraient parfois des denrées non périssables comme les conserves de sardines devant les clients quand ils les achetaient afin d’éviter la thésaurisation. L'allocation de vêtements était si faible que les gens ont dû se débrouiller avec les vêtements qu'ils possédaient déjà jusqu’à la fin de la guerre. Aux hommes était accordé un manteau et deux costumes, quatre chemises et six paires de chaussettes, devant prouver que les anciens étaient usés pour en obtenir de nouveaux. Certains éléments figurant sur les tickets de rationnement, tels que les draps, les couvertures et le linge de table ne pouvaient en réalité être obtenus que sur présentation d'un permis spécial.
Bien que les dirigeants nazis soutinssent que la stratégie alliée de blocus était illégale, ils se tenaient néanmoins prêts à le contrer par tous les moyens possibles. Dans un sinistre présage de la guerre sous-marine sans restriction à venir, la Kriegsmarine envoya des instructions de bataille en mai 1939 qui comprenait la sinistre expression « méthodes de combat qui ne manqueront jamais d'être employées simplement parce que certains règlements internationaux les proscrivent ».

## La première phase de la guerre économique
Hitler envahit la Pologne le 1er septembre 1939, la Grande-Bretagne et la France déclarent la guerre deux jours plus tard. Quelques heures après, le paquebot britannique Athenian a été torpillé par le U-30 au large des Hébrides causant la mort de 112 personnes, laissant ainsi penser à la Royal Navy que la guerre sous-marine sans restriction avait commencé.
Bien que la France, contrairement à la Grande-Bretagne, était en grande partie en autosuffisance alimentaire et n'avait besoin d'importer que de rares denrées, elle avait besoin d'importer d'outre-mer des armes et des matières premières pour son effort de guerre; si bien qu'il s'établit une étroite coopération entre les deux alliés. Comme lors de la Première Guerre mondiale, un Conseil de guerre combiné a été formé pour se mettre d'accord sur la stratégie et la politique, le Corps expéditionnaire britannique, qui a été rapidement mobilisé et envoyé en France, a été placé sous commandement français, et plusieurs composantes de la marine française ont été placés sous le contrôle de l'Amirauté. 
En Grande-Bretagne, il a été largement admis que le bombardement des grandes villes entrainant des pertes civiles massives commencerait immédiatement après la déclaration de guerre. En 1932, le député Stanley Baldwin a fait un célèbre discours dans lequel il a déclaré que « Le bombardier passera toujours au travers ». Ce message a marqué profondément le subconscient de la nation, mais lorsque les attaques ne sont pas venues immédiatement, des centaines de milliers de personnes évacuées ont progressivement commencé à rentrer chez eux au cours des mois suivants.
Scapa Flow a été à nouveau choisi comme base navale principale par les Britanniques en raison de son grand éloignement des aérodromes allemands, mais les défenses accumulées durant la Première Guerre mondiale étaient en mauvais état. Lors d'une première visite à la base, Churchill avait été peu convaincu par le niveau de protection contre les attaques aériennes et sous-marines, et avait été étonné de voir le navire amiral HMS Nelson prendre la mer sans destroyer d'escorte, car il n'y en avait pas de disponible. Des efforts ont été faits pour commencer à réparer les négligences du temps de paix, mais il était trop tard pour empêcher un U-boot de se glisser dans la rade lors de la nuit du 14 octobre et de couler le cuirassé HMS Royal Oak causant la mort de plus de 800 marins.

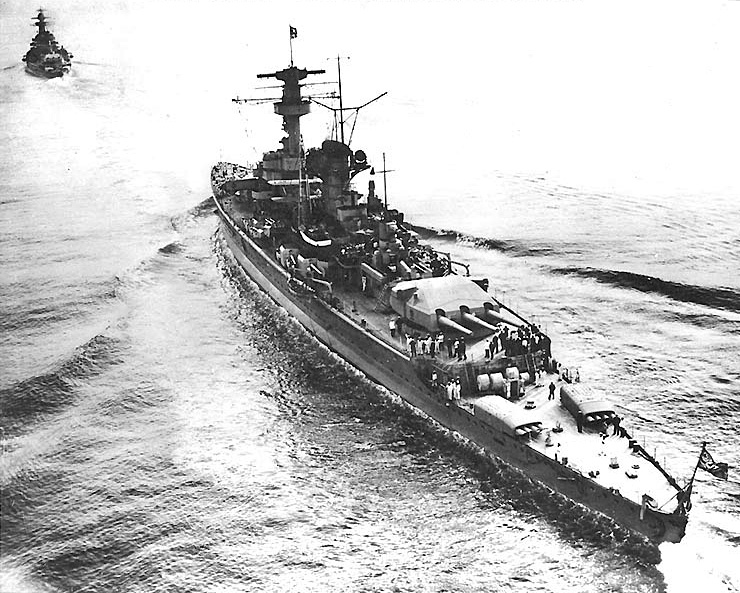
Le cuirassé de poche Deutschland en 1939.

Bien que les sous-marins étaient la menace principale, il fallait également considérer la menace posée par les navires de surface; les trois "cuirassés de poche", que l'Allemagne avait été autorisée à construire dans le cadre du traité de Versailles, avaient été conçus et construits pour des attaques contre le trafic commercial océanique. Leur épais blindage, leurs canons de 11 pouces et leur vitesse de 26 nœuds (48 km/h) leur permettaient de surclasser n'importe quel croiseur britannique, et deux d'entre eux, le Graf Spee et le Deutschland avait pris la mer entre 21 et 24 août et étaient maintenant en haute mer après avoir échappé à la patrouille du Nord (Northern Patrol), l'escadron de la marine qui patrouillaient entre l'Écosse et l'Islande. Le Deutschland est resté au large du Groenland en attente de navires marchands à attaquer, tandis que le Graf Spee voyageait rapidement vers le sud et traversa l'équateur pour bientôt commencer à couler les navires marchands britanniques dans le sud de l'Atlantique. Comme la flotte allemande n'avait pas suffisamment de navires capitaux pour établir une ligne de bataille traditionnelle, les Britanniques et les Français ont pu disperser leurs propres flottes pour former des groupes de chasse pour traquer et couler les cuirassés de poche et croiseurs auxiliaires allemands. Mais la chasse aux deux cuirassés a requis pas moins de 23 navires importants ainsi que des navires auxiliaires et d'autres navires pour protéger les convois.
Au début de la guerre, une grande partie de la flotte marchande allemande était en mer, et environ 30 % ont cherché refuge dans les ports neutres où ils ne pouvaient être attaqués, comme en Espagne, au Mexique, en Amérique du Sud, en Amérique, en Afrique orientale portugaise et au Japon. Vingt-huit navires de transport de bauxite allemands retranchés à Trieste et, tandis que quelques paquebots, tels que le New York, le St Louis et le Bremen parvenaient à rentrer en Allemagne, un grand nombre restèrent coincés avec les marchandises se détériorant ou pourrissant dans leur soute, des navires alliés attendant de les capturer ou de les couler s'ils essayaient de quitter le port. Les Allemands ont tenté de divers subterfuges pour éviter la perte des navires, comme se déguiser en navires neutres ou de vendre leurs navires à des pavillons étrangers, mais le droit international ne permettait pas de telles opérations en temps de guerre. Jusqu'à Noël 1939, au moins 19 navires marchands allemands se sabordèrent plutôt que de se laisser prendre par les Alliés.

### Contrôle de la contrebande de guerre
Le lendemain de la déclaration de guerre, l'Amirauté britannique annonça que tous les navires marchands étaient dorénavant assujettis à une inspection par le Service de contrôle de la contrebande navale (Naval Contraband Control Service) et par le ministère du blocus français, qui avait placé ses navires sous commandement britannique. En raison de la terrible souffrance et de la faim causés par l'utilisation originelle de la stratégie, une déclaration formelle du blocus n'a pas, délibérément, été faite, mais le communiqué énumère les types de contrebande de guerre qui était sujets à confiscation si elles étaient transportées. Il comprenait toutes les denrées alimentaires, les aliments pour animaux, le fourrage, les vêtements, et les articles et matières utilisées dans leur production. Ceci a été connu sous le nom de contrebande conditionnelle de guerre (Conditional Contraband of War). De plus, il y avait la contrebande absolue, qui était constituée :
– des toutes munitions, explosifs, produits chimiques ou appareils pouvant être utilisés dans la guerre chimique ;
– des carburants de toutes sortes et de tous engins pour le transport sur terre, dans l'eau ou dans les airs ;
– de tous moyens de communication, d'outils, d'instruments nécessaires pour mener des activités hostiles ;
– des pièces de monnaie, lingots, argent et reconnaissances de dette.
La Royal Navy avait choisi trois points sur le sol britannique pour contrôler la contrebande : Weymouth et Les Downs au sud pour couvrir les approches par la Manche, et Kirkwall dans les Orcades pour couvrir la mer du Nord. Si les navires étaient affrétés par le gouvernement ou naviguant directement vers les ports alliés pour décharger des marchandises ou des passagers, ils ne seraient pas retenus plus longtemps que ce qui était nécessaire pour déterminer leur identité, mais s'ils étaient sur d'autres routes, ils devaient s'arrêter dans les ports désignés de contrôle de contrebande pour un examen détaillé. Les navires qui se rendent vers l'est à travers la Manche avec l'intention de passer les Downs, s'ils ne faisaient pas escale dans un port de la Manche, devaient appeler Weymouth pour une inspection du contrôle de la contrebande. Les navires à destination des ports européens ou en route vers le Nord de l'Écosse devaient appeler Kirkwall.
Trois autres installations d'inspection de contrebande britanniques ont été mises en place; à Gibraltar pour contrôler l'accès à l'entrée et à la sortie de la Méditerranée occidentale, à Haïfa à l'autre bout de la Méditerranée dans le nord de la Palestine, et à Aden, sur la côte yémenite de l'océan Indien, à l'entrée sud de la mer Rouge pour contrôler l'accès à la Méditerranée via le canal de Suez. Pour patrouiller la Méditerranée et l'accès par la mer Rouge à l'océan Indien, la Grande-Bretagne allait collaborer avec les Français, dont la marine était la quatrième plus grande au monde et comprenait un bon nombre de bâtiments modernes et puissants et d'autres en voie d'achèvement. Il avait été convenu que les Français surveilleraient le bassin de la Méditerranée occidentale par l'intermédiaire de Marseille et de sa base de Mers el-Kébir (Oran) sur la côte de l'Algérie, tandis que les Britanniques contrôleraient le bassin oriental grâce à sa base à Alexandrie. Les Alliés avaient le contrôle du canal de Suez qui permettait le passage entre la Méditerranée orientale et l'océan Indien en tenant l'accès nord du canal situé à Port-Saïd. Le canal, construit en grande partie grâce à des capitaux français, passa, à cette époque, sous la juridiction britannique avec le traité anglo-égyptien de 1936.
L'inspection proprement dite des cargaisons était réalisée par les agents des douanes et des officiers et les hommes de la Royal Navy qui, avec leurs navires, avait été affectés au contrôle de la contrebande pour diverses périodes de service. Le travail d'agent de contrôle requérait beaucoup de tact face à la colère et aux provocations des skippers neutres, en particulier néerlandais et scandinaves qui avaient une longue tradition de commerce avec l'Allemagne. Les patrouilles de contrôle de la contrebande parsemait toutes les routes maritimes possibles, arrêtant tous les navires neutres, et rendant la vie très difficile pour quiconque essayait de filer, les forçant à rentrer au port et les laissant pendant des jours avant l'inspection, dans certains cas gâchant les marchandises périssables. Le contrôle dans les ports était souvent très surpeuplées, les téléscripteurs envoyant constamment des annonces de fret et des manifestes à comparer aux listes des contingents d'importation. Même pour les navires innocents, un retard d'un ou deux jours était inévitable; les agents de contrôle de contrebande avaient pour ordres d'être extrêmement polis et de s'excuser pour tous les inconvénients. Les capitaines neutres exprimaient souvent leur étonnement et leur perplexité devant l'étendue des connaissances des Britanniques sur leurs activités, et se rendirent vite compte qu'il était difficile de cacher quoi que ce soit. Si les tentatives de violation du blocus étaient nombreuses, le "filet" était extrêmement difficile à éviter, et la plupart des capitaines neutres s'arrêtaient volontairement dans l'un des huit ports alliés de contrôle de contrebande.

### Ministère de la guerre économique
La coordination des différents organismes impliqués dans le blocus était réalisée par le ministère de la Guerre économique (Ministry of Economic Warfare - M.E.W.), qui, dans les dernières semaines précédant le déclenchement de la guerre avait été mis en place par Frederick Leigh-Ross. Leigh-Ross n'avait pas été rebuté par la réception, d'abord tiède, de Chamberlain de son plan de relance du blocus, mais il avait continué, après Munich, à en préparer les modalités. Leigh-Ross recruta des banquiers habiles, des statisticiens, des économistes, des experts en droit international et une armée de plus de 400 employés administratifs et fonctionnaires pour son nouveau ministère. Ils avaient pour tâche de compiler et passer au crible les informations brutes reçues de divers contacts à l'étranger, pour les recouper avec les données connues sur les mouvements des navires et des cargaisons et de transmettre toute information pertinente au contrôle de la contrebande. Ils ont également mis en place une liste légale (Statutory List) - parfois connue sous le nom «liste noire» - des entreprises connues pour négocier régulièrement avec, ou directement financées par, l'Allemagne. À la mi-septembre, le ministère publia une liste de 278 personnes et entreprises pro-allemandes à travers le monde avec lesquels les marchands et les armateurs britanniques avaient interdiction de faire des affaires, sous peine de lourdes sanctions. Lorsque les cargaisons de ces entreprises étaient détectées, elles étaient interceptées en priorité.
Une leçon qui avait été apprise de la Première Guerre mondiale était que, bien que la marine pussent stopper les navires sur les mers, peu pourrait être fait contre les professionnels agissant en tant qu'intermédiaires, important des biens dont avaient besoin les Nazis, dans leur propre pays neutre, puis les transportant par voie terrestre en Allemagne. Pendant des mois, avant-guerre, Leigh-Ross constitua un dossier énorme sur les quantités annuelles de matériaux que les pays limitrophes de l'Allemagne importaient normalement, de sorte qu'une hausse subite de ces quantités pendant le temps de guerre, justifierait d'exercer des pressions sur les autorités de ces pays, afin qu'elles prennent des mesures. Les diplomates des pays scandinaves, ainsi que de l'Italie et des pays des Balkans, pays qui étaient les principaux fournisseurs de l'Allemagne, ont reçu des listes de contingents de divers produits et ont été informés qu'ils ne pouvaient importer ces quantités et pas davantage, ou des mesures seraient prises contre eux.
Un navire s'arrêtant à un port de contrôle hissait un pavillon rouge et blanc avec un liseré bleu pour signifier qu'il était en attente d'une inspection. La nuit, les autorités portuaires utilisaient des feux de signalisation pour avertir un capitaine de cargo qu'il devait s'arrêter, et le drapeau devait rester hissé jusqu'à ce que le navire ait été inspecté. Les dispositions pour l'embarquement et l'examen de navires étaient définies en «salle d'embarquement» du port, et, finalement, une équipe de 2 officiers et 6 hommes se mettait en route, à bord d'un chalutier ou d'un bateau à moteur, vers le navire. Après s'être excusé auprès du capitaine pour le dérangement, ils inspectaient les papiers de bord, manifestes et connaissements. En même temps, la cabine radio était mise sous scellés donc aucun signal ne pouvant être émis tant que le navire se trouvait dans la zone de contrôle. Après s'être assuré que les marchandises correspondaient aux documents, l'escouade retournait à terre. Un résumé du manifeste des passagers, des ports d'origine et de destination était envoyé par téléscripteur au ministère. Lorsque l'accord du ministère était reçu, les documents de bord étaient retournés au capitaine avec un certificat d'autorisation navale et d'un certain nombre de drapeaux spéciaux - un pour chaque jour - signifiant qu'il avait déjà été contrôlé et pourrait passer d'autres patrouilles et ports sans être arrêté. Si le ministère trouvait quelque chose de suspect, l'équipe retournait examiner le chargement. Si tout ou partie de la cargaison était suspecte, le navire était dirigé vers un port plus adapté où la cargaison se trouvait placée sous la tutelle de la Cour par le Marshall de l'Amirauté qui la détenait jusqu'à ce que le tribunal des prises ait siégé et décidé de l'issue. Le jugement pouvait être soit son retour au capitaine ou la confirmation de la confiscation. Les cargaisons confisquées étaient vendues à une date ultérieure et le produit de celle-ci mis dans un fonds pour être distribué au sein de la flotte après la guerre. Un capitaine mécontent pourrait contester la saisie et la qualifié d'illégale, mais la liste des produits interdits était intentionnellement large pour inclure «tous les biens susceptibles d'être utilisées pour, ou transformés en vue de, la fabrication de matériel de guerre. »
Au cours des quatre premières semaines de la guerre, les chiffres officiels établissait que la Royal Navy avait confisqué 289 000 tonnes de produits de contrebande et la Marine nationale française 100 000 tonnes. Les Allemands réagirent avec leur propre contre-blocus des approvisionnements à destination des ports alliés et publièrent une liste de produits de contrebande pratiquement identique à la liste britannique. Tout le trafic neutre de la mer Baltique devait passer par le canal de Kiel pour l'inspection, mais avec seulement une fraction des forces navales de leurs ennemis, cette mesure était plus un acte de défi, mais elle était destinée à avoir un impact important sur les expéditions scandinaves neutres, qui, parmi d'autres matériaux fournissaient à la Grande-Bretagne de grandes quantités de pâte de bois pour la cellulose des explosifs et le papier journal. L'Allemagne a commencé en ciblant les bateaux norvégiens, suédois et finlandais de pâte à papier, en envoyant par le fond plusieurs d'entre eux avant que la Suède ne fermât son industrie des pâtes à bois et ne menaçât d'arrêter l'envoi de minerai de fer en Allemagne à moins que les attaques ne cessent. L'Allemagne a ensuite commencé à saisir les navires danois transportant du beurre, des œufs et du bacon vers la Grande-Bretagne, en violation d'une promesse faite au Danemark de permettre de le laisser commercer librement avec ses ennemis.
Jusqu'au 21 septembre 1939, plus de 300 navires britanniques et 1 225 neutres avaient été arraisonnés, parmi eux 66 avaient eu leur cargaison confisquée. Dans de nombreux cas, ces cargaisons se sont avérées utiles pour le propre effort de guerre des Alliés. Le contrôle de la contrebande avait également intercepté un lot de 2 tonnes de café destinés à l'Allemagne, où la population avait longtemps été réduite à boire des ersatz. Lorsque le manifeste du navire danois Danmark, exploité par la Halal Shipping Company Ltd, a été inspecté, le destinataire indiqué n'était personne d'autre que «Herr Hitler, Président Republique Grand Allemagne". Du début de la guerre au début du mois d'octobre, 20 navires neutres s'arrêtaient volontairement à Weymouth en moyenne chaque jour, dont 74 transportant 513 000 tonnes avaient été contrôlés. 90 300 tonnes de minerai de fer de la contrebande, de blé, de mazout, d'essence et de manganèse ont été saisis. Des saisies encore plus importantes avaient été effectuées dans les deux autres postes de contrôle de la contrebande aux Orcades et à Kent.

### La pénurie de bateaux
Au début de la guerre, l'Allemagne disposait de 60 U-boot, mais elle a rapidement mis en construction de nouveaux bâtiments et en possédait plus de 140 à l'été 1940. La Grande-Bretagne pouvait faire appel à des flottilles impressionnantes de cuirassés et croiseurs en vue d'affrontement direct, mais ces bâtiments lourds étaient d'une utilité limitée contre les sous-marins. La Grande-Bretagne avait moins de la moitié du total des 339 destroyers dont elle disposait au plus fort de la bataille en 1917 lorsque les U-boot avaient presque forcé la Grande-Bretagne a considérer la reddition.
Des commandes avait été immédiatement placées pour la construction de 58 petits navires d'escorte, d'un nouveau type, appelés corvettes qui pourraient être construits en 12 mois ou moins. Des vedettes, conçues d'après de nouveaux plans de l'Amirauté, avaient été mises en service pour la surveillance côtière. Plus tard, une version plus grande et améliorée des corvettes, la frégate avait été lancée. Pour pouvoir libérer de destroyers aux combats et opérations océaniques, des navires marchands avaient été convertis et armés pour le travail d'escorte, alors que les navires français étaient également équipés de systèmes ASDIC leur permettant de détecter la présence de sous-marin sous l'eau.
La forte augmentation massive des constructions navales avait étiré les capacités de construction britannique - incluant les chantiers navals canadiens - à leurs limites. La construction ou l'achèvement des navires qui ne seraient terminés qu'après 1940 avait été revu à la baisse ou suspendu au profit de navires qui pourraient être réalisées rapidement, tandis que la mise en service au sein de la flotte d'une série de quatre nouveaux porte-avions de la classe Illustrious, ordonnée à la suite d'un examen d'urgence de 1936 et qui étaient tous finis ou presque achevés, avait été reportée au profit de bâtiments plus immédiatement utiles. D'énormes efforts avaient été faite pour terminer les nouveaux cuirassés King George V et Prince of Wales avant que le Bismarck ne le soit et ne commença à attaquer les convois alliés. Les Français s'efforcèrent d'achever les cuirassés Richelieu et Jean Bart pour l'automne 1940 pour faire face à la menace en Méditerranée de deux cuirassés italiens en voie d'achèvement.

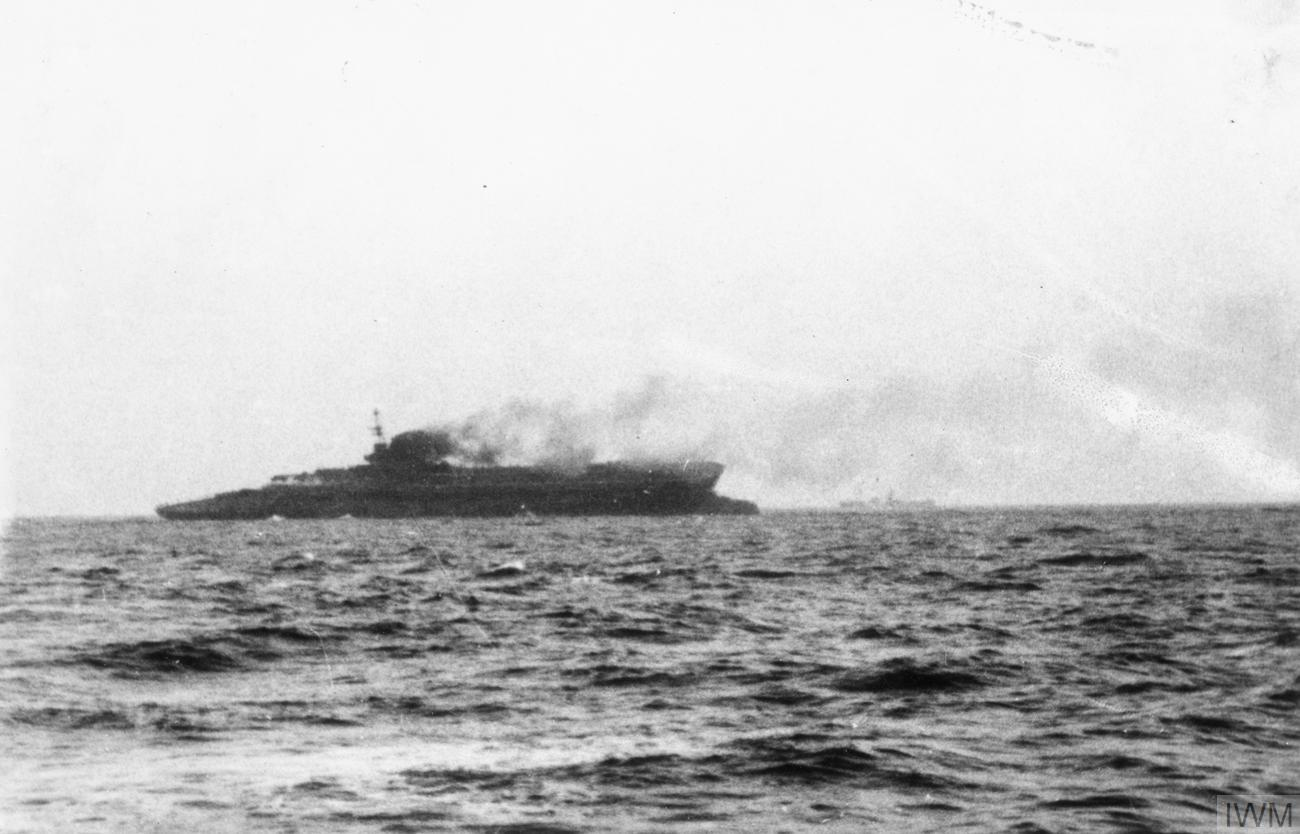
HMS Courageous en train de couler, torpillé par le U-29.

Pour combler la pénurie pendant les cruciales premières semaines alors que les navires auxiliaires anti-sous-marins étaient en préparation, des porte-avions avaient été utilisés pour escorter les nombreux bateaux non protégés à l'approche des côtes britanniques. Cependant, cette stratégie s'était avérée coûteuse, le nouveau porte-avions HMS Ark Royal avait été attaqué par un U-Boot le 14 septembre, et en avait réchappé, mais le vieux porte-avions HMS Courageous n'avait pas été aussi chanceux, et avait été coulé quelques jours plus tard entrainant avec lui de nombreux marins. Les navires quittant le port pouvaient être protégés par des avions décollant de bases terrestres, mais à ce stade du conflit, il existait un trou noir au milieu de l'Atlantique, où aucune couverture aérienne ne pouvait être fournie aux convois. Churchill a déploré la perte de Berehaven et des autres ports d'Irlande du Sud, ce qui réduisait considérablement le rayon d'action de l'escorte, à cause de la détermination du chef du gouvernement irlandais Éamon de Valera de rester résolument neutre dans le conflit.
La première semaine de la guerre, la Grande-Bretagne avait perdu 65 000 tonnes de bateaux; la deuxième semaine, 46 000 tonnes ont été perdues, et la troisième semaine 21 000 tonnes. À la fin de septembre 1939, des convois maritimes réguliers étaient en service, au départ de la Tamise et de Liverpool, et à l'arrivée de Gibraltar, Freetown et d'Halifax. Pour compenser les pertes de navires marchands et de permettre une augmentation des importations de matériel de guerre, des négociations ont commencé avec les pays neutres tels que la Norvège et les Pays-Bas pour que leurs cargos soient affrétés par le gouvernement central.

### Le certificat de navigation
Par ailleurs, le blocus avait commencé à faire effet. Dans toute la mer du Nord, la Manche, la mer Méditerranée et Rouge, la puissance maritime et aérienne alliée avait commencé à tarir lentement les fournitures de l'Allemagne. Durant les 7 premiers jours d'octobre, le contrôle de la contrebande britannique détenait, que ce soit par la confiscation des cargaisons neutres ou la capture des navires allemands, 13 800 tonnes d'essence, 2 500 tonnes de soufre, 1 500 tonnes de jute (la matière première à partir de laquelle la toile de jute est fabriquée), 400 tonnes de textiles, 1 500 tonnes d'aliments pour animaux, 1 300 tonnes d'huiles et de graisses, 1 200 tonnes de denrées alimentaires, 600 tonnes d'oléagineux, 570 tonnes de cuivre, 430 tonnes de minerais et métaux, 500 tonnes de phosphates, 320 tonnes de bois et diverses autres quantités de produits chimiques, de coton, de laine, de cuirs et de peaux, de caoutchouc, de soie, de gommes et de résines, de matières destinées au tannage et de machine de concassage du minerai.
Deux mois après le début de la guerre, le ministère avait réintroduit le Navicert (certificat de navigation), utilisé avec succès lors de la Première Guerre mondiale. Ce système est de facto un passeport commercial destiné aux marchandises avant qu'elles ne soient expédiées, et a été utilisé sur une large échelle. La possession d'un certificat de navigation prouvait qu'une cargaison avait déjà été déclarée comme n'étant pas de la contrebande par l'ambassadeur de Sa Majesté dans le pays d'origine et permettait au capitaine de passer des patrouilles de contrôle de contrebande et les ports sans être arrêté, épargnant à la marine et au ministère la peine de suivre l'expédition. Les contrevenants pouvaient toutefois s'attendre à un traitement sévère. Ils pouvaient être menacés par des mesures de contrôle de soute, se voir refuser une nouvelle certification ou avoir leur cargaison ou leur navire mis sous séquestre. Inversement, les neutres qui décidaient de coopérer et appliquaient ces mesures pouvaient prétendre au statut de «nation favorisée», et voir leurs navires passer en priorité les contrôles. L'Italie, bien qu'étant un allié d'Hitler, n'avait pas encore basculé dans la guerre. Ses capitaines appréciaient les contrôles plus rapides, en suivant le système Navicert, dont les Américains avaient largement refusé d'accepter la légitimité.

### Réaction américaine au blocus britannique
Les navires de passagers étaient également soumis au contrôle de la contrebande parce qu'ils transportaient des bagages et de petites cargaisons telles que le courrier et des colis postaux. Les Américains étaient particulièrement furieux contre l'insistance britannique d'ouvrir tout le courrier destiné à l'Allemagne. Le 25 novembre 1939, 62 navires américains de différents types avaient été arrêtés, certains pendant trois semaines, et beaucoup de diplomatie non officielle avait été déployée pour atténuer les retombées politiques. Le 22 décembre, le département d'État américain avait protesté officiellement, mais en vain. Le 30 décembre, le Manhattan, transportant 400 tonnes de petit fret, quitta New York pour livrer du courrier en Italie, mais avait été arrêté six jours plus tard par un destroyer britannique à Gibraltar. Bien que le capitaine descendit à terre pour protester énergiquement auprès des autorités et du consul américain, le navire avait été retardé de 40 heures, durée pendant laquelle le contrôle de la contrebande britannique avait vérifié les dossiers et les manifestes du navire, et retiré 235 sacs de courrier adressés à l'Allemagne.
Aux États-Unis, avec sa tradition que «le courrier doit toujours passer», et où le vol à main armée de courrier était puni d'une peine d'emprisonnement ferme de 25 ans, il y eut des appels pour que le courrier soit transporté sur les navires de guerre, mais néanmoins la procédure - comme pour tous les déplacements - a été répété sur le trajet, le contrôle de la contrebande fouilla le navire à nouveau à la recherche de valeurs qui auraient été exfiltrées d'Allemagne. Le 22 janvier, l'ambassadeur britannique reçut une note du département d'État qualifiant cette pratique «de totalement injustifiable» et exigeant la mise en place de mesures correctives immédiates. Mais en dépit de la demande du ministère des Affaires étrangères britannique au ministère de la Guerre économique d'être prudent, de peur de nuire aux relations avec les États-Unis, les Britanniques affirmèrent avoir découvert un complot national américain destinés à envoyer des vêtements, des bijoux, des titres, des espèces, des denrées alimentaires, du chocolat, du café et du savon à l'Allemagne par la poste, et il n'y eut pas de reculade.

### Gruss und Kuss
Dès le début de la guerre, un flux régulier de colis, dont de nombreux marqués "Gruss und Kuss" ("salutations et baisers") avait été envoyés des États-Unis à destination de l'Allemagne, via les pays neutres, par un certain nombre d'organismes basés aux États-Unis, appelés par euphémisme "agences de voyages". Ils faisaient de la publicité pour des colis de Noël dans des journaux de langue allemande. Malgré les prix élevés, une entreprise de colis, la Société Fortra de Manhattan admit qu'elle avait envoyé 30 000 colis alimentaires en Allemagne en moins de trois mois, une affaire de plus d'un million de dollars par an. Les Britanniques déclarèrent que, des 25 000 paquets examinés en trois mois, 17 000 contenaient de la contrebande de produits alimentaires ainsi que de l'argent dans toutes sortes de devises étrangères, des diamants, des perles, et des cartes ayant « une valeur militaire potentielle. »

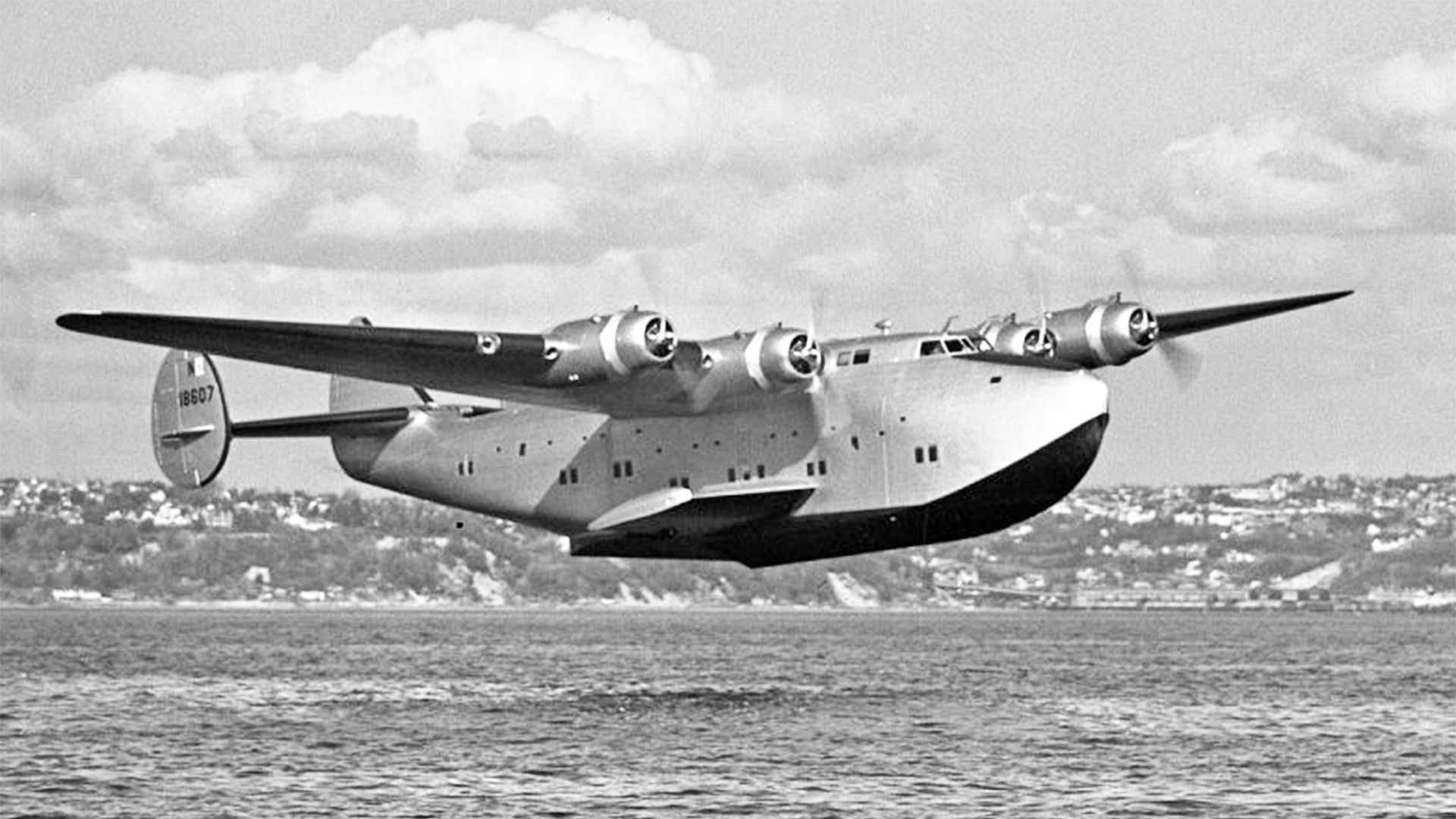
Boeing 314 Clipper

Lorsqu'une tonne de courrier de la poste aérienne, transitant par American Clipper, avait été confisquée aux Bermudes, le gouvernement américain avait interdit purement et simplement l'envoi des colis par la poste aérienne américaine. Durant cette période, la compagnie aérienne italienne Lati, reliant l'Amérique du Sud à l'Europe avait également été utilisée pour passer de la contrebande de petits articles tels que des diamants et du platine, dans certains cas, dissimulés à l'intérieur de la cellule de l'appareil, jusqu'à ce que les gouvernements brésiliens et américains y missent fin. Les "agences de voyages" aux États-Unis ont finalement été fermées, ainsi que les consulats et centres d'information allemands, le 16 juin 1941.

### La drôle de guerre
Pendant les premiers mois de la guerre, la drôle de guerre, le seul endroit où il y avait de réels combats était en mer. Les succès obtenus par les hommes du contrôle de la contrebande figuraient rarement dans les journaux, et fournissaient de la matière pour la propagande en vue de maintenir le moral des civils. Au cours des 15 premières semaines de la guerre, les Alliés affirmèrent avoir saisi 870 000 tonnes de marchandises, soit 10 % des importations annuelles normales de l'Allemagne. Cela comprenait 110 000 m3 (28 millions de gallons américains) de pétrole et des cuirs en quantité suffisante pour fabriquer 5 millions de paires de chaussures. Cela ne tenait pas compte de la perte pour Allemagne des marchandises qui n'avaient pas été expédiées, de peur d'être saisies.
Les préparatifs allemands pour contrer les effets de la guerre militaire et économique étaient beaucoup plus sévères qu'en Grande-Bretagne. Le 4 septembre, une taxe de 50 % sur la bière et le tabac avait été créée, et l'impôt sur le revenu avait été augmenté de 50 %. Pendant des mois précédant, toutes les personnes aptes au travail dans les villes avait, de par la loi, l'obligation d'effectuer des travaux de guerre tels que le remplissage de sacs de sable pour les défenses et les abris anti-aériens, et demander une augmentation de salaire ou exiger une rémunération supplémentaire pour les heures supplémentaires était devenu une infraction. Le 7 septembre, de nouveaux et larges pouvoirs avaient été accordés à Heinrich Himmler pour punir la population sur le motif de « mise en danger de la puissance défensive du peuple allemand » ; le lendemain, un travailleur avait été abattu pour avoir refusé de prendre part au travail de défense. La nouvelle législation, fréquemment appliquée par le Tribunal du peuple, était délibérément vague pour couvrir une variété de situations, et pouvait être très sévère. Avec le temps, la peine capitale pouvait être requise contre des crimes tels que la contrefaçon de coupons d'alimentation ou la protestation contre des décisions de l'administration. Shirer nota dans son journal, le 15 septembre, que le blocus avait déjà des effets visibles. Il avait privé l'Allemagne de 50 % de ses importations normales de nickel, de coton, d'étain, de pétrole et de caoutchouc, et, depuis le début de la guerre, l'Allemagne avait également perdu l'accès au minerai de fer français, la rendant très dépendante de la Suède pour cette matière première cruciale.
L'Allemagne se tourna vers la Roumanie pour une grande partie du pétrole dont elle avait besoin et la Russie pour une large gamme de produits. En fait, à part permettre à Hitler de sécuriser ses frontières orientales et anéantir la Pologne, le pacte germano-soviétique avait donné à l'Allemagne des avantages économiques considérables. En plus de fournir le ravitaillement et les réparations aux sous-marins et aux autres navires allemands dans le port arctique de Teriberka, à l'est de Mourmansk, les Russes - «belligérant neutre» selon les mots de Churchill - avait également accepté de grandes quantités de blé, d'étain, d'essence et de caoutchouc en provenance de l'Amérique dans ses ports de l'Arctique et de la mer Noire et, plutôt que de les transporter sur l'ensemble du continent, fournissait des volumes identiques de chaque matière première à l'Allemagne à l'Ouest. Avant la guerre, les exportations totales des États-Unis vers la Russie étaient estimées à moins d'un million de livres par mois; à ce stade, elles dépassaient en valeur les 2 millions de livres par mois. Dès le début, bien qu'ils aient été jadis des ennemis jurés, des échanges directs, à grande échelle, avaient lieu entre l'Allemagne et la Russie, car les deux étaient en mesure d'offrir quelque chose de l'autre voulait. L'Allemagne n'avait pas les ressources naturelles que la Russie avait en abondance, tandis que la Russie était, à ce moment-là, encore un pays relativement industriellement arriéré, en quête des toutes dernières technologies. À la fin d'octobre 1939, les Russes envoyaient de grandes quantités de pétrole et des céréales en échange de matériel de guerre tels que les chasseurs ainsi que des machines-outils, transactions évaluées à 150 millions de Reichsmark par an.
Les Allemands maintenaient une stratégie navale agressive pour contrer le blocus des Alliés. La liste de la Lloyd montra qu'à la fin de 1939, ils avaient coulé 249 navires grâce aux sous-marins, aux attaques aériennes, ou aux mines. Ces pertes incluaient 112 navires britanniques et 12 français, mais montrait également le taux disproportionné de perte des nations neutres. La Norvège, une grande nation maritime depuis l'époque des Vikings avait pratiquement perdu la moitié de sa flotte de la Première Guerre mondiale, mais possédait alors une marine marchande forte de quelque 2 000 navires, dont le tonnage n'était dépassé que par la Grande-Bretagne, les États-Unis et le Japon. 23 navires norvégiens avait été envoyés par le fond, beaucoup plus attaqués, et des dizaines de marins avaient été tués, tandis que la Suède, principal fournisseur de minerai de fer à l'Allemagne, avait perdu 19 navires, le Danemark 9, et en Belgique 3. Les Pays-Bas, avec 75 % de leur marine marchande partant de Rotterdam à destination de l'Allemagne, avait aussi perdu 7 navires, mais tous ces pays continuaient à commercer avec l'Allemagne. Churchill était continuellement frustré et perplexe par le refus des neutres de faire ouvertement la différence entre les méthodes britanniques et allemands de faire la guerre maritime, et par leur détermination à maintenir le même schéma des échanges d'avant-guerre, mais il ne les condamna pas, estimant que les évènements finiraient par montrer que les Alliés étaient dans le vrai. Il faisait remarquer:

« À l'heure actuelle leur situation est déplorable et va empirer. Ils s'inclinent humblement dans la crainte des menaces allemandes de violence, chacun espérant que s'il nourrit suffisamment le crocodile, le crocodile le mangera le dernier et que l'orage passera avant que leur tour ne vienne d'être dévoré. Que se passerait-il si ces neutres, dans un élan spontané, accomplissaient leur devoir en conformité avec le Pacte de la Société [des Nations] et se rangeaient aux côtés des empires britanniques et français contre l'agression et le mal ? »

Le commerce neutre que Churchill trouvait le plus gênant était le commerce du minerai de fer suédois. La Suède fournissait à l'Allemagne 9 millions de tonnes de minerai à haute teneur par an via ses ports de la Baltique, sans laquelle les fabrications allemandes d'armements seraient paralysées. Ces ports étaient pris par les glaces en hiver, mais une route alternative était possible depuis le port norvégien de Narvik à partir de duquel le minerai était transporté via un étroit corridor maritime partiellement caché (que Churchill a appelé le « corridor norvégien ») entre la rive et le Skjaergaard (Skjærgård), une chaîne continue de quelque 50 000 îlots rocheux et glacés (petites îles inhabitées), de stacks et de rochers sur l'ensemble des 1 600 km de long de la côte ouest. Comme lors de la Première Guerre mondiale, les Allemands utilisaient le Corridor norvégien pour naviguer à l'intérieur des 3 milles nautiques (5,6 km), limite des eaux territoriales, donc neutres, où la Royal Navy et la RAF ne pouvaient les attaquer. Churchill considérait cela comme «le plus grand obstacle au blocus», et sans cesse pressait pour que le Skjaergaard soit miné pour forcer les navires allemands à sortir en haute mer, où le contrôle de la contrebande pourrait les intercepter ; mais les Norvégiens, qui ne souhaitaient pas contrarier les Allemands, refusèrent farouchement leur autorisation.
Même si, au début d'octobre, les Alliés étaient de plus en plus confiants quant à l'efficacité de leur blocus et le succès apparent du système de convoi récemment mis en place. Un convoi de 15 cargos, en provenance du Canada, était arrivé dans les ports britanniques apportant un demi-million de boisseaux de blé, tandis qu'en France, des navires plus importants étaient arrivés d'Halifax dans un autre convoi. Les Français prétendaient que sur les 30 sous-marins envoyés dans la première offensive majeure allemande contre les navires alliés, un tiers avait été détruit, et Churchill déclara que la Grande-Bretagne avait saisi 150 000 tonnes supplémentaires de contrebande de plus que ce qui avait été perdu par torpillage. À la mi-octobre, Adolf Hitler appela à une action plus intense de ses équipages de sous-marins et de la Luftwaffe pour faire respecter son contre-blocus, et mit en garde les Alliés contre sa nouvelle «arme secrète». Les navires neutres avaient été avertis du risque pour eux à participer aux convois alliés, les négociants scandinaves reçurent l'ordre d'utiliser le canal de Kiel pour faciliter le contrôle de la contrebande allemand et le City of Flint, qui avait sauvé les survivants de l'Athenia, est devenu le premier navire américain capturé comme prise de guerre par les Allemands, bien que l'épisode se soit avéré une farce, le navire ayant été finalement restituée à ses propriétaires.

### La guerre des mines
L'«arme secrète» d'Hitler de l'époque était une mine magnétique. Les Allemands avaient utilisé des mines contre des cargos depuis le début du conflit, mais maintenant, commençaient à mettre en place, au large de la côte anglaise un nouveau type de mines qui n'avait pas besoin d'entrer en contact avec un navire pour le détruire. Ils les posaient à l'aide d'hydravions dans les ports britanniques, les canaux et les estuaires peu profonds ou trop étroits pour que les sous-marins puissent naviguer. Ces mines allaient de la petite de 200 livres (91 kg) disséminées par dizaines à la fois aux grandes versions d'une tonne larguées par parachute sur les hauts-fonds et qui étaient presque impossibles à déminer. Elles étaient équipées de déclencheurs magnétiques activés par le passage d'une coque en acier. Au cours des jours suivants, de nombreux navires de toutes tailles coulèrent dans les eaux proches de la côte, la plupart du temps par des explosions provoquées sous ou à proximité de la quille, bien que les eaux aient été draguées. Six coulèrent dans l'embouchure de la Tamise, et le nouveau croiseur HMS Belfast avait été gravement endommagé à l'embouchure de l'estuaire du Forth.

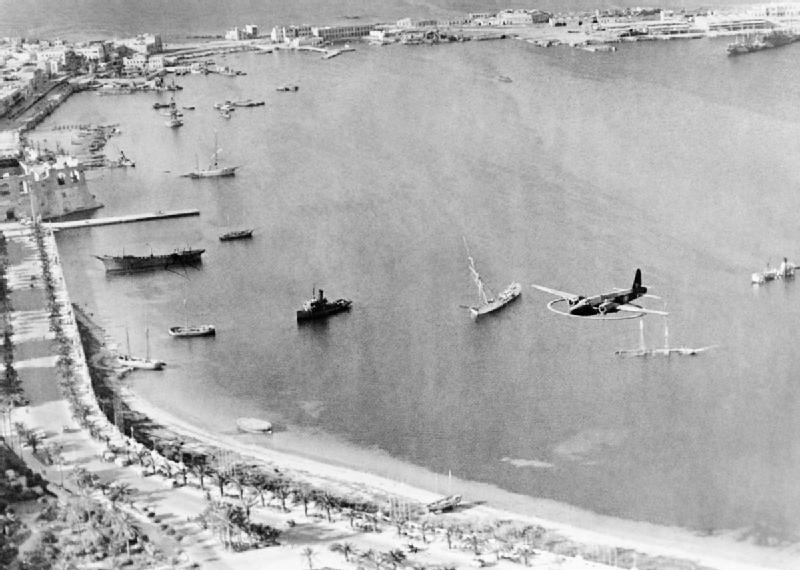
Un bombardier Wellington, équipé d'un anneau métallique destiné à faire détoner les mines magnétiques, volant au-dessus du port de Tripoli, en janvier 1943.

Les Britanniques mirent sur pied un groupe de travail pour trouver une défense contre les mines magnétiques et commencèrent les préparatifs pour recréer le Barrage du Nord, établi entre l'Écosse et la Norvège en 1917 comme une parade contre l'augmentation des attaques de sous-marins. Dans son discours de guerre à l'Empire, le premier ministre Neville Chamberlain, a déclaré: «Nous connaissons déjà le secret de la mine magnétique et nous le maîtriserons bientôt comme nous avons déjà maîtrisé les U-boot", mais peu de temps après, deux autres navires furent coulés, portant le total de la semaine à 24. La preuve qu'au moins une partie de l'attaque allemande était due à des mines flottantes illégales apparut quand un cargo britannique fut coulé à l'ancre au large d'un port de la côte est, lorsque deux mines se rencontrèrent et explosèrent au large de Zeebruges, et quand une grosse baleine fut retrouvée près de quatre mines allemandes sur la côte belge avec un énorme trou dans le ventre. Au cours de la fin de semaine du 18 au 21 novembre, six autres navires neutres avaient coulé au large de la côte anglaise, dont un paquebot japonais de 12 000 tonnes.
En définitive, la démagnétisation des coques de navires fut mise en place. Elle consistait à les ceindre de câbles électriques, et qui fut rapidement appliquée à tous les navires. D'autres moyens de dragage de mines ont également été développés, où des patrouilleurs et des aéronefs équipés d'un appareil de mise à feu spécial les faisaient exploser.

### L'interdiction des exportations
Depuis le début de décembre 1939, les Britanniques avait commencé à bloquer les exportations allemandes en représailles pour les dommages et les pertes en vies humaines causées par les mines magnétiques allemandes. Chamberlain avait déclaré que, même s'il s'est rendu compte que ce serait préjudiciable aux neutres (la Norvège importait la quasi-totalité de son charbon d'Allemagne), cette politique respectait avec les règles du droit et que, tandis que l'utilisation de mines par l'Allemagne et la guerre sous-marine avait déjà causé de nombreux morts innocents sans distinction de nationalité, aucune perte de vie humaine ne pouvait être imputée à l'exercice de la puissance maritime britannique. Avant la guerre, 70 % des exportations de l'Allemagne se faisait avec les pays européens, principalement les Pays-Bas, la France et l'Angleterre, mais le ministère estimait que les exportations annuelles allemandes s'élevaient encore à 44 M£ vers l'Amérique du Sud, à 19 M£ vers l'Extrême-Orient, et à 15 M£ vers les États-Unis, et que, rien ne pouvant être fait pour empêcher les exportations par voie terrestre vers la Scandinavie, elles continuaient vers l'Italie, la Russie et les Balkans. Le ministère pensait que le commerce maritime allemand pouvait être réduit de 45 % par le blocus.
Furieux de l'interdiction britannique d'exporter, le gouvernement allemand accusa les Britanniques d'avoir délibérément coulé le Simon Bolivar, qui avait sombré le 18 novembre avec 120 personnes, dont des femmes et des enfants. Ils conseillèrent aux neutres de fuir les eaux britanniques et de commercer avec l'Allemagne, en déclarant qu'en raison des champs de mines défensifs et du contrôle de la contrebande, les eaux britanniques n'étaient pas une zone de commerce soumise à la Convention de La Haye régulant la guerre maritime, mais des zones militaires où les navires de guerre ennemis devaient être attaqués. Poussés par l'Allemagne, tous les neutres protestèrent, mais l'effet global fut de ralentir la circulation des navires neutres. Les dirigeants nazis, plus tard, se montrèrent optimistes quant au succès apparent de leur recours à la guerre des mines et admirent que son origine était allemande, déclarant « nos objectifs sont atteints ».

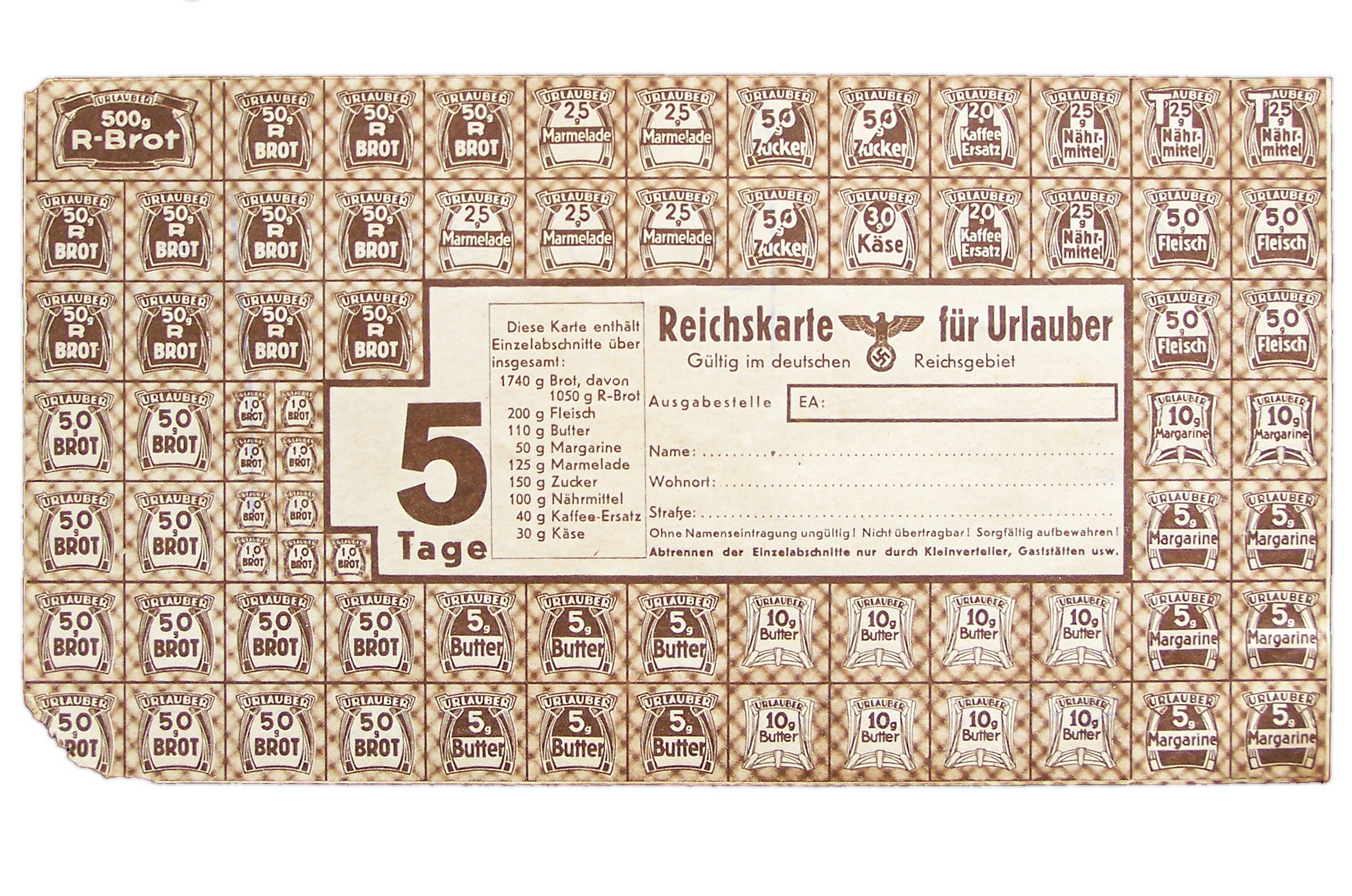
Carte de rationnement allemande. Celle-ci est établie pour une personne en déplacement, ou en vacances, avec une validité de cinq jours.

À Berlin, William Shirer nota dans son journal qu'il y avait des signes d'une ruée sur les guichets pour convertir des devises en biens pour se prémunir contre l'inflation, mais que, bien que le blocus signifiait maintenant que le régime allemand était très limité, il y avait généralement assez à manger et les gens avaient, à ce moment-là, rarement faim. Cependant, il n'était plus possible d'inviter à manger à la maison à moins que les invités n'apportassent leur propre nourriture. Les restaurants et cafés fonctionnaient encore, mais ils étaient maintenant devenus très chers et bondés. Le porc, le veau et le bœuf étaient rares, mais dans les premiers mois il y avait encore suffisamment de chevreuils, de sangliers et d'oiseaux sauvages à tirer dans les propriétés privées et les forêts. Le charbon était désormais très difficile à obtenir, et bien que des quantités suffisantes de langoustes fussent importées des pays danubiens afin de permettre de bons repas de fête, les gens passèrent un Noël triste. En fait, l'Allemagne produisait de grandes quantités de charbon de très haute qualité dans la région de la Sarre, mais une grande partie était maintenant utilisée pour produire du caoutchouc synthétique, du pétrole et du gaz. Il y avait des rapports disant que l'Allemagne, qui avait grand besoin de devises avait essayé d'exporter des vélos et des voitures sans pneus vers des pays limitrophes. Le travailleur moyen allemand travaillait pendant 10 heures par jour, 6 jours par semaine, mais bien qu'il eût assez d'argent pour les acheter, la plupart des articles n'était pas disponibles, et des commerces montraient des marchandises dans leurs devantures accompagnées d'une pancarte "Pas à vendre",.
La croyance en la force suprême de la Royal Navy était si forte que certains pensaient que le blocus pouvait désormais être si efficace en limitant la capacité de l'Allemagne à combattre qu'Hitler aurait été obligé de venir à la table des négociations.
Pendant ce temps, au début de 1940, il y avait encore 60 navires marchands allemands isolés dans les ports d'Amérique du Sud, coûtant 300 000 £ par mois de frais et de droits portuaires, et finalement Hitler ordonna à tous de tenter de rentrer en Allemagne. À la fin de février 1940, environ 70 avaient tenté de s'enfuir, mais très peu avaient atteint l'Allemagne. La plupart avaient été coulés ou sabordés, et au moins huit s'étaient échoués sur des rochers en tentant de négocier la descente inconnue et dangereuse de la côte norvégienne. Les Allemands avaient tendance à préférer couler les navires eux-mêmes plutôt que de permettre aux Alliés de les capturer, même si la manœuvre mettait en péril les personnes à bord. Tel était le cas du Columbus, le troisième plus grand paquebot allemand avec 32 581 tonnes, et le Glücksburg, qui s'était volontairement échoué sur la côte espagnole dès qu'il avait été repéré. Un autre, le Watussi, avait été repéré au large du Cap par l'armée de l'air sud-africaine. L'équipage y avait mis immédiatement le feu, faisant confiance à l'équipage de l'avion pour venir en aide aux passagers et aux membres d'équipage.
Cet hiver avait été rude, le Danube avait gelé et de fortes chutes de neige avaient ralenti le transport ferroviaire, faisant chuter les importations de céréales et de pétrole en provenance de Roumanie. La Grande-Bretagne avait privé l'Allemagne des exportations espagnoles de minerai de fer, en concluant un accord pour acheter le minerai en lieu et place de l'Allemagne via le golfe de Gascogne. L'accord portait également sur le cuivre, le mercure et le plomb pour permettre à l'Espagne, qui était au bord de la famine, d'acheter du blé en Amérique du Sud dont elle avait besoin pour nourrir son peuple.

### 1940
Le 17 janvier 1940, le ministre de la Guerre économique, Ronald Cross déclara dans un discours à la Chambre des communes:

« Nous avons pris un bon départ, nous devons garder à l'esprit que l'Allemagne ne dispose pas des mêmes ressources qu'elle avait il y a 25 ans. Ses ressources en or et en devises étrangères sont plus faibles; ses stocks de matières premières industrielles sont beaucoup plus réduits. Au bout de quatre mois et demi, l'Allemagne est soumise à la même contrainte économique qu'elle subissait après deux années de la dernière guerre. »

Malgré les actualités montrant la puissance impressionnante de la guerre éclair nazie, à laquelle même ses ennemis accordaient du crédit, l'Allemagne n'avait pas les moyens d'une guerre prolongée. Pour acheter à l'étranger sans crédit et sans échange de devises, une nation a besoin d'offrir des biens ou de l'or, mais l'interdiction britannique d'exporter avait empêché l'Allemagne d'obtenir des devises ou de l'or. Durant la première guerre mondiale, même après deux ans de guerre l'Allemagne avait encore des réserves d'or d'une valeur de 2,5 millions de marks et plus de 30 milliards de marks investis à l'étranger, lui donnant un accès facile aux importations. À ce stade précoce de la Seconde Guerre mondiale, ses réserves d'or avaient diminué jusqu'à environ un demi-milliard de marks et son crédit était quasi nul, de sorte que toute importation devait être payée par troc, comme des équipements de haute technologie envoyés en Russie ou du charbon en Italie.

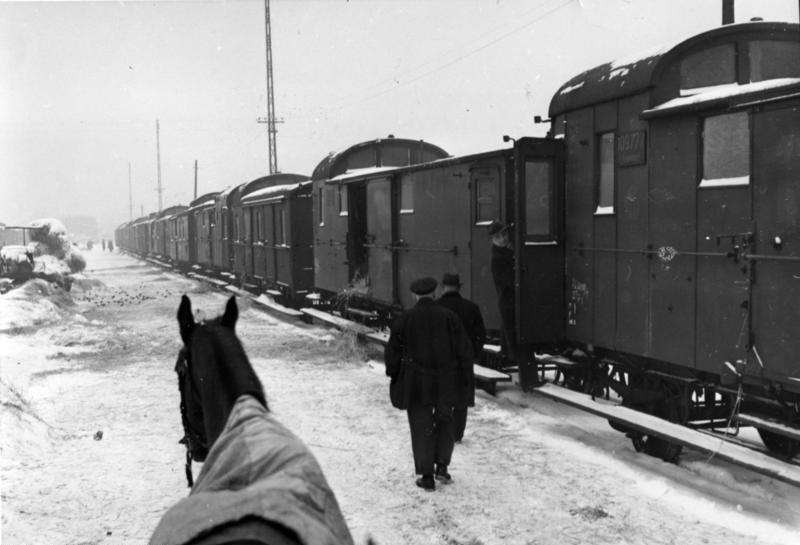
Train chargé de pommes de terre arrivant à Berlin en janvier 1940.

En février 1940, Karl Ritter, qui, avant-guerre, avait négocié d'énormes accords de troc avec le Brésil, se rendit à Moscou et, malgré sa conviction que Staline était un négociateur incroyablement féroce, un accord commercial plus important avait finalement été signé entre l'Allemagne et l'Union soviétique. Il était évalué à 640 millions de Reichsmarks en plus de ceux précédemment conclut, par lequel l'Allemagne s'engageait à fournir des canons lourds de marine, trente exemplaires de ses avions les plus récents dont le Messerschmitt 109, Messerschmitt 110 et Junkers 88, des locomotives, des turbines, des générateurs, le croiseur Lutzow inachevé et les plans du cuirassé Bismarck. En retour, l'Union soviétique fournissait la première année un million de tonnes de céréales, ½ million de tonnes de blé, 900 000 tonnes de pétrole, 100 000 tonnes de coton, ½ million de tonnes de phosphates, un million de tonnes de fèves de soja, ainsi que d'autres produits. Bien que les Allemands avaient pu trouver de nombreuses façons de contourner le blocus, les pénuries étaient maintenant si graves que le 30 mars 1940, alors que l'Allemagne se préparait à lancer sa guerre éclair sur l'ouest, Hitler ordonna que la livraison des marchandises pour le paiement de l'Union soviétique devait avoir priorité, même sur les besoins de ses propres forces armées. Après la défaite de la France, Hitler, ayant l'intention d'envahir la Russie l'année suivante, déclara que le commerce continuerait seulement jusqu'au printemps de 1941, après quoi les Nazis avaient l'intention de prendre tout ce dont il aurait besoin.
Avec l'accroissement du nombre de sous-marins allemands en service, la marine marchande des neutres payait un tribut de plus en plus lourd. Six mois après le déclenchement de la guerre, la Norvège avait perdu 49 navires et 327 hommes, le Danemark 19 navires et 225 marins et la Suède 32 navires et 243 hommes. Au début de mars, l'amiral Raeder avait été interviewé par un correspondant américain de NBC à propos de l'utilisation alléguée de guerre sous-marine sans restriction. Raeder soutenait que parce que le blocus britannique était illégal, les Allemands avait le droit de répondre par des «méthodes similaires», et cela parce que le gouvernement britannique avait armé un grand nombre de ses navires marchands et utilisait ces navires civils comme des patrouilleurs côtiers et des dragueurs de mines ; tout navire britannique repéré devenait donc une cible légitime. Raeder déclara que les neutres seraient susceptible d'être attaqués s'ils se comportaient comme des belligérants, soit en zigzaguant ou soit en naviguant feux éteints. Le paradoxe de cet argument - que les pays neutres avaient été prompts à souligner - est que l'Allemagne bénéficiait de l'activité maritime qu'elle mettait tant d'acharnement à détruire.
Le 6 avril, après le naufrage du paquebot norvégien Mira, le ministre des Affaires étrangères norvégien, le professeur Koht, se rapportant aux 21 protestations faites aux belligérants concernant les infractions à leur neutralité, a fait une déclaration à propos du naufrage de navires norvégiens par les U-boot et des aéronefs allemands. « Nous ne pouvons pas comprendre comment les hommes des forces allemandes peuvent penser qu'une telle pratique soit conforme à leur honneur ou à des sentiments humanitaires ». Quelques heures plus tard, un autre navire, le Navarra fut torpillé, sans avertissement, entrainant la mort de 12 marins norvégiens, par un sous-marin qui ne s'arrêta pas pour repêcher les survivants.

### L’intensification du blocus
En dépit des statistiques impressionnantes sur les quantités de marchandises de contrebande saisies, au printemps 1940, l'optimisme du gouvernement britannique sur le succès du blocus semblait prématuré et le sentiment que l'Allemagne avait réussi à maintenir et même à augmenter ses importations se faisait jour. Bien que le ministère de la Guerre économique ait essayé de l'empêcher, les pays neutres voisins de l'Allemagne continuait de commercer avec elle. Dans certains cas, comme pour le commerce stratégique du minerai de fer suédois, il était fait ouvertement, mais ailleurs, des neutres agissaient secrètement comme intermédiaires pour les livraisons de matériaux qui autrement auraient été confisqués s'ils avaient été directement envoyés à l'Allemagne.
Un tiers des Hollandais tiraient leur subsistance du commerce avec l'Allemagne, et les commerçants hollandais avait longtemps été soupçonnés d'agir comme des intermédiaires dans la fourniture de cuivre, d'étain, de pétrole et de diamants industriels en provenance d'Amérique. Les chiffres officiels montraient que dans les 5 premiers mois de la guerre, les importations hollandaises de matières stratégiques des États-Unis avaient augmenté de 4,25 millions de livres. Les achats de la Norvège dans la même région avaient triplé pour atteindre 3 millions de livres par an, les importations suédoises s'élevaient à 5 millions de livres et celles de la Suisse à deux millions. La grosse partie de ces achats était constituée de coton, d'essence, de fer, d'acier et de cuivre - matériaux essentiels pour faire la guerre. Alors que certaines augmentations pouvaient être imputées à l'inflation, certains étaient le fruit de la volonté de renforcer leurs propres forces armées ou de constituer des réserves. C'était exactement le type d'activité que le ministère de la Guerre économique tentait d'empêcher.
Les entreprises américaines avaient été empêchées de fournir des armes ouvertement aux belligérants par les lois sur la neutralité, (un amendement avait été voté le 21 septembre sous le nom de Cash and Carry) mais aucune restriction ne s'appliquait aux matières premières. Durant les quatre derniers mois de 1939, les exportations des États-Unis vers les treize États capables d'agir comme intermédiaires pour l'Allemagne s'élevaient à 52 M£ à comparer aux 35 M£ pour la même période en 1938. En revanche, la Grande-Bretagne et la France avaient dépensé respectivement 67 M£ et 60 M£ pour les mêmes périodes, et selon un journaliste du New York World Telegram, les exportations vers les huit pays limitrophes de l'Allemagne dépassaient la perte des exportations américaines précédemment envoyées directement à l'Allemagne.
Mais le plus gros trou, et de loin, dans le blocus se situait dans les Balkans. La Yougoslavie, la Roumanie et la Bulgarie exportaient chaque année vers l'Allemagne une grande partie de leur surplus d'huile, de chrome, de bauxite, de pyrites, d'arachides oléagineuses, le maïs, le blé, de viande et de tabac. L'Allemagne avait également fait de gros achats en Grèce et en Turquie, et vu la région comme son arrière-cour pour son approvisionnement. Avant la guerre, la Grande-Bretagne avait reconnu l'intérêt particulier de l'Allemagne dans la région et avait un très faible pourcentage de ce marché, mais maintenant, par l'intermédiaire de la United Kingdom Commercial Corporation, ils utilisaient leur pouvoir financier pour concurrencer dans les Balkans, aux Pays-Bas et en Scandinavie, vendant à des prix inférieurs et en surenchérissant sur les marchés afin de priver l'Allemagne de biens. L'Allemagne ayant désespérément besoin de maintenir ses approvisionnements, surpayait considérablement ses achats par rapport au taux normal du marché. Comme ailleurs, l'Allemagne payait en nature avec du matériel militaire, manœuvre grandement facilitée par la confiscation des intérêts tchèques de Škoda dans l'armement.
L'Allemagne était presque entièrement dépendante de la Hongrie et de la Yougoslavie pour la bauxite, utilisée dans la production de duralumin, un alliage de cuivre et d'aluminium, essentiel pour la production d'avions. Les Britanniques tentèrent de mettre fin au commerce de la bauxite en envoyant des agents infiltrés pour faire sauter les Portes de Fer, la gorge étroite où le Danube traverse les montagnes des Carpates en envoyant une flotte de barges chargées de dynamite sur la rivière, mais le plan fut découvert par la police roumaine agissant sur un renseignement de la Garde de fer pro-allemande [réf. nécessaire]. En dépit de leur neutralité déclarée, les pays politiquement instables des Balkans se retrouvèrent dans une position inconfortable, entourés par l'Allemagne au nord, l'Italie à l'ouest et la Russie à l'Est, avec peu de latitude pour faire face aux menaces voilées de l’Allemagne, à moins qu'ils ne continuassent à fournir ce qui avait été demandé, ils subiraient le même sort que la Pologne. La Roumanie, qui avait fait des gains territoriaux considérables après la Première Guerre mondiale, exportait une grande partie de son pétrole de son site Ploieşti en Grande-Bretagne, le principal garant de sa souveraineté nationale. La production de la Roumanie était à peu près égale à celle de l'Ohio, classée 16e producteur aux États-Unis, un grand producteur de pétrole donc. La plus grande raffinerie, Astra Română, traitait deux millions de tonnes de pétrole par an, mais comme la fortune (de guerre) de la Grande-Bretagne avait diminué depuis le début de 1940, la Roumanie s'était tournée vers l'Allemagne en utilisant son pétrole comme outil de négociation, espérant la protection de l'Union soviétique. Le 29 mai 1940, la Roumanie cessa ses exportations de pétrole vers la Grande-Bretagne, et signa un accord sur les armes et le pétrole avec l'Allemagne, la Roumanie fournirait bientôt à l'Allemagne la moitié de ses besoins en pétrole. La Grande-Bretagne était en mesure d'obtenir d'autres approvisionnements en pétrole grâce à l'accord avec l'Anglo-Iranian Oil, signé le 28 août 1940.
Le Conseil suprême de guerre britannique se réunit à Londres le 28 mars pour discuter des moyens d'intensifier le blocus. Selon The Economist [Quand ?], « En avril 1940, la guerre coûtait au Royaume-Uni 5 M£ par jour sur un total de dépenses publiques s'élevant à 6,5 à 7 M£ par jour. C'était pendant la drôle de guerre, avant que les combats sur terre et dans les airs n'aient commencé. Le premier ministre déclara que, s'il était hors de question d'acheter tous les excédents exportables, l'accumulation de certains produits sélectionnés tels que les minéraux, les graisses et le pétrole pourrait être utile, et annonça un accord avec la Norvège pour acquérir la totalité de l'excédent d'exportation d'huile de baleine. Plus tard, la Grande-Bretagne signa l'accord commercial anglo-suisse, et des négociations en vue d'accords commerciaux de guerre furent également conclues avec la Suède, la Norvège, l'Islande, la Belgique, les Pays-Bas et le Danemark. Des accords commerciaux furent négociés avec l'Espagne, la Turquie et la Grèce, visant à limiter les exportations vers l'Allemagne. »
Chamberlain indiqua également que des mesures avaient été prises pour faire cesser le commerce du minerai de fer suédois, et quelques jours plus tard, la côte norvégienne avait été minée à la suite de l'opération Wilfred. Mais peut-être la mesure la plus importante prise à cette époque a été la mise en place du Special Operations Executive (SOE) par Winston Churchill et le nouveau ministre de l'Économie de guerre Hugh Dalton, le 22 juillet 1940. Bien que très peu de gens ne l'aient su à l'époque, cette nouvelle organisation, prenant la suite de celle qui avait effectué la tentative de dynamiter la Porte de Fer sur le Danube, a marqué une nouvelle direction dans la guerre économique qui apporterait des dividendes plus tard, en fournissant des renseignements vitaux sur les cibles stratégiques potentielles pour les campagnes de bombardement offensives qui viendront plus tard dans la guerre.

### Le premier bombardement de la Ruhr
Peu de temps après l'invasion allemande des Pays-Bas et de la France, les Britanniques avaient fait les premiers pas vers l'ouverture d'une offensive aérienne stratégique visant à porter la lutte en Allemagne. Dans la nuit du 15 au 16 mai 1940, le Bomber Command de la Royal Air Force, qui jusque-là n'avait été utilisé que pour attaquer des cibles côtières et lâcher des tracts de propagande, se lançait dans un raid nocturne sur les usines de production de pétrole et les gares de triage ferroviaires dans la région de la Ruhr.
La région minière et manufacturière de la Ruhr, souvent assimilé au Black Country dans les Midlands en Angleterre, était l'une des plus grandes concentrations au monde d'installations de production et transformation des métaux ainsi que d'usines chimiques et textiles. La Ruhr abritait également plusieurs usines de production d'essence synthétique. Le smog produit par ces industries rendait les bombardements de précision presque impossible [réf. nécessaire]. Comme la Rhur était la région industrielle la plus importante d'Allemagne, elle était dotée de défenses aériennes puissantes - Hermann Göring avait déclaré "La Ruhr ne sera pas touchée par une seule bombe Si un bombardier ennemi atteint la Ruhr, mon nom n'est pas Hermann Göring!" [réf. nécessaire]
En raison de la pollution et du manque d'avions équipés pour la photographie aérienne, les Britanniques n'étaient pas en mesure de déterminer dans quelle mesure le raid avait été efficace; en fait, les dommages étaient négligeables [réf. nécessaire].

## Deuxième phase de la guerre économique

### La chute de la France
La signature de l'armistice avec la France dans la forêt de Compiègne le 22 juin 1940 modifia considérablement les conditions de la guerre économique. Hitler avait pris le contrôle sur l'ensemble de l'Europe occidentale et la Scandinavie (à l'exception de la Suède et de la Suisse) de la pointe nord de la Norvège au-delà du cercle arctique jusqu'à la frontière avec l'Espagne, et de la rivière Bug en Pologne à la Manche. L'Allemagne établit de nouveaux terrains d'aviation et de nouvelles bases de sous-marins le long des côtes ouest de la Norvège et de l'Europe.
Début juillet, l'armée de l'air allemande avait commencé à attaquer les convois dans la Manche à partir de ses nouvelles bases et des canons transmanches bombardaient la côte du Kent dans les premières phases de la bataille d'Angleterre. Le 17 août, en raison de son incapacité à convaincre les Britanniques de faire la paix, Hitler annonça un blocus général de toutes les îles britanniques et donna l'ordre de préparer l'invasion de l'Angleterre. Le 1er août, l'Italie, ayant désormais rejoint la guerre, établit une base sous-marine à Bordeaux. Ses sous-marins, bien plus adaptés à la Méditerranée, passèrent avec succès le détroit de Gibraltar et rejoignirent le blocus de l'Atlantique. Le 20 août, Benito Mussolini annonça le blocus de tous les ports britanniques en Méditerranée. Les mois suivants, la région vît une forte augmentation des affrontements.
Pendant ce temps, en Espagne neutre, qui n'avait pas encore récupéré de sa propre guerre civile dans laquelle plus d'un million de personnes avaient péri et qui était en proie à la famine, le général Franco continuait à résister aux pressions allemandes pour entrer dans la guerre aux côtés de l'Axe. L'Espagne fournissait la Grande-Bretagne en minerai de fer depuis la baie de Biscaye, mais comme ennemi potentiel, elle présentait une grande menace pour les intérêts britanniques comme elle pouvait facilement restreindre l'accès à la Méditerranée, que ce soit en bombardant le rocher de Gibraltar ou en laissant les Allemands à l'assiéger à partir du continent. Bien que l'Espagne eût pu obtenir la restitution du rocher et la Catalogne française en rejoignant les vainqueurs, Franco continua à gagner du temps, s'attendant à ce que Grande-Bretagne soit vaincue, mais ne souhaitant pas s'engager avant que le résultat ne soit sûr. Pour cela, il faisait des demandes excessives à Hitler (dont il savait qu’elles ne pouvaient pas être satisfaites) comme prix de la participation de l'Espagne, comme la cession, par la France, de la majeure partie du Maroc et d'une grande partie de l'Algérie à l'Espagne.
L'opinion américaine avait été choquée par la chute de la France et le sentiment isolationniste, sentiment général, qui avait vu l'introduction des lois sur la neutralité à partir de 1935, évolua vers un nouveau réalisme. Roosevelt avait déjà réussi à négocier une modification législative, le 21 septembre 1939. Cette nouvelle loi, connue sous le nom Cash and Carry, qui, bien qu'en théorie maintenait l'impartialité de l'Amérique, favorisait manifestement le Royaume-Uni et le Commonwealth. Elle stipulait que des armes pouvaient désormais être achetées par n'importe quel belligérant du moment qu'il payait d'avance et qu'il prenait la responsabilité de la livraison. Mais l'Allemagne n'avait pratiquement pas réserve de change et était incapable de transporter beaucoup de matériel à travers l'Atlantique, la Grande-Bretagne, elle, avait d'importantes réserves d'or et de devises, et bien que les sous-marins allemand fussent une menace, sa puissante marine permettait de penser que la majeure partie de l'équipement acheté arriverait à bon port.
Les États-Unis acceptèrent, à ce moment-là, le fait qu'il fallait augmenter les dépenses pour leur propre défense, surtout avec la menace croissante du Japon, mais il était à craindre que la Grande-Bretagne ne soit vaincue avant que les armes ne soient livrées. Malgré le succès de l'évacuation d'un tiers de million hommes à Dunkerque et des évacuations ultérieures depuis Saint-Malo et Saint-Nazaire, l'armée britannique avait abandonné 2 500 canons lourds, 64 000 véhicules, 20 000 motos et plus d'un demi-million de tonnes de vivres et de munitions. Pour l'aider dans l'intervalle, le Congrès avait accepté de laisser à la Grande-Bretagne un million de fusils de la Première Guerre mondiale, stockés dans la graisse avec une cinquantaine de cartouches pour chacun. Mais, à la suite de l'attaque britannique contre la flotte française à Mers el-Kébir le 4 juillet pour l'empêcher de tomber aux mains des Allemands, les Britanniques prouvaient qu'ils feraient tout ce qui était nécessaire pour continuer la lutte, et Roosevelt était en train de réussir sa campagne pour convaincre le Congrès d'être encore plus favorable à la Grande-Bretagne, avec l'accord destroyers contre bases (Destroyers for Bases Agreement) et avec l'approbation d'une commande britannique de 4 000 chars.

### Les certificats de navigation obligatoires
En raison de la nouvelle proximité de l'Allemagne avec la côte ouest de l'Europe et de la baisse du trafic maritime, les navires qui auraient normalement été utilisés pour patrouiller en haute mer avaient été détournés vers des tâches plus urgentes. La Grande-Bretagne abandonna ses bases de contrôle de contrebande de Weymouth et de The Downs et ne laissa qu'un personnel réduit sur la base de contrôle de Kirkwall pour continuer à chercher les rares bateaux à destination de la Suède, de la Finlande, de la Russie et de ses récents pays satellites baltes.
Le système des certificats de navigation avait été considérablement étendu, avec l'introduction de certificats de navigation obligatoires dans une tentative pour empêcher la contrebande d'être chargé, en premier lieu. Toute expédition à destination ou en provenance des ports sans un certificat d'origine autre qu'ennemie, ainsi que tout navire sans certificat de navigation était devenue passible de saisie.
Les fournitures perdues de viande et de produits laitiers en provenance des Pays-Bas et du Danemark avaient été remplacées par des importations d'Irlande et de Nouvelle-Zélande. Le Canada disposait d'une année entière de surplus de blé, tandis que la réserve américaine était estimée comme étant la plus élevée de l'histoire, mais la Grande-Bretagne subissait de lourdes pertes en raison de l'augmentation du nombre des sous-marins allemands. Pratiquement tous les navires hollandais et belges non capturés par les Allemands avaient rejoint la flotte marchande britannique, qui, avec le tonnage apporté par la Norvège et le Danemark avait augmenté d'environ un tiers son tonnage, lui donnant un surplus important de navires. Pour empêcher l'ennemi de profiter de nouveaux itinéraires pour acquérir des fournitures, les pays occupés et la zone (française) libre étaient devenus immédiatement l'objet du blocus, et soumis à de graves pénuries et rapidement à des difficultés extrêmes. Bien que le ministère ait résisté aux appels demandant d'élargir l'embargo à certains pays neutres, il avait ensuite été étendu à l'ensemble de la France métropolitaine, y compris l'Algérie, la Tunisie et le Maroc français.

### Gains allemands
Au total, les Allemands avaient capturé 2 000 chars de différents types, en majorité des chars lourds français B1 et des Matildas britanniques, 5 000 pièces d'artillerie, 300 000 fusils et au moins 4 millions de munitions. Ces fournitures étaient toutes disponibles pour être reconditionnées, cannibalisées ou alors envoyées à la ferraille par les hommes de l'Organisation Todt. Malgré les tentatives de les évacuer avant leur capture, les réserves d'or des nations occupées avaient également été pillées, ainsi qu'un très grand nombre d'œuvres d'art, dont beaucoup n'ont jamais été récupérées.
Les pays occupés furent soumis à des réquisitions systématiques et implacables de tout ce dont l'Allemagne avait besoin ou désirait. Cela avait commencé par un vaste pillage physique, dans lesquels des trains ont été réquisitionnés pour transporter en Allemagne tous les biens mobiliers tels que les armes saisies, des machines, des livres, des instruments scientifiques, des objets d'art et des meubles. Au fil du temps, d'autres éléments tels que des vêtements, du savon, des bancs de parc, outils de jardin, du linge de lit et des poignées de porte furent également emportés. Les biens pillés furent emmenés en Allemagne principalement par des trains, qui eux-mêmes étaient pour la plupart conservés par l'Allemagne.

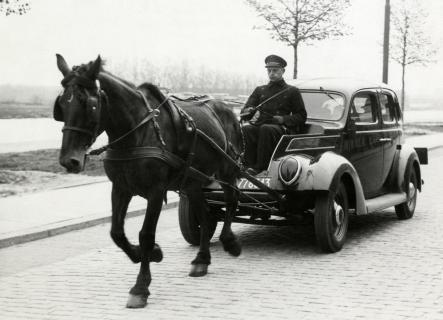
Pays-Bas, mai 1941. Utilisation d'un véhicule automobile quand l'essence est réservée aux troupes d'occupation.

Des mesures immédiates furent également prises en vue de l'appropriation du meilleur des produits alimentaires des nations conquises. Des décrets furent publiés pour obliger les agriculteurs à vendre leurs animaux et leurs stocks de nourriture. Alors qu'au début un pourcentage de la récolte annuelle avait été négocié dans le cadre des clauses de l'armistice, plus tard, les saisies sont devenues beaucoup plus aléatoires et globales. Ensuite, un taux de change artificiel, manifestement injuste, fut annoncé (1 Reichsmark pour 20 Francs en France). En pratique, des "Marks d'invasion" sans valeur furent mis en circulation, et firent grimper l'inflation provoquant la dévaluation de la monnaie locale. Plus tard, des agents allemands achetèrent des actifs non transportables tels que des parcs, de l'immobilier, des mines, des usines et des entreprises. Les banques centrales furent contraintes de souscrire et de financer des programmes industriels allemands, des assurances, des transferts d'or et de devises, etc.
Les Allemands mirent la main également sur les ressources naturelles des pays occupés et leurs capacités industrielles. Dans certains cas, ces nouvelles ressources étaient considérables, et furent rapidement réorientées vers la machine de guerre nazie. Les annexions antérieures de l'Autriche et de la Tchécoslovaquie avaient apporté peu de ressources naturelles en dehors des 4 millions de tonnes annuels de minerai de fer, couvrant une bonne partie des besoins de l'Allemagne. Les industries du fer et de l'acier autrichiennes à Graz, et l'industrie lourde tchécoslovaque, près de Prague, dont les puissantes usines de munitions Skoda à Pilsen qui étaient, bien que très développées, aussi fortement dépendantes des importations de matières premières que l'Allemagne. La conquête de la Pologne apporta à l'Allemagne un demi-million de tonnes de pétrole par an et plus de zinc qu'elle n'aurait jamais besoin ; le Luxembourg, bien que minuscule, apporta une industrie du fer et de l'acier bien organisée et équivalente à 1/7e de celle de l'Allemagne.
La Norvège dut fournir d'importants stocks de chrome, d'aluminium, de cuivre, de nickel et, chaque année, un million de livres de molybdène, l'élément chimique utilisé dans la production d'aciers rapides et en tant que substitut au tungstène. Elle leur a également permis de continuer à expédier du minerai de fer suédois de haute qualité depuis le port de Narvik, commerce que la Grande-Bretagne a tenté d'empêcher avec l'opération Wilfred. Aux Pays-Bas, ils ont également acquis une grande fonderie d'étain de haute technologie située à Arnhem, mais les Britanniques, prévoyant la saisie, avaient restreint l'approvisionnement en minerai dans la période qui avait précédé l'invasion, de sorte que le butin n'était que d'environ un sixième de la production annuelle (2 500 tonnes) pour l'Allemagne.
Mais, de loin, le gros lot, c'était la France. Les souvenirs allemands du traité de Versailles et des années turbulentes des réparations marquées par les pénuries alimentaires et l'inflation élevée durant les années qui ont suivi la Première Guerre mondiale, causèrent à la riche France d'être traitée comme une vaste ressource matérielle destinée à être saignée à blanc, et son économie tout entière fut orientée pour répondre aux besoins de l'Allemagne. En vertu des conditions de l'armistice, elle aurait dû payer les coûts du logement des troupes de la garnison d'occupation et une indemnisation d'occupation de 300 à 400 millions de francs par jour. La zone occupée contenait les meilleures industries de la France, avec un cinquième de la production de minerai de fer mondial en Lorraine, et 6 % de sa capacité de production d'acier. Le réseau ferroviaire allemand fortement surchargé fut renforcé avec 4 000 locomotives françaises, et 300 000 (soit plus de la moitié) de ses wagons de marchandises.
En France libre ne restaient plus que les industries du caoutchouc et des usines textiles autour de Lyon et ses réserves considérables de bauxite, qui, en raison du blocus britannique se retrouvèrent aux mains des Allemands de toute façon, leur donnant d'abondantes réserves d'aluminium pour la production d'avions. Avec le cuivre et l'étain qu'elle recevait de Russie, du cuivre yougoslave, de l'antimoine et du chrome grec en plus de ses sources d'approvisionnement dans les Balkans, l'Allemagne avait maintenant un approvisionnement suffisant pour la plupart des métaux et pour le charbon. Elle disposait également d'environ 2/3 de la capacité industrielle de l'Europe, mais n'avait pas les matières premières nécessaires pour alimenter les usines, beaucoup d'entre elles travaillaient à faible capacité ou avaient fermé [réf. nécessaire] à cause de bombardements de la RAF, du chaos général et de la fuite des populations.
Dès le début de la guerre, l'Allemagne connaissait de graves pénuries de main-d'œuvre et au fil du temps les travailleurs des nations occupées furent pratiquement réduits à l'esclavage, que ce soit pour travailler dans les usines pour fournir le Reich ou envoyés en Allemagne pour travailler dans les usines ou les fermes. En Allemagne même, il y avait un manque chronique d'hommes pour travailler dans les champs et 30 000 ouvriers agricoles ont été amenés d'Italie ainsi que des milliers d'esclaves polonais. Les stocks d'avant-guerre de nourriture s'amenuisaient et de plus en plus de succédanés étaient utilisés. En outre, l'Allemagne restait privée, par le blocus, des approvisionnements d'outre-mer, comme le cuivre du Chili, le nickel du Canada, l'étain et le caoutchouc des Indes orientales, le manganèse des Indes orientales, le tungstène de Chine, les diamants industriels en provenance de l'Afrique du Sud et le coton du Brésil. L'Italie, partenaire de Allemagne, était désormais également soumise au blocus et, fortement dépendante pour le charbon, était devenu déficitaire, mais le problème principal d'Hitler était le pétrole, autour de 12,5 millions de tonnes annuelles étaient nécessaires pour une guerre totale. Outre les fournitures de Roumanie, l'industrie de synthèse allemande produisait 600 000 tonnes par an, et 530 000 autres tonnes venaient de Pologne. La Russie était connue pour avoir d'énormes réserves de pétrole et de gaz, mais avait des systèmes d'extraction chroniquement sous-développés, et même s'il y avait des projets d'envoyer des ingénieurs allemands pour les réorganiser, il faudrait environ deux ans pour que de grandes quantités soit disponibles.

### La bataille d'Angleterre

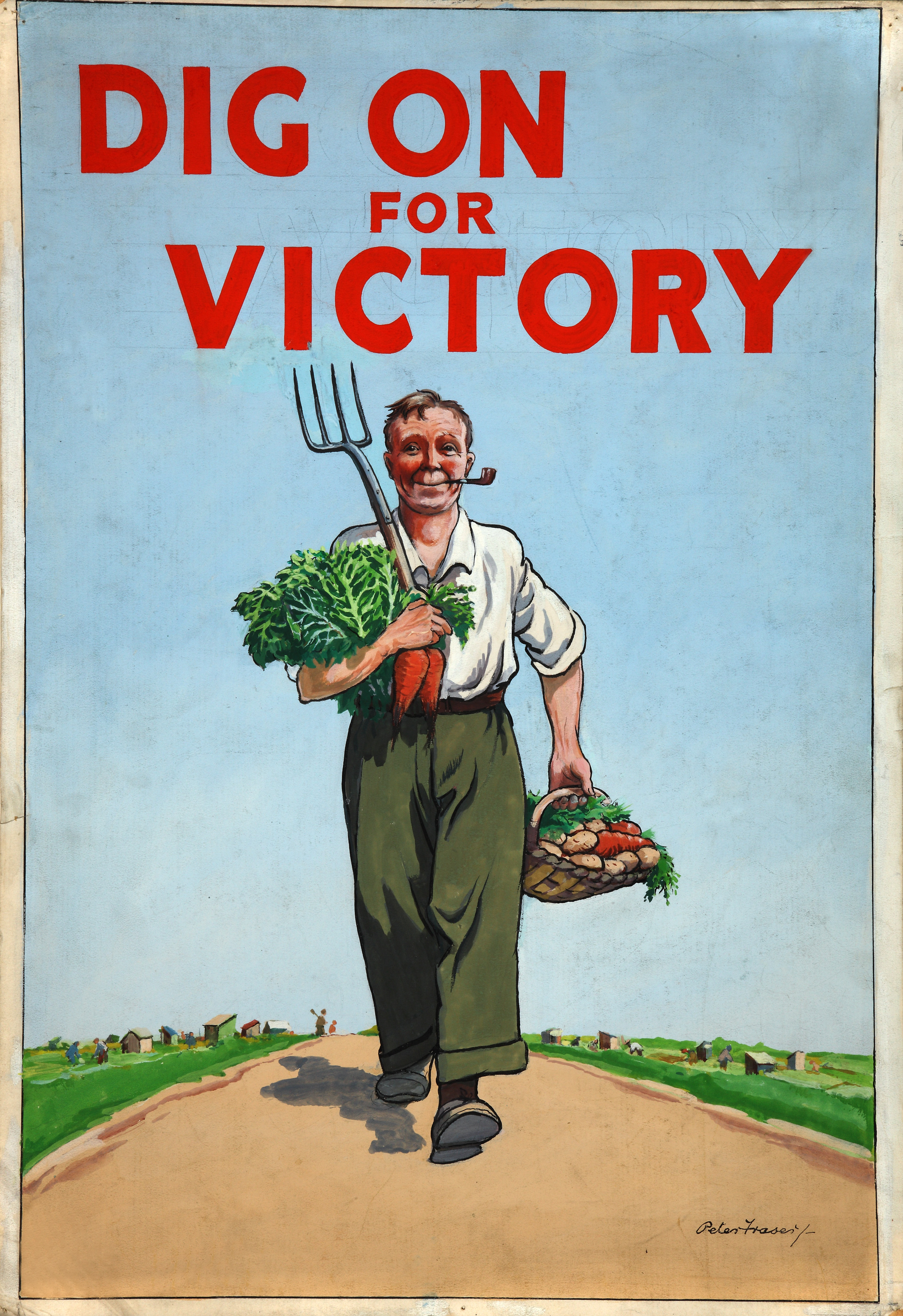
Bêchez pour la victoire, affiche britannique de Peter Fraser.

La meilleure chance d'Hitler de battre le blocus était de pousser la Grande-Bretagne en dehors de la guerre. La meilleure arme de la Grande-Bretagne, et de loin, était sa marine, qui non seulement appliquait le blocus, mais aussi, en dépit des tentatives des sous-marins et des avions, continuait à largement maîtriser les mers. Son vaste empire lui donnait accès à de formidables ressources, des facilités de crédit à l'étranger et des réserves d'or, et le rationnement britannique était loin d'être aussi grave qu'en Allemagne. Le seul rationnement introduit au déclenchement de la guerre était le rationnement de l'essence. Le bacon, le beurre et le sucre suivirent le 8 janvier 1940, la viande le 11 mars, et le thé et la margarine en juillet. Ce n'est que lorsque les succès sous-marins allemands dans la bataille de l'Atlantique avait commencé à restreindre sévèrement le nombre de convois à la fin de 1940 que le rationnement est devenue plus répandu. Et même à ce moment-là, de nombreux travailleurs et des enfants avait toujours des repas scolaires et des cantines pour compléter leurs rations, ce qui faisait une importante différence sur la quantité de nourriture qu'ils recevaient effectivement. Des photographies de marchés offrant une abondance de fruits, et de produits sur les étals des bouchers, des poissonniers et des épiciers, furent diffusés dans des publications étrangères pour prouver aux lecteurs américains et du Commonwealth que la Grande-Bretagne n'était pas, comme les nazis le revendiquaient, affamée. La Grande-Bretagne dépendait des importations pour une grande partie de ses denrées alimentaires et, même avec la généralisation de la campagne Jardin de la victoire et l'utilisation de femmes comme travailleurs agricoles, ne pouvait produire qu'environ deux tiers de ses besoins.
Avant le début du Blitz (bombardement de centres de population), qui a finalement tué plus de 40 000 civils, mais qui avait donné des marges de manœuvre à l'industrie britannique dont elle avait besoin pour fournir des avions de chasse et des munitions pour tenir à distance l'invasion, les quais de la côte sud, comme Southampton, Portsmouth et de Plymouth avaient été gravement endommagés par les bombardements allemands. En réponse, le trafic maritime avait été autant que possible dirigé à l'ouest et au nord. Le 16 août, la Luftwaffe affirma avoir détruit les docks de Tilbury et le port de Londres, qui traitait en temps normal un million de tonnes de fret par semaine. À la joie des nazis, le capitaine d'un cargo brésilien avait déclaré que le sud de la Grande-Bretagne était détruit et que rien ne pouvait la sauver, mais, bien que les dommages causés aient été importants, les navires de toutes les parties de l'Empire, d'Amérique du Sud et d'Extrême-Orient continuèrent à décharger denrées alimentaires et équipements de guerre pour les Britanniques et remplir les cargos de biens exportés. En l'absence de trafic de passagers, et comme tout le trafic scandinave et continental de la mer était suspendu, le port était beaucoup moins fréquenté que la normale, mais pas moins de 35 000 hommes remplissaient encore les entrepôts de grains, de tabac, de farine, de thé, de caoutchouc, de sucre, de viande, de laine, de bois et de cuir tous les jours tout au long du mois d'août 1940. Les usines d'avions britanniques, dirigée par le ministre de la Production aéronautique, Lord Beaverbrook travaillaient sans relâche pour augmenter considérablement la production et éviter un effondrement de la RAF. Le 16 septembre, le Time a écrit : « Même si la Grande-Bretagne tombe cet automne, ce ne sera pas la faute de Lord Beaverbrook. Si elle tient le coup, ce sera son triomphe. Cette guerre est une guerre de machines. Elle sera gagnée sur les lignes de montage». »
Dans un effort pour mettre la Grande-Bretagne à genoux, la Luftwaffe concentra ses efforts sur les usines, les raffineries de pétrole, les ports et les aérodromes. À la mi-août les attaques devenaient de plus en plus coordonnées et efficaces, et la RAF perdait plus de chasseurs et de pilotes qu'elle ne pouvait en remplacer. Le 24 août, au summum de la bataille, des bombardiers envoyés attaquer les installations du Fighter Command et les raffineries de pétrole dans la banlieue de Londres tuèrent des civils dans des maisons du centre de Londres à la suite d'une erreur de navigation, même si beaucoup crurent que ce bombardement était délibéré. En dépit de l'opposition du ministère de l'Air, Churchill ordonna le bombardement de Berlin en représailles, et, cette nuit-là, la capitale allemande fut bombardée pour la première fois, ne causant aucune perte civile. Les Britanniques étaient enchantés car cela montrait que la Grande-Bretagne était en mesure de riposter ; les Berlinois, le lendemain, étaient assommés et déçus ; Göring, qui avait dit que ça n'arriverait jamais, fut ridiculisé. Quand les bombardements britanniques se renouvelèrent, les dirigeants nazis firent une erreur majeure, ordonnant à la Luftwaffe de commencer à bombarder les villes britanniques, pensant que cela mettrait à mal le moral des civils, obligeant l'Angleterre à demander la paix,.
La bataille d'Angleterre fit rage tout au long des mois d'août et de septembre 1940, mais la Luftwaffe ne parvint pas à détruire la RAF pour obtenir la suprématie aérienne, ce qui était une condition préalable à l'invasion. La nuit, les avions du Bomber Command et du Coastal Command traversaient la faible distance que constituait la Manche et attaquaient les navires et les barges destinés à la force d'invasion, qui étaient rassemblés dans les ports d'Anvers, d'Ostende, de Calais et de Boulogne, détruisant plus de 20 % de cette flotte. Enfin, le 12 octobre, l'invasion fut remise au printemps 1941. Les villes britanniques, notamment Londres, Birmingham et Liverpool continuèrent à être lourdement bombardées pendant six mois.

### Pénuries alimentaires européennes
Si l'Allemagne avait gagné en biens industriels, il n'en était pas de même pour les denrées alimentaires. Même en temps de paix, l'Europe n'était pas autosuffisante, et, bien que l'Allemagne contrôlât deux cinquièmes des terres agricoles de l'Europe, ils constatèrent que, malgré les décrets obligeant les agriculteurs à vendre leurs produits et leurs bêtes d'élevage voire la réquisition pure et simple, les pays occupés représentaient, sur le plan alimentaire, une ponction nette sur leurs ressources qui ne pouvait pas être inversée.
Alors que le Danemark, le «cellier de l'Europe», produisait des quantités importantes de bacon, œufs et produits laitiers, il était fortement tributaire des importations d'engrais en provenance de Grande-Bretagne. Rapidement, le bétail fut abattu à cause d'un manque de fourrage - les porcs étaient tellement sous-alimentés que leurs pattes se fracturaient sur le chemin de l'abattoir. Les agriculteurs danois payaient de lourdes taxes, et les marins de la marine marchande, à cause du blocus, en étaient réduits à travailler comme ouvriers en Allemagne.
Les Pays-Bas, de même, avec ses 2,7 millions de bovins, ses 650 000 ovins, son demi-million de porcs, avec aussi ses énormes excédents de beurre, de fromage, de viande, de lait, de margarine et d'huile végétale, dépendait de la Grande-Bretagne pour le fourrage requis pour son cheptel. Une grande partie des terres arables avaient été ruinées par l'ouverture des digues lors de l'invasion nazie et de nombreux agriculteurs avaient refusé de vendre leur bétail aux Allemands. Mais comme une pénurie de viande apparut rapidement, on vit apparaître des saucisses de contrebande à base de viande de chien, que les autorités confisquèrent[réf. souhaitée]. Les Allemands obligeant les pêcheurs néerlandais à rentrer au port avant la nuit, une pénurie de poisson vint s'ajouter ; bien que les possessions hollandaises d'outre-mer fussent parmi les principaux fournisseurs mondiaux de tabac, ce produit ne pouvait pas passer le blocus. L'acier, le fer et le bois étaient si difficiles à obtenir que le travail de reconstruction de Rotterdam s'était arrêté.

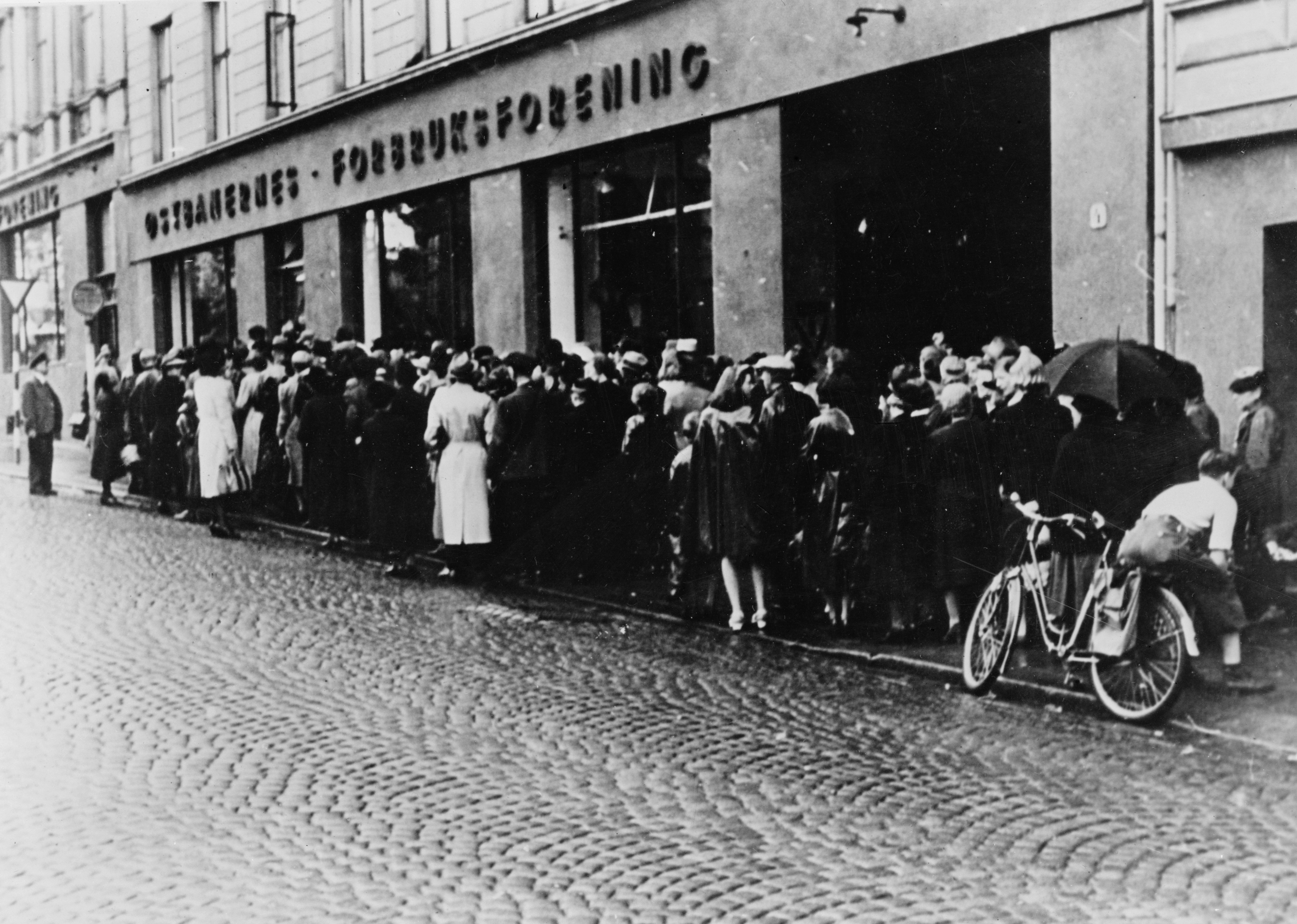
Queue devant un magasin d'alimentation, à Oslo.

En Pologne, la vie était particulièrement difficile. Le choléra s'était déclaré dans les camps de concentration et des exécutions publiques massives s'étaient ajoutées aux 3 millions de Polonais déjà tués lors de l'invasion. Des milliers étaient déjà morts de faim et de froid durant le premier hiver de la guerre. Comme les betteraves à sucre, le seigle et le blé étaient systématiquement pillés, et que peu d'agriculteurs restaient sur leur terre, les conditions de vie avaient rapidement empiré. La Norvège, avec de vastes zones montagneuses, dépendait des importations pour la moitié de sa nourriture et pour l'intégralité de ses besoins en charbon; les pénuries et la faim touchèrent rapidement la Belgique, très peuplée et ne produisant que la moitié de ses besoins, était encore soumise à une confiscation généralisée des denrées alimentaires.
La France, normalement autosuffisante sur le plan alimentaire, avait maintenant 5 millions de réfugiés supplémentaires provenant d'autres pays à nourrir. Quand, pour les besoins de leur armée, les Allemands firent main basse sur un demi-million de chevaux et mulets dans les exploitations agricoles, ils provoquèrent une forte baisse de la productivité. Ils saisirent également 11 % du stock de denrées alimentaires, soit un million de tonnes. Les Allemands détenaient 1 500 000 prisonniers de guerre français en otage, les nourrissant de pain et de soupe, si claire que de l'herbe était ajoutée pour lui donner de la consistance. La plupart des biens étaient maintenant fortement rationnés ; un travailleur avait droit à une alimentation quotidienne ne représentant que 1 200 calories; beaucoup de citadins, le week-end, battaient la campagne à vélo pour chercher de la nourriture. Les soldats allemands avaient droit à une double ration, mais elle restait modeste, similaire à celle servie aux détenus dans les prisons américaines[réf. souhaitée].
Le blocus britannique de la Méditerranée priva immédiatement l'Italie de 80 % de ses importations. Des articles essentiels tels que les pâtes, la farine ou le riz furent sévèrement rationnés, ce qui conduisit à des émeutes ; tout agriculteur stockant sa production pouvait être emprisonné pendant un an. Après la désastreuse invasion de la Grèce, depuis l'Albanie occupée, le 28 octobre, les réserves italiennes de caoutchouc, coton, laine et autres matières premières commencèrent à diminuer, et les prix élevés pratiqués par l'Allemagne pour transporter le charbon à travers les Alpes depuis Trieste fit du chauffage un luxe. Le 11 novembre, la Grande-Bretagne remporta une victoire importante contre la marine italienne à Tarente, sécurisant par là ses lignes d'approvisionnement en Méditerranée.
Même dans la région des Balkans, une région où l'abondance régnait en temps normal, il y avait maintenant des pénuries alimentaires aggravées par un hiver extrêmement dur à l'est. Des inondations, sur le cours inférieur du Danube, avaient dévasté les plaines agricoles et empêché les semailles. En Roumanie, les ouvriers agricoles étaient encore mobilisés dans l'armée et, comme la Hongrie et la Yougoslavie, elle avait besoin de tout le blé qui pouvait être produit, mais les Allemands émirent des grosses demandes, appuyées par des menaces.
Jusqu'à la fin de 1940, Hitler espérait établir une hégémonie allemande pacifique sur les Balkans dans le cadre de sa politique d'arrière-pays d'approvisionnement, mais après l'annexion russe du territoire de la Bessarabie et de la Bucovine du Nord en juin, il modifia ses plans. Le 7 octobre, l'Allemagne envahit la Roumanie pour bloquer l'armée soviétique et avoir accès aux champs pétrolifères de Ploiești. Après l'invasion désastreuse de la Grèce par l'Italie, le 28 octobre, les Britanniques étaient intervenus conformément à l'Accord anglo-grec d'aide mutuelle, en occupant la Crète et en établissement des aérodromes à distance de bombardement des champs pétrolifères roumains. À la fin de novembre, la Hongrie et la Roumanie signèrent l'Acte tripartite, rejoignant l'Axe et, bien que la Yougoslavie ait d'abord refusé de signer, Hitler avait maintenant le contrôle de la majorité des vastes ressources agricoles de la grande plaine hongroise et des champs pétrolifères roumains.
Le Bomber Command britannique continuait à attaquer les objectifs stratégiques allemands, mais les bombardements sur l'Allemagne avaient été rendus beaucoup plus difficiles par la perte des aérodromes français, impliquant des survols de longue durée du territoire ennemi avant d'atteindre la cible. Mais, à ce stade, les Britanniques n'avaient aucun moyen efficace pour mener une action offensive contre l'ennemi, et commencèrent à réviser leur stratégie de bombardement. Après la dévastation de Coventry par la Lufwaffe, la RAF attaqua les raffineries de pétrole dans le centre-ville de Mannheim dans la nuit du 16 au 17 décembre. Ce fut le premier « bombardement de zone », mais les photographies prises après le raid montrèrent que la plupart des 300 bombardiers avaient raté la cible ; le Bomber Command n'avait pas les moyens de mener des raids de précision. Malgré cela, une campagne de bombardements offrait le seul espoir de nuire à l'économie allemande, et des directives à la fin de 1940, fixèrent deux objectifs: attaque de précision sur la production allemande de pétrole synthétique, et une attaque du moral des Allemands en ciblant les sites industriels dans les grandes villes. En décembre 1940 Roosevelt, après avoir remporté un historique troisième mandat de président déclara que les États-Unis deviendrait « l'Arsenal de la démocratie », fournissant les armes dont la Grande-Bretagne et son Commonwealth avait besoin, sans entrer dans la guerre elle-même.
Alors que 1940 se terminait, la situation était désastreuse pour un bon nombre des 525 millions d'Européens. L'approvisionnement alimentaire avait été réduit de 15 % par le blocus et de 15 % par les mauvaises récoltes, la famine ; les maladies comme la grippe, la pneumonie, la tuberculose, le typhus et le choléra menaçaient. L'Allemagne avait été obligée d'envoyer 40 voitures de fret remplies de fournitures d'urgence en Belgique et en France occupées et les organisations caritatives américaines telles que la Croix-Rouge, le Comité Aldrich, et l'American Friends Service Committee avaient commencé à recueillir des fonds pour envoyer de l'aide. L'ancien président Herbert Hoover, qui avait beaucoup œuvré pour atténuer la faim des enfants européens pendant la Première Guerre mondiale, a écrit : « La situation alimentaire dans la guerre actuelle est déjà plus désespérée qu'au même stade de la [Première] Guerre mondiale. (...) Si cette guerre se poursuit longtemps, il n'existe qu'une seule fin implacable (...) la plus grande famine de l'histoire. »

### 1941

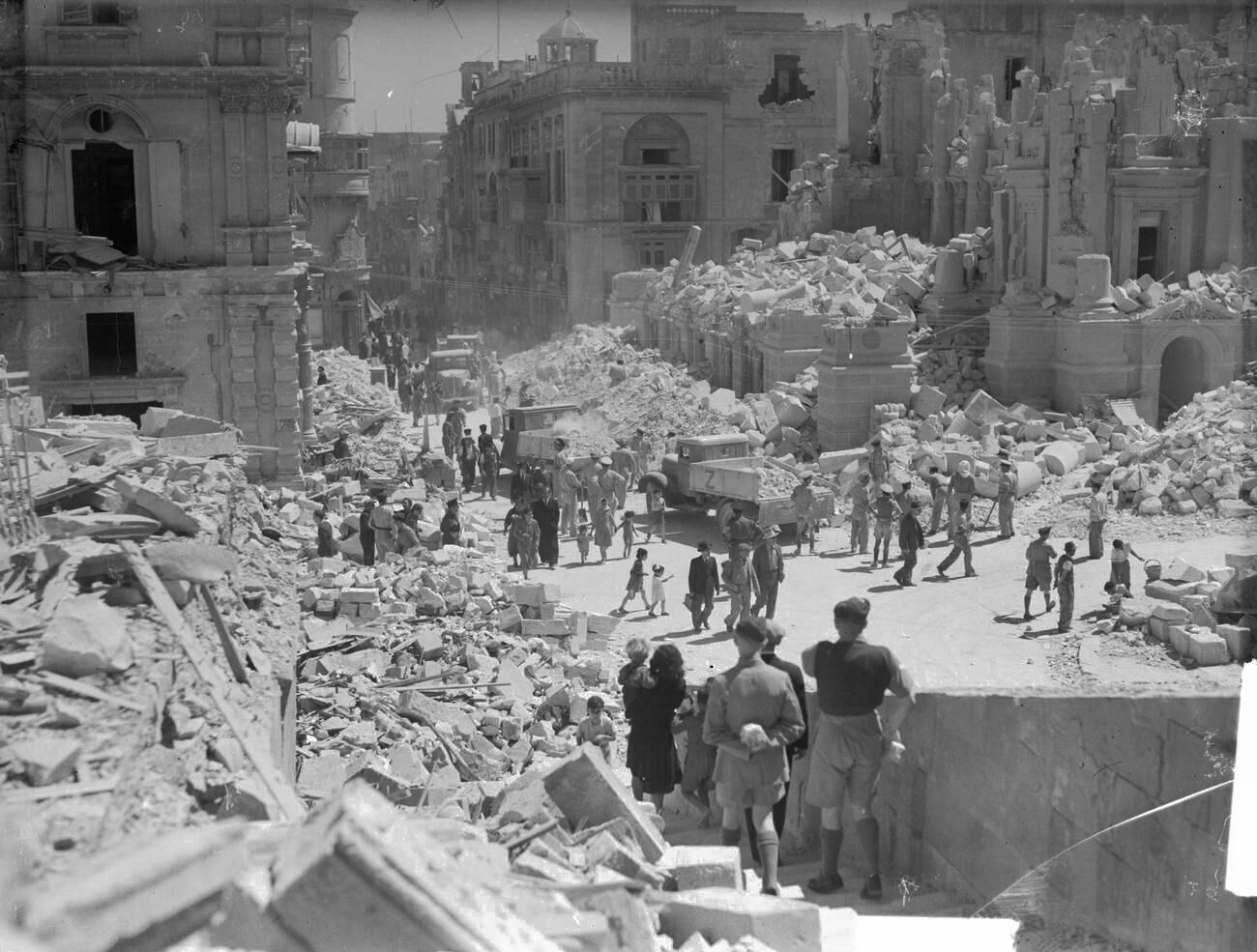
Malte, la rue principale de La Valette après des bombardements.

Au début de 1941, la guerre s'était déplacée vers l'est. Le 28 décembre 1940, Mussolini demanda une aide allemande urgente dans la guerre italo-grecque, l'Allemagne fut également contrainte d'envoyer l'Afrikakorps, dirigée par le général Erwin Rommel, en Libye au début de février pour aider son partenaire de l'Axe dans sa campagne contre les forces britanniques et du Commonwealth en Afrique du Nord. Les Italiens faisaient face également à une forte contre-offensive britannique et indienne en Érythrée et en Afrique de l'Est. En raison de sa position stratégique dans la Méditerranée, près de la Sicile et les routes maritimes de l'Axe, l'île britannique de Malte essuyait également des bombardements ennemis quotidiens lors du siège de l'île. À la fin de l'année, l'île avait subi plus de 1 000 bombardements visant à la contraindre à la reddition. Comme de plus en plus de sous-marins étaient en service, les pertes hebdomadaires de navires marchands alliés continuaient à grimper, et en juin, les œufs, le fromage, la confiture, les vêtements et le charbon avaient été ajoutés à la liste de rationnement.
Début janvier 1941, les autorités allemandes annoncèrent la signature du «plus grand accord céréalier dans l'histoire» entre l'Union soviétique et l'Allemagne. Les Soviétiques, qui avaient également conclu une vente de 100 millions de £ d'armes à la Chine peu de temps après, s'attendaient à des critiques de la Grande-Bretagne et l'Amérique, le journal Izvestia déclarant;

« Il y a, en Grande Bretagne et aux États-Unis, certains hommes d'État de premier plan qui croient que les États-Unis peuvent vendre à tout à la Grande Bretagne... considérant que l'Union soviétique ne peut même pas vendre à l'Allemagne des céréales sans violer la politique de paix. »

### L'aide humanitaire en Europe
En janvier, le Comité national Herbert Hoover pour l'alimentation pour les petites démocraties présenta au gouvernement belge en exil à Londres un plan agréé par les autorités allemandes visant à mettre en place des soupes populaires en Belgique pour nourrir plusieurs millions de personnes démunies. Selon le plan, les Allemands acceptaient de fournir un million de boisseaux de céréales panifiables chaque mois, et le comité devrait fournir 20 000 tonnes de graisses, de soupe et de la nourriture pour les enfants. Cependant, la Grande-Bretagne refusa d'autoriser de laisser passer cette aide à travers le blocus. Son argumentation, que beaucoup en Amérique et dans les pays occupés partageaient, était que cette question ressortait de la responsabilité de l'Allemagne pour nourrir et subvenir aux besoins des populations qu'elle avait conquis et que le plan ne pouvait pas ne pas constituer une aide indirecte à Allemagne; si l'aide était accordée, cela induirait que des marchandises allemandes seraient utilisées ailleurs.
Hoover déclara que les informations en sa possession indiquaient que la ration belge était déjà descendue à 960 calories - moins de la moitié de la quantité nécessaire pour assurer les besoins vitaux - et que de nombreux enfants étaient déjà si faibles qu'ils ne pouvaient plus aller à l'école ; cette opinion était contestée par les Britanniques. Malgré cela, de nombreux Américains étaient consternés par la prolongation des souffrances. Il n'y avait que 16 millions d'Américains de souche français, et au début mars, au moins 15 organisations différentes - connues collectivement sous le Conseil de coordination des secours français - distribuaient de l'aide en France par le biais de l'American Friends Service Committee, tandis que le Comité Quaker distribuait également par mois l'équivalent de 50 000 dollars de nourriture, de vêtements et de fournitures médicales dans toute la France. La Croix-Rouge américaine avait affrété un « navire de miséricorde », le SS Cold Harbor pour transporter 5 400 t de lait en poudre, 150 000 vêtements pour enfants, 500 000 unités d'insuline et 20 000 bouteilles de vitamines à Marseille et, peu après, en avait envoyé un second, le SS Exmouth, pour transporter 1,25 million de dollars de fournitures de secours en France non occupée.
Un certain nombre de libéraux éminents dénoncèrent l'acheminement de nourriture en France dans une lettre au secrétaire d'État américain Cordell Hull. Décrivant la façon dont l'industrie française travaillait pour les Allemands et comment Hitler avait saisi un million de tonnes de blé français, les signataires estimaient que la fourniture de nourriture compromettrait le blocus et conduirait à des exigences nazies accrues envers l'Amérique pour continuer à nourrir d'autres pays conquis. L'ambassadeur de Vichy aux États-Unis, Gaston Henry-Haye, continua de faire pression pour un assouplissement du blocus pour des raisons humanitaires, et le gouvernement américain se retrouva face à un dilemme moral difficile. L'économiste des Affaires étrangères des États-Unis Karl Brandt décrivait comment Hitler (et Staline) utilisait la nourriture comme une arme politique pour détruire l'opposition interne, récompenser des réalisations, sanctionner l'échec et écraser leurs ennemis dans les pays neutres. Il décrivait comment la « caste guerrière » recevait le plus, suivies par des ouvriers essentiels, tandis que tout en bas de l'échelle, les prisonniers, les Juifs et les fous obtenaient le moins. À cette époque, les nazis avaient commencé l'exécution des malades mentaux en bonne santé dans des institutions allemandes, en partie pour économiser sur la nourriture, et il y avait des demandes de membres des familles pour que leurs proches soient supprimés. Brandt disait :

« Les approvisionnements sont soudainement stoppés, quelles que soient les quantités stockées, pour effrayer la population, et des rations supplémentaires sont soudainement accordées pour remonter le moral dans les périodes difficiles. Les statistiques sur l'alimentation sont gardées comme des bombardiers. Pour les nazis, la nourriture est un bel instrument... pour manœuvrer et discipliner les masses. »

À cette époque, il y avait des rapports de plus en plus fréquents concernant des navires français de Vichy en Méditerranée, forçant le blocus britannique depuis les ports d'Afrique du Nord, et ignorant les ordres du contrôle de la contrebande britannique de stopper et accepter les contrôles. L'amiral vichyste Darlan déclarait que la marine marchande de Vichy avait jusqu'à présent apporté, malgré le blocus, sept millions de boisseaux de céréales, 363 000 tonnes de vin, 180 000 tonnes d'huile d'arachide, de grandes quantités de fruits, de sucre, de cacao, de viande, de poisson et de rhum. Darlan, qui, durant la bataille de France avait donné à Churchill l'engagement solennel que la marine française ne serait jamais cédée à l'Allemagne, affirmait que les Britanniques étaient réticents à risquer un troisième affrontement sanglant comme ceux de Dakar et d'Oran, et que, s'ils avaient coulé sept navires français non escortés transportant des denrées alimentaires, ils n'avaient jamais coulé, ou même arrêté, un navire français escorté par des navires de guerre.

### L’accord Lend-Lease

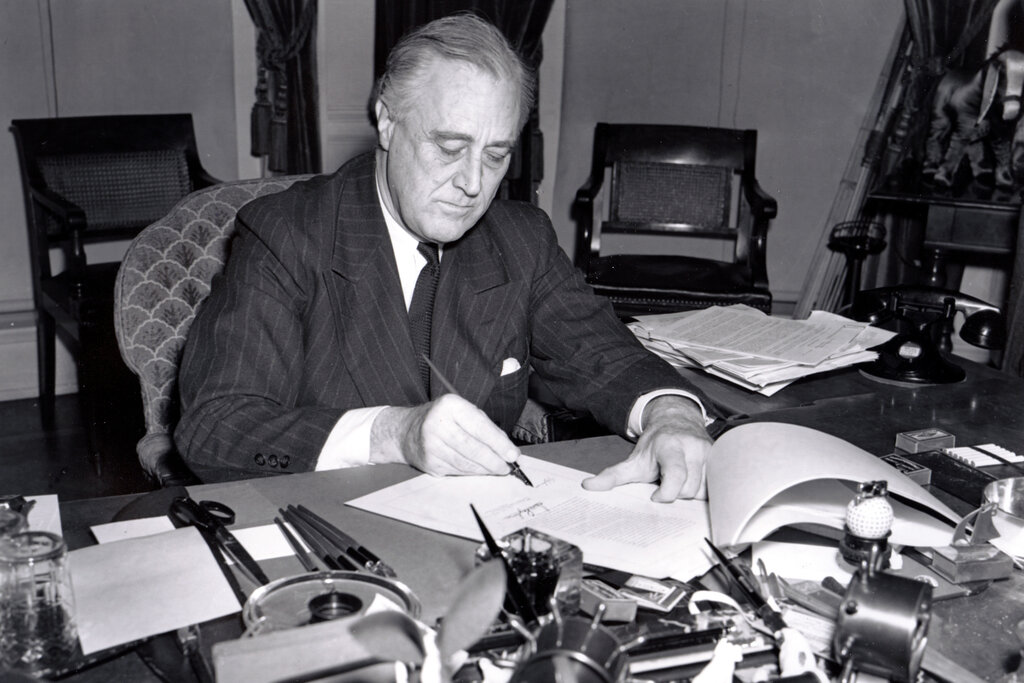
Le président Roosevelt signant l'accord de Prêt-bail au profit de la Grande-Bretagne.

Malgré les effets de son blocus, il n'y avait pas de débat sur la détermination de l'Amérique à fournir de la nourriture à la Grande-Bretagne ; l'Amérique en avait la capacité, grâce à des récoltes record. Mais la Grande-Bretagne, ayant déjà vendu 1 000 millions de livres de ses investissements à l'étranger et ayant souscrit des prêts d'un montant total de 3 000 millions de livres pour payer du matériel de guerre, sentait désormais peser le fardeau financier de la guerre. Le 11 mars 1941, Roosevelt et le Congrès adoptèrent la loi sur le programme de Lend-Lease (Prêt-bail), permettant l'envoi de grandes quantités de matériel de guerre aux pays alliés. Churchill remercia la nation américaine pour cette nouvelle « Magna Carta ». L'Amérique allait passer encore neuf mois avant d'entrer officiellement en guerre, mais ne pouvait plus prétendre à être regardée comme totalement neutre ; Hitler ordonna immédiatement à ses sous-marins d'attaquer les navires américains. Le 10 avril, le destroyer USS Niblack, qui recueillait les survivants d'un cargo néerlandais torpillé, détecta un sous-marin qui se préparait à attaquer, et lança des grenades pour le chasser. Il s'agissait de la première action de guerre directe entre l'Allemagne et l'Amérique durant la Seconde Guerre mondiale. Le lendemain, les États-Unis commençait à mener des patrouilles de neutralité régulières en mer.

### Effets sur le commerce sud-américain
Le blocus mondial avait un impact important sur le commerce mondial dans son ensemble. Au déclenchement de la guerre, de nombreux pays sud-américains pensaient faire de gros profits en fournissant les belligérants comme pendant la Première Guerre mondiale. Presque tout le cuivre, le plomb, l'étain et l'argent extrait en Bolivie était exporté vers l'Europe, tandis que l'Uruguay et le sud du Brésil fournissaient la laine et du bœuf en conserve ou surgelé. L'Argentine assurait 84 % de la production mondiale de graines de lin, et la quasi-totalité de ce qui était exporté, tout comme une grande partie de son blé (23 % de l'offre mondiale), du son de maïs (71 %) et du bœuf (50 %). Mais avec le blocus et le contre-blocus, le commerce extérieur avait chuté et d'importants excédents s'étaient accumulés. Au début de février 1941, les principales nations exportatrices de la région (Argentine, Brésil, Uruguay, Paraguay et Bolivie) avait tenu une conférence à Montevideo pour discuter des moyens d'améliorer les échanges entre eux et le reste du continent. En dehors de quelques pins du Parana, du thé et des céréales, il y avait très peu d'échanges commerciaux entre eux, et les délégués avaient finalement convenu d'un certain nombre de mesures, telles que simplifier les règles de change, financer les pays pauvres, améliorer les réseaux de transport entre les pays - en particulier ceux enclavés - et réduire les barrières douanières afin de démontrer qu'ils n'étaient pas entièrement tributaires du commerce vers l'outre-mer et des dollars américains pour survivre.
En Amérique même, alors qu'un grand nombre de petites entreprises, qui comptaient sur le commerce d'outre-mer, étaient durement touchées, car les importations étrangères meilleur marché n'étaient pas disponibles, les producteurs nationaux, tels ceux de Caroline du Nord de la menthe poivrée et de l'industrie verrière artisanale du Maryland et de Pennsylvanie avaient maintenant l'ensemble du marché intérieur pour eux seuls. Les fromagers américains commencèrent à produire des substituts du Gjetost de Norvège, du Gouda et de l'Edam des Pays-Bas, de l'Asiago et du Provolone d'Italie, des fromages bleus de France. Avec l'arrêt des importations de bulbes de tulipes de Belgique et des Pays-Bas, les producteurs américains du Michigan, de Caroline du Nord et du Nord-Ouest Pacifique avaient pu doubler leurs prix par rapport à ceux d'avant-guerre. Des expériences commencèrent également dans la ferme de la prison d'État de l'Alabama pour faire pousser de la Ramie, une fibre dure et rigide, utilisée dans les manchons utilisés pour les lampes à pétrole, qui n'arrivait plus d'Asie.

### L’invasion allemande de l'Union soviétique

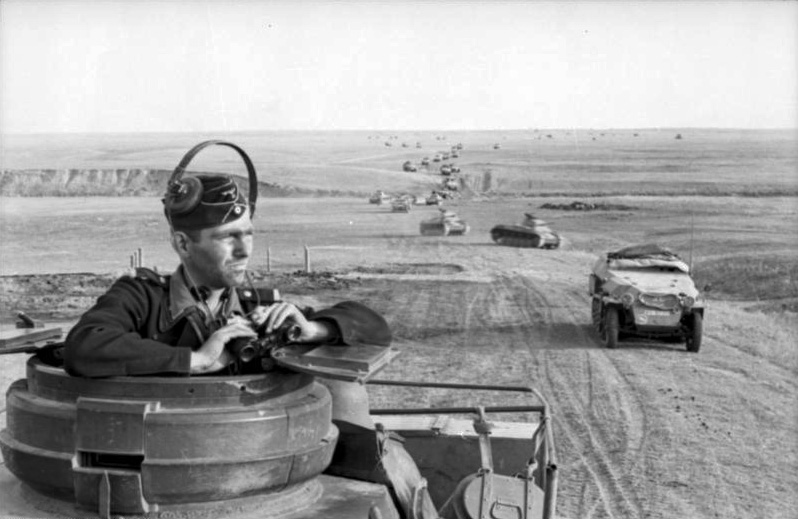
Colonne motorisée allemande en Russie.

Pour les Nazis, la capture de la masse continentale russe, représentant un sixième des terres émergées ou 21 000 000 km2, leur procurait non seulement le Lebensraum qu'ils exigeaient, mais fournissait également la réponse à tous leurs problèmes de matières premières. Le 22 juin 1941, l'Allemagne envahissait l'Union soviétique dans une opération en trois étapes, prenant les Soviétiques complètement par surprise. Ils pénétrèrent profondément en territoire soviétique, et en une semaine effectuèrent un encerclement de 300 000 soldats de l'Armée rouge, près de Minsk et de Białystok. Les premiers territoires à conquérir incluaient les plus productifs. Entre Bakou, sur la mer Caspienne, et Batoumi, sur la mer Noire, se trouvaient les riches champs pétrolifères de la Transcaucasie, tandis que le long de la Pologne et de la Roumanie se trouvait l'Ukraine, le «grenier de la Russie», de la taille de la France, 160 000 km2, parmi les plus fertiles des terres agricoles du globe. Bénéficiant d'une «terre noire» à l'humus épais, apparemment inépuisable, elle produisait 25 % du blé de la Russie, et abritait d'immenses cultures de seigle, d'orge, d'avoine, de betterave à sucre, de pommes de terre, de tournesol, de lin, de maïs, de tabac et de coton. L'Ukraine était également la principale région industrielle de l'Union soviétique. Le bassin du Donetz fournissait 80 % du charbon de la Russie, 70 % du fer, 50 % de l'acier, 72 % de l'aluminium et 35 % du manganèse. C'était un des plus grands bassins houillers d'Europe produisant 67 millions de tonnes par an.
La Russie avait la réputation d'être un pays arriéré et agraire, mais le gouvernement communiste était bien conscient des dangers de trop compter sur l'Ukraine et de la nécessité de moderniser son industrie. Le visage de l'économie soviétique s'était transformé depuis 1928 avec les plans quinquennaux de Joseph Staline, et alors que les trois quarts de l'industrie était autrefois concentrée autour de Moscou, Saint-Pétersbourg, et en Ukraine, de nouvelles grandes villes industrielles avaient maintenant vu le jour partout dans l'Union ; certaines, comme Stalinogorsk dans l'ouest de la Sibérie et Karaganda au Kazakhstan dans des endroits où l'homme avait à peine mis les pieds. Une nouvelle industrie du coton prospère avait été créée au Turkestan, de nouvelles régions à blé dans le centre, l'est et le nord, le charbon venait de Sibérie, depuis de riches gisements de l'Oural, de Sibérie et de la Russie asiatique, et de nouveaux importants puits de pétrole avaient commencé à produire, non seulement dans le Caucase, mais aussi dans l'Oural et la vallée de la Volga.
Pendant les six premiers mois, les Soviétiques étaient en plein désarroi, et avaient perdu des armées entières, plus de 70 % de leurs chars, un tiers de leurs avions de combat et les deux tiers de leurs canons. Malgré les défaites initiales, les Soviétiques avaient réussi à déplacer une grande partie de leur industrie depuis les principales villes et des régions du Dniepr et du Donbass plus à l'est vers l'Oural et la Sibérie, mais il avait fallu beaucoup de temps avant que les usines ne puissent être remontées et que la production ne revienne à des niveaux normaux. Le 3 juillet, Staline annonça une «politique de la terre brûlée». Lorsqu'ils battaient en retraite, tout ce qui ne pouvait pas être déplacé vers l'est était détruit. Les usines et les puits de pétrole devaient être détruits, les récoltes brûlées et les animaux abattus afin que rien ne soit laissé aux Allemands.

### L'aide des Alliés à la Russie

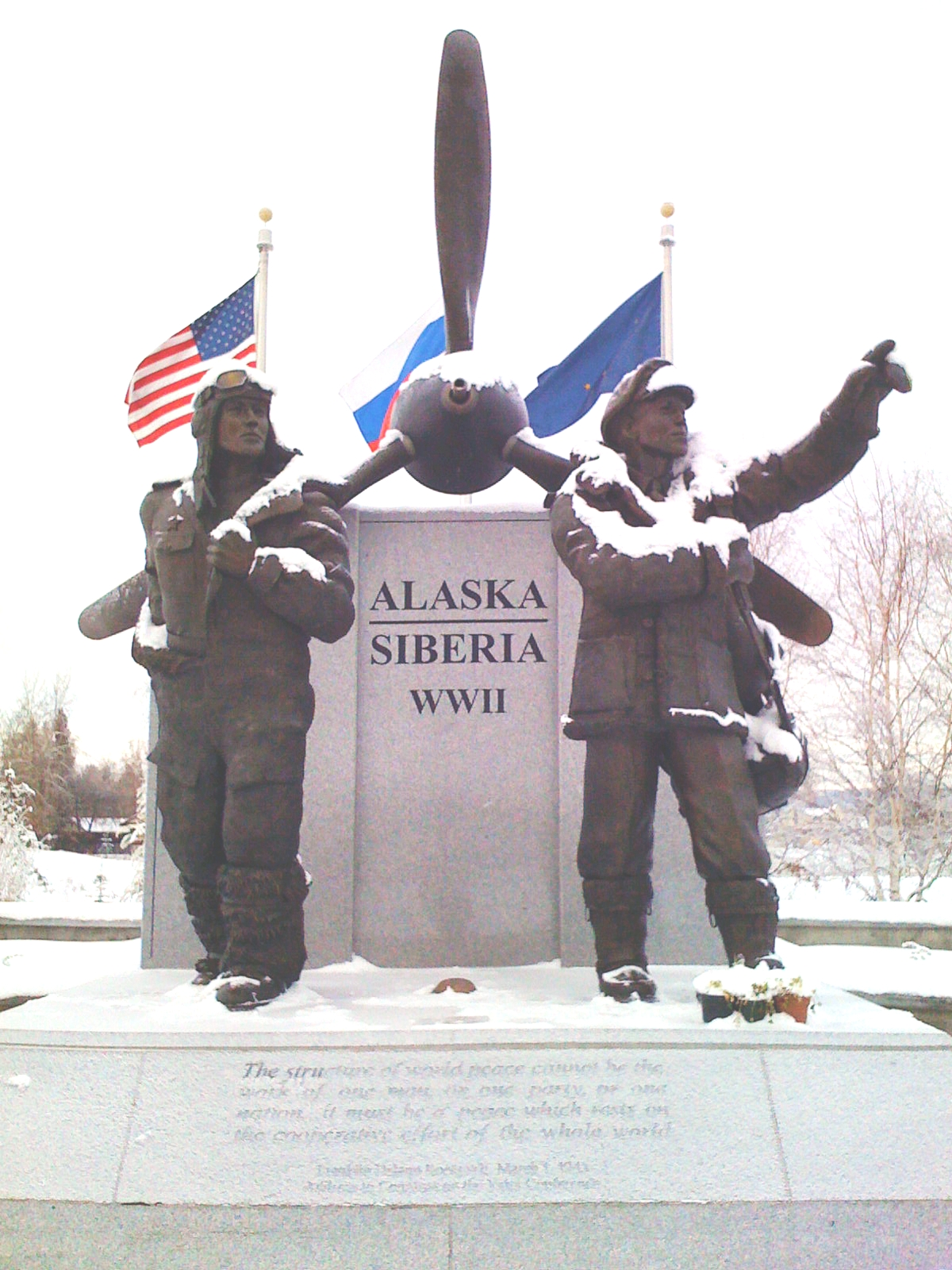
Le mémorial Lend-Lease à Fairbanks, en Alaska, commémorant le convoyage des avions américains vers l'Union soviétique au long de la Northwest Staging Route.

Le 2 août 1941, les Britanniques signèrent la Charte de l'Atlantique avec les États-Unis et étendirent le blocus pour y comprendre la Finlande, combattant aux côtés de l'Allemagne. Churchill considéra alors l'Union soviétique comme un allié et décida d'envoyer des armes pour combler le déficit tandis que l'industrie russe se réorganisait. Au milieu de 1942, la Grande-Bretagne envoyait en Russie, par les convois arctiques, des véhicules, de l'artillerie et des munitions dans le cadre du programme Lend Lease. Au total, la Grande-Bretagne envoya plus de 4 500 chars Valentine, Churchill et Mathilda, et 4 200 avions Hurricane et Spitfire.
Les Américains fournirent également un appui important, mais si l'Alaska, qui était à seulement 80 km de l'Asie à travers le détroit de Béring était la voie la plus évidente pour le transport de matériel au titre de la loi prêt-bail, elle était éloignée de l'Amérique continentale. Une voie terrestre via une route - dont 1 300 km se situaient au Canada, longtemps discutée, était devenue maintenant indispensable. Le 8 mars 1942, l'armée américaine commença la construction de la route Alcan, un ruban de 2 689 km de long, partant de Dawson Creek en Colombie-Britannique, au nord-ouest par le territoire du Yukon jusqu'à une route existant à la frontière du Canada et de l'Alaska. La route a également permis l'interconnexion de la Northwest Staging Route (en), une série de pistes d'atterrissage canadiennes sommairement aménagées et de stations de radio construites pour convoyer des avions de l'Alberta et du Yukon vers la Russie et la Chine. Au total, les États-Unis fournirent à la Russie l'équivalent de 11 milliards de dollars de marchandises, dont 4 800 chars Grant et Sherman, 350 000 camions, 50 000 jeeps, 7 300 avions de chasse Airacobra et 3 700 bombardiers légers et moyens. Les Russes reçurent également 2,3 millions de tonnes d'acier, 230 000 tonnes d'aluminium, 2,6 millions de tonnes de pétrole, 3,8 millions de tonnes de nourriture et d'énormes quantités de munitions et d'explosifs.
L'attaque allemande contre la Russie poussa les Britanniques à essayer d'augmenter leurs bombardements, pensant que les défenses aériennes du Reich seraient réduites. Les attaques sur des cibles pétrolières demeuraient une priorité, et des raids efficaces avait été conduits contre Hambourg, Brême et Kiel en mai, Kiel ayant subi des pertes de production presque totales.
Plus tard, des attaques sur des cibles ferroviaires dans la Ruhr se révélèrent coûteuses en raison d'un nouveau réseau radar, connu sous le nom de ligne Kammhuber. Celui-ci s'étendait tout au long des approches de la vallée de la Ruhr pour alerter la chasse de nuit, qui restait puissante. Entre mai et décembre, la RAF effectua 105 raids sur l'Allemagne, mais avait été incapable de diminuer la capacité industrielle allemande et subit de lourdes pertes dans ces attaques.
Le 22 juin 1941, Churchill déclara que la Grande-Bretagne allait bombarder l'Allemagne nuit et jour, en nombre toujours croissant. Mais en raison de la taille de l'Allemagne et parce que sa force aérienne continuait à être érodée par les envois d'avions à l'étranger, le Bomber Command restait trop faible pour conduire des attaques efficaces sur la machine de guerre allemande. De nouvelles directives appelèrent à des attaques contre le réseau de transport ferroviaire dans la Ruhr afin de perturber l'économie allemande, mais ce fut une politique de bouche-trou. En effet, les avions étaient trop petits, transportaient une charge de bombes trop faible et la navigation avait également montré ses limites dans la précision recherchée. À la suite de pertes s'élevant à 10 % des forces engagées lors d'un raid le 7 novembre, la RAF fut condamnée à réserver ses forces, en les accroissant, en vue d'une offensive au printemps suivant, époque à laquelle un nouveau système de navigation connu sous le nom GEE et le bombardier lourd Avro Lancaster seraient disponibles.

## Troisième phase de la guerre économique
Dans la matinée du 7 décembre 1941, la marine impériale japonaise lançait une attaque préemptive massive contre les navires de la flotte américaine du Pacifique stationné à la base de Pearl Harbor, à Hawaï. Le lendemain, la guerre est devenue véritablement un conflit mondial lorsque l'Amérique rejoignit l'Empire britannique dans la guerre contre le Japon, l'Allemagne et les autres puissances de l'Axe. Comme l'Allemagne, le Japon manquait fortement de ressources naturelles. Depuis 1931, il était devenu de plus en plus nationaliste, avait augmenté ses forces militaires et s'était lancé dans une série de conquêtes sans merci en Mandchourie, en Chine et en Indochine française pour créer un empire. À la suite de l'augmentation du nombre de rapports d'atrocités commises par ses forces dans ces territoires, comme le massacre de Nankin et l'utilisation de gaz toxiques, l'opinion mondiale s'est retournée contre le Japon, et à partir de 1938, l'Amérique, la Grande-Bretagne et d'autres pays avaient placé le Japon sous embargo commercial pour limiter son approvisionnement en matières premières dont il avait besoin pour faire la guerre, comme le pétrole, les métaux et le caoutchouc.

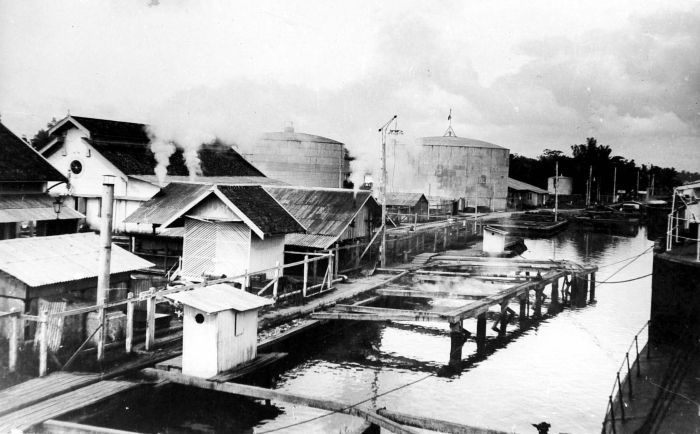
Une des raffineries des Indes néerlandaises, cibles du Japon.

Mais les sanctions ne freinèrent pas l'humeur impérialiste du Japon. Le Japon signa le pacte tripartite avec l'Allemagne et l'Italie en septembre 1940. Après que les États-Unis eurent mis sous embargo pétrolier total tous les «pays agresseurs», le 1er août 1941, coupant le Japon de 90 % de ses approvisionnements en pétrole, il se tourna vers les énormes réserves de pétrole dans le Pacifique sud et le sud-est asiatique, territoires déjà largement sous juridiction des États-Unis, de la Grande-Bretagne et des Pays-Bas. Le Japon savait qu'il ne pouvait pas gagner une guerre prolongée contre les « puissances occidentales », mais il espérait en frappant le premier à Pearl Harbor assommer la flotte américaine du Pacifique, puis en utilisant ses énormes réserves d'hommes et de machines occuper les territoires qu'il convoitait alors que l'Amérique ne seraient encore pas prêts pour la guerre. La Grande-Bretagne étant elle engagée dans la lutte tous azimuts avec l'Allemagne, les Pays-Bas étant eux-mêmes occupés, le Japon espérait pouvoir établir son empire et se consolider si fermement que, bien que ses ennemis tenteraient de se battre, ils seraient finalement contraint d'accepter la nouvelle position et faire la paix sur la base du nouveau statu quo. Dans les premiers mois de la guerre, le Japon avait lancé une série d'impressionnantes conquêtes dans la région, dont Hong Kong, les Philippines, la Malaisie, la Birmanie et les Indes orientales, et menacèrent bientôt l'Australie loin dans le Pacifique Sud.
Parce qu'il est une île, le blocus du Japon se résumait à couler les navires de transport utilisés pour transporter des matériaux provenant des territoires occupés vers le Japon, et restait une affaire essentiellement américaine. Les Japonais avaient commencé la guerre avec une marine marchande, de 6,1 millions de tonnes, à peine suffisante que les sous-marins et les avions américains grignotèrent progressivement jusqu'à ce qu'il ne resta plus que 1,5 million de tonnes. L'attrition continue de sa marine marchande fut un facteur majeur dans la défaite finale du Japon, mais les Alliés reconnurent que la situation était beaucoup plus complexe avec l'Allemagne, où une série de mesures, y compris des bombardements stratégiques seraient nécessaires pour parvenir à la victoire finale.

### L’Amérique se joint à la guerre économique
En décembre 1941, les États-Unis rejoignirent le système de guerre économique que les Britanniques avaient créé et administré au cours des deux années précédentes. Le Conseil de la Guerre économique (Board of Economic Warfare ou BEW), qui était l'héritier du Conseil de défense économique, créé par le président Roosevelt le 17 décembre 1941. Sous la présidence du vice-président Henry Wallace, ce nouveau département fut chargé de l'approvisionnement et de la production de tous les matériaux importés nécessaires à l'effort de guerre et à l'économie civile. La liste proclamée - un équivalent américain de la liste légale britannique - fut établie et, sous la direction britannique, le conseil commercial américain fut formé pour commencer à faire des achats préemptifs de matériaux stratégiques tels que le chrome, le nickel et le manganèse pour répondre aux besoins futurs des Alliés et pour empêcher qu'ils n'atteignent l'Allemagne.
Dès le début, il y eut une étroite coopération entre les organismes parallèles américains et britanniques, sur les mesures de guerre économique, la collecte de renseignements et plus tard sur le programme Safe Haven. L'ambassade américaine à Londres était la base des activités du Conseil de la Guerre économique américain en Europe à partir de mars 1942. Il devait permettre « d'établir une liaison plus intime entre les multiples activités relatives à la guerre économique gérées par le ministère de la Guerre économique et les activités comparables administrées par le gouvernement des États-Unis. » Le personnel du conseil de la Guerre économique siégeait au Comité du Blocus sur un pied d'égalité avec leurs homologues britanniques, menant les travaux de routine de traitement des certificats de navigation, des permis des bateaux et de la définition de contrebande. La division de l'ambassade travailla avec le Conseil de la Guerre économique pour développer de nouveaux accords commerciaux de guerre et pour renégocier des contrats d'approvisionnement à l'étranger. Ensemble, ils tentaient de persuader les pays restés neutres - Portugal, Espagne, Suède, Turquie, Suisse (et en Argentine) - qu'en fournissant les matériaux dont l'Allemagne avait besoin, ils prolongeaient la guerre. Au fil du temps, un certain nombre de mesures mirent la pression sur ces pays pour qu’ils réduisissent ou missent fin aux échanges avec l'Axe, avec plus ou moins de succès.

### Portugal

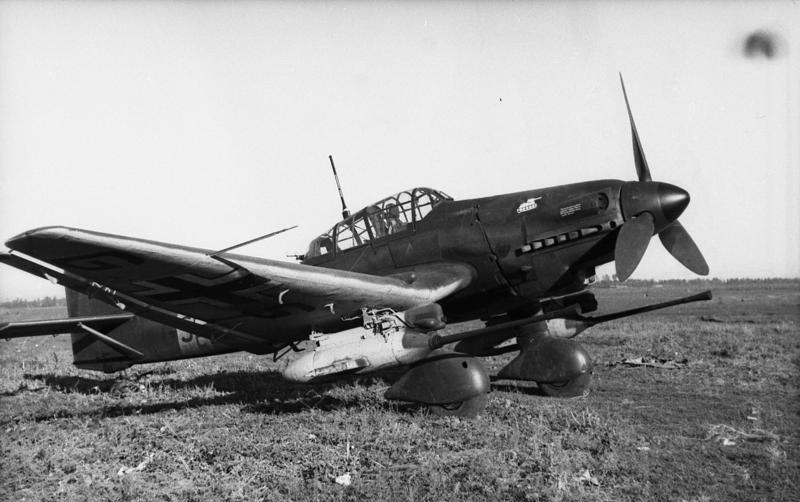
Les canons de 37 mm de cet avion antichar utilisaient des obus avec un noyau en tungstène.

Comme le général Franco en Espagne, le président portugais António de Oliveira Salazar était perçu comme favorable à l'Axe mais marchait sur une ligne fine entre les deux parties, qui rivalisaient avec acharnement pour accéder aux matières premières portugaises, générant d'énormes profits pour son économie. Le Portugal fournissait à l'Allemagne, par voie terrestre un large éventail de produits, dont du riz, du sucre, du tabac, du blé, du chlorate de potassium, des liquides inflammables et de la poix jaune. Les marchands portugais étaient également connus pour expédier des diamants industriels et du platine via l'Afrique et l'Amérique du Sud. Mais le matériau le plus important que le Portugal avait à offrir était le tungstène. Le carbure de tungstène est une matière stratégique de guerre avec de nombreuses applications telles que la production d'acier résistant à la chaleur, de plaques de blindage, d'obus perforants et d'outils de coupe à grande vitesse. Le Portugal a été le premier fournisseur européen de tungstène (et de scheelite, un minerai de tungstène), livrant annuellement à l'Allemagne au moins 2 000 tonnes entre 1941 et mi-1944, soit environ 60 pour cent de ses besoins.
La Grande-Bretagne était le partenaire commercial le plus important du Portugal et avait le droit de le forcer à se battre à ses côtés en vertu d'une alliance vieille de 500 ans, mais lui permit de rester neutre. En retour, le Portugal fit crédit à la Grande-Bretagne lorsqu'elle fut à court d'or et d'escudos, de sorte qu'en 1945, la Grande-Bretagne devait au Portugal 322 millions de £. L'Allemagne était le second partenaire commercial du Portugal, payant d'abord les exportations avec des biens de consommation, mais après 1942, l'Allemagne payait de plus en plus avec de l'or pillé, qui d'après les avertissements des Alliés serait passible de confiscation après la guerre. Le Portugal alloua également à l'Allemagne de généreuses facilités de crédit, en partie parce qu'après la chute de la France la présence d'une voie terrestre directe permettait à l'Allemagne de menacer le Portugal d'une invasion s'il réduisait ses exportations critiques. Les Alliés, qui également achetaient le tungstène portugais, croyaient que s'ils pouvaient convaincre les Portugais de cesser leur exportations de minerai, l'industrie de l'usinage allemande serait très vite paralysée et l'Allemagne serait incapable de continuer le combat. Comme le Portugal dépendait des États-Unis pour la fourniture de pétrole, de charbon et de produits chimiques, les agences de guerre économique alliées pensaient atteindre leur but par des embargos, mais les Alliés hésitaient parce qu'ils voulaient avoir accès aux bases militaires portugaises des Açores.

### Espagne
Avant la guerre, l'Espagne pro-nazie souffrait déjà de pénuries alimentaires chroniques qui avaient été aggravées par le blocus. Les Alliés utilisèrent une variété de mesures pour inciter l'Espagne à rester neutre ; par exemple en limitant son approvisionnement en pétrole et en concluant des accords commerciaux à des moments critiques afin de lui fournir les devises dont elle avait tant besoin pour acheter de la nourriture en Amérique du Sud. Le 23 novembre 1940, Churchill écrivit à Roosevelt pour l'informer que la péninsule avait atteint désormais un point de quasi-famine, et qu'une offre américaine pour livrer un approvisionnement mensuel de nourriture pourrait être déterminante pour conserver l'Espagne en dehors du conflit.
Les entreprises espagnoles faisaient un travail important dans le domaine aéronautique pour les Allemands, les marchands espagnols fournissaient à Allemagne des diamants industriels et du platine, Le général Franco, toujours fidèle à Hitler en raison de son soutien pendant la guerre civile, continuait à fournir à l'Allemagne du matériel de guerre, comme du mercure et du tungstène. L'Espagne, deuxième plus grand producteur mondial de tungstène après le Portugal, exportait en Allemagne 1 100 tonnes de minerai par an entre 1941 et 1943 (l'Espagne et le Portugal fournissait à eux deux 90 % des besoins annuels de l'Allemagne, estimés à 3 500 tonnes). En 1943, à la suite des mesures économiques alliées et des défaites allemandes, l'Espagne adopta une politique effectivement plus neutre. La stratégie alliée avec l'Espagne était identique à celle menée avec le Portugal : acheter suffisamment de tungstène pour couvrir les exportations et d'empêcher par tous les moyens le reliquat d'atteindre l'ennemi. La Grande-Bretagne et les États-Unis avaient aussi la possibilité de lancer un embargo pétrolier sur l'Espagne, mais hésitaient de peur de forcer Franco à s'engager militairement du côté de l'Allemagne.

### Suède

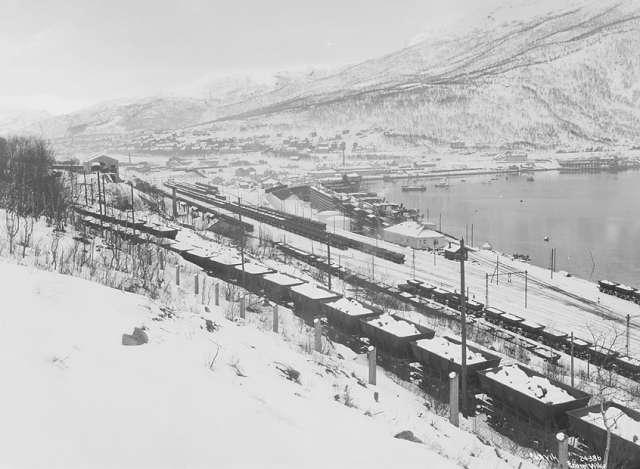
Transport de minerai de fer suédois à destination du port de Narvik (1924).

La Suède était depuis longtemps la principale source d'approvisionnement de l'Allemagne de minerai de fer à haute teneur et pour les roulements à billes. Le maintien des approvisionnements en provenance du port de Narvik, que les Britanniques avaient essayé d'arrêter avec l'opération Wilfred était l'un des facteurs qui conduisit à l'occupation allemande de la Norvège. Les experts alliés de la guerre économique étaient convaincus qu'en l'absence d'exportations suédoises la guerre finirait rapidement ; mais la Suède était encerclée par des pays de l'Axe, ou occupés par eux, et pouvait être à son tour occupée à tout moment si elle ne donnait pas à l'Allemagne ce que celle-ci voulait.
Les États-Unis et la Grande-Bretagne étaient compréhensifs envers la Suède au vu de sa position difficile et de ses efforts pour maintenir sa neutralité et souveraineté. Mais cela n'avait été possible qu'au prix de concessions importantes faites aux Nazis, comme la poursuite des exportations de bois et de minerai de fer, ainsi qu'en permettant aux Allemands d'utiliser leur réseau de chemin de fer, privilège dont ils abusèrent largement. Il y avait cependant un sentiment général, que la Suède était allée trop loin dans la compromission le régime nazi. En particulier, les États-Unis étaient particulièrement irrités par l'usage de navires suédois pour transporter le minerai vers l'Allemagne, tout comme par l'autorisation donnée à l'Allemagne de transporter des soldats et du matériel de guerre en passant par le territoire suédois et par la Baltique sous protection de la marine suédoise. La Suède recevait très peu d'importations du fait des blocus. Les Alliés offrirent de l'assouplir en contrepartie d'une réduction de son aide à l'Allemagne, dont ils étaient persuadés qu'elle prolongeait la guerre. Churchill lui-même croyait que la Suède pouvait jouer un rôle dans la défaite de l'Allemagne, et après la lourde défaite allemande à Stalingrad et à Koursk en 1943, les Russes appelèrent la Suède à faire davantage pour aider les Alliés.

### Turquie

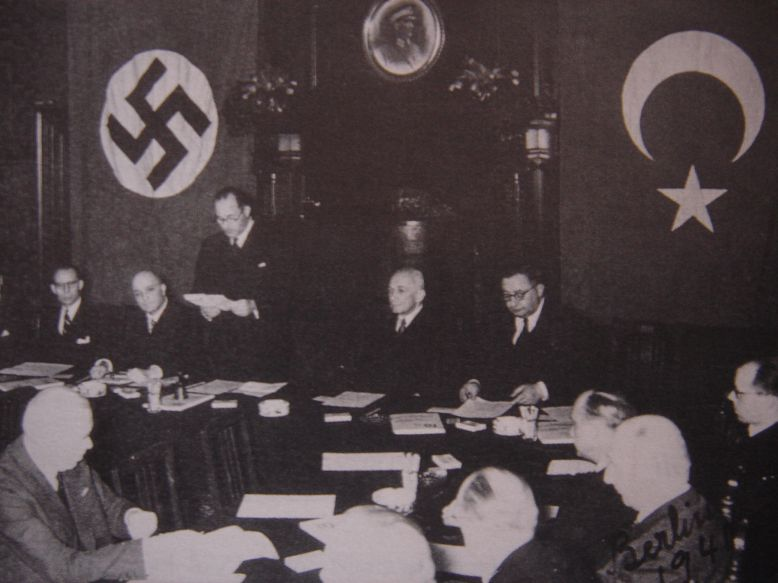
Signature du Traité d'amitié et de non-agression germano-turc, 18 juin 1941.

Malgré la signature d'une alliance militaire avec la Grande-Bretagne et la France en octobre 1939, la Turquie, comme la Suède, l'Espagne et le Portugal, passa la guerre en se tenant à distance des belligérants tout en continuant à leur fournir des fournitures de guerre. Bien que l'Allemagne ait occupé les Balkans au printemps 1941, aucune action militaire ne fut entreprise contre la Turquie qui, en octobre 1941, commença à vendre à l'Allemagne des quantités importantes de chromite, minerai de chrome. Le minerai de chrome turc, comme le tungstène, autre matériau de guerre irremplaçable et indispensable, était la seule source disponible pour l'Allemagne. Elle le payait avec du fer, de l'acier et des produits manufacturés dans le but d'attirer la Turquie dans sa sphère d'influence. La Turquie toujours maintenait de bonnes relations avec les États-Unis et la Grande-Bretagne, malgré les agences de guerre économique qui cherchaient à minimiser son commerce.
Via ses sociétés de commerce, les États-Unis s'étaient engagés, sous la direction britannique, dans un programme d'achats de forclusion de matériaux, dont le chrome. Ils achetaient également des marchandises, comme le tabac, dont ils n'avaient pas vraiment besoin, et envoyèrent en Turquie des équipements modernes pour ses forces armées dans le cadre du Lend Lease pour remplacer ses équipements obsolètes, l'incitant de la sorte à maintenir sa neutralité. Ce faisant, les Alliés cherchaient à maintenir l'influence britannique en Turquie, et lorsque les Alliés décidèrent, lors de la conférence de Casablanca en janvier 1943, de tenter de convaincre la Turquie d'entrer en guerre contre l'Allemagne, le rôle de négociateur fut attribué à la Grande-Bretagne. La Turquie mit finalement fin à son commerce avec l'Allemagne et lui déclara la guerre en février 1945.

### Argentine
Bien que la plupart des républiques d'Amérique du Sud eussent de la sympathie envers la cause alliée, l'attitude de l'Argentine depuis le début de la guerre suscitait l'ire du département d'État américain. Son gouvernement refusait d'appliquer les mesures de guerre économique américaines comme de rompre tous liens financiers avec l'Allemagne, son principal partenaire commercial. Bien qu'ayant, au long du conflit, doublé ses exportations de corned-beef vers les États-Unis et la Grande-Bretagne, avec qui elle avait des liens étroits, le gouvernement était ouvertement pro-nazi, en particulier après juin 1943 ; il conspirait même pour renverser d'autres gouvernements latino-américains afin de les remplacer par des régimes fascistes. Des agents allemands furent autorisés à diffuser librement de la propagande. Des filiales d'IG Farben, Staudt and Co. et Siemens opéraient sur le territoire argentin, maintenant leurs liens avec l'Allemagne et soutenant des opérations d'espionnage nazies dans la région. Bien que le blocus naval, fortement renforcé par navires de guerre américains, limitât leurs efforts, les marchands de la capitale argentine, Buenos Aires, faisait de la contrebande d'importantes quantités de platine, de palladium, de médicaments et d'autres produits chimiques vers Allemagne. L'un des principaux objectifs du contrôle américain de la contrebande était d'utiliser le levier des exportations américaines vers l'Argentine pour faire pression sur son gouvernement afin qu'il se détourne de l'influence nazie et qu'il rompt ses liens financiers.

### Suisse

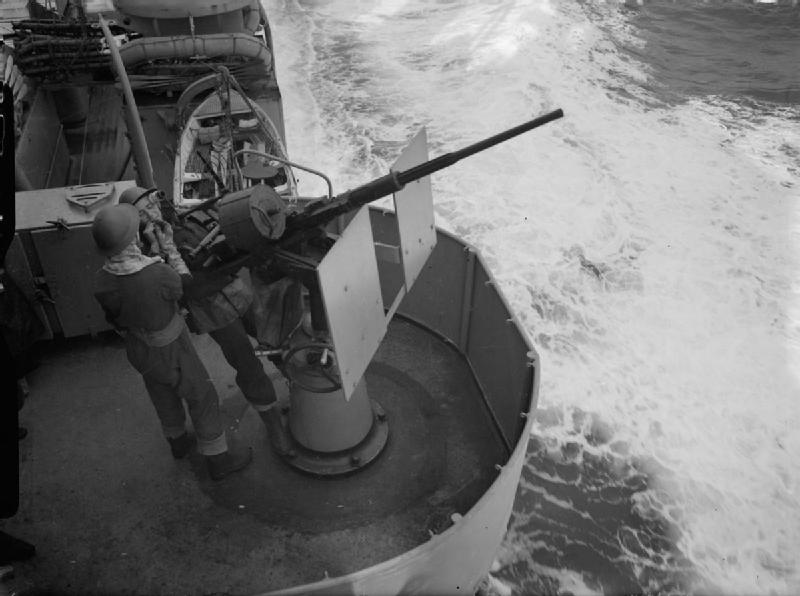
Canon de 20 mm Oerlikon sur le croiseur britannique HMS Dido, en 1942. D'origine suisse, ce type de canon a été largement utilisé par les deux camps.

Les relations de l'Allemagne avec la Suisse étaient les plus complexes de toutes celles qu'elle avait avec les pays neutres. S'attendant à des difficultés, le gouvernement suisse avait dépensé beaucoup d'argent dans les années précédant la Seconde Guerre mondiale à stocker des denrées alimentaires et à acheter de l'armement ; anticipant une invasion, elle avait gardé ses forces mobilisées en permanence. Après les conquêtes nazies du début des années 1940, la petite nation enclavée de 4,2 millions d'habitants, résolument neutre depuis 1815, se trouvait dans une position très difficile, car les autorités douanières allemandes et italiennes gardaient toutes ses frontières avec le monde extérieur. Seule la douane de Saint-Gingolph permettait le passage de marchandises vers la Zone libre en France jusqu'en novembre 1942.
En dépit de menaces voilées et de relations tendues, en permanence, entre les deux nations, la Suisse n'avait pas d'importance stratégique pour l'Allemagne qui préférait l'utiliser comme un atelier. Bien que les citoyens suisses aient largement rejeté les nazis et souscrit à l'opinion exprimée par la Société des Nations, afin de survivre et de continuer à recevoir des importations, la Suisse n'avait guère le choix que de commercer avec l'Allemagne, échanges pour lesquels elle fut payée en grande partie en charbon. Des entreprises de renom telles que Oerlikon fournissait des armes, Autophon AG fournissait des appareils de transmission, et d'autres sociétés exportaient des générateurs mixtes charbon-gaz, des roulements à billes, des viseurs de bombardement, des munitions, du noir de carbone, de l'horlogerie et de la rayonne pour les parachutes.
En raison de sa position géographique et du commerce avec l'Allemagne, la Suisse était sujette aux mesures de blocus des Alliés, même si elle pouvait importer et exporter certaines marchandises comme le sucre et le benzène par voie terrestre, principalement vers l'Allemagne et d'autres pays de la zone neutre. En décembre 1941, une tentative, par l'armée suisse, d'acheter des cinémitrailleuses américaines fut bloquée par le refus de la Grande-Bretagne d'accorder un certificat de navigation, et en avril 1942, le Conseil de la guerre économique américain examina les quotas des importations suisses en provenance de l'étranger, en identifiant les produits suisses qui pouvaient être négociés. Des entreprises telles que Fischer Steel et Iron Works à Schaffhouse furent ajoutées à la liste noire en raison de leurs exportations, les obligeant à terme, à réduire leur production et restructurer leur usine.
Malgré la sympathie des Alliés pour la Suisse, des particuliers et des entreprises soutenaient activement la cause nazie pour des raisons financières ou idéologiques. En particulier, les Suisses étaient, et continuent d'être, critiqués pour l'assistance qu'ils fournissaient à l'envoi de fonds nazis à l'étranger et comme les services bancaires pour dissimuler des trésors artistiques pillés et de l'or, en grande partie volés aux juifs. À la fin de 1943, les coffres forts d'une banque suisse à Interlaken furent loués par de hauts dignitaires allemands pour y entreposer des fonds. Plus tard, les hauts responsables nazis retirèrent leurs dépôts auprès des banques allemandes et transférèrent des sommes importantes dans les banques suisses et au consulat de Suède à Karlsruhe. La presse, italienne comme suisse, signala également que de nombreux dirigeants italiens encaissèrent de grosses sommes en francs suisses dans les banques en Suisse. Des citoyens suisses et des institutions financières suisses agirent également à titre d'intermédiaires pour des transactions, comme pour les expéditions de contrebande de coton, en provenance des États-Unis, vers l'Italie, via une usine portugaise. Des transactions, qui facilitèrent le commerce du mercure entre le Japon et l'Espagne, eurent également lieu à Zurich. Pendant la Seconde Guerre mondiale, l'industriel et exportateur d'armement zurichois Emil Georg Bührle commença à amasser une des plus importantes collections d'art européennes privées du XXe siècle. Cependant, cette collection de près de 200 œuvres, qui comprend des sculptures médiévales et chefs-d'œuvre de Cézanne, de Renoir et de Van Gogh est au cœur d'une controverse depuis la guerre en raison de la provenance floue de certaines pièces, conduisant au retour de 13 peintures à leurs anciens propriétaires, des juifs français, à leurs familles (Le 10 février 2008, la collection a été qualifiée par la police de Zurich de «plus grand vol jamais commis en Suisse et peut-être même en Europe»).
Les archives américaines montrent qu'il y avait une certitude pour que les neutres qui commerçaient avec l'Axe fussent menacés de représailles après la guerre ; mais bien que les Américains croyaient que le commerce suisse avec l'Allemagne justifiait son bombardement, ils estimaient aussi que ses exportations devraient être stoppées sans mettre en danger le travail de la Croix-Rouge et le travail du renseignement alors en cours en Suisse. Le Comité international de la Croix-Rouge (CICR), qui a été fondé en 1863 à Genève, faisait un travail humanitaire inestimable, en particulier dans les territoires occupés les plus touchés, comme en Grèce. Le département du CICR chargé des enfants envoyait des vitamines, des médicaments et des produits laitiers pour les enfants, et en 1944, le CICR obtint son deuxième prix Nobel de la paix pour son travail. La Suisse offrit également l'asile aux réfugiés et aux personnes persécutées, comme les Juifs et les travailleurs étrangers contraints de travailler en Allemagne. Après l'effondrement du régime de Mussolini, des milliers de prisonniers de guerre alliés évadés trouvèrent asile en Suisse et les équipages de bombardiers alliés endommagés (les deux côtés violaient régulièrement l'espace aérien suisse) de retour des raids sur l'Allemagne se posaient souvent sur le territoire suisse et y trouvaient refuge.
Malgré le commerce avec l'Allemagne et les diverses mesures pour parvenir à l'auto-suffisance alimentaire, la Suisse dut puiser finalement dans ses stocks alimentaires. Elle souffrit de graves pénuries de carburant à cause de défaillances dans l'approvisionnement en charbon allemand, et compta de plus en plus sur ses forêts et sur son énergie hydroélectrique. Pour continuer à recevoir des importations, et malgré l'absence d'accès au littoral maritime, le gouvernement suisse développa sa propre marine marchande, en achetant plusieurs navires qui avaient été saisis pour contrebande [réf. nécessaire]. Les navires étaient basés dans le port rhénan de Bâle, qui donnait accès à la ville portuaire de Rotterdam, jusqu'à ce qu'un bombardement allié d'un barrage allemand n'en interrompit l'accès.

### 1942
Au début de 1942, les Alliés n'étaient pas encore parvenus à obtenir une grande victoire. Février avait été un mois important. Les Allemands avaient coulé 117 navires dans l'Atlantique au cours des deux premiers mois de l'année et, en Russie, Hitler était sur le point de lancer une grande offensive pour prendre possession des gisements de pétrole du Caucase. Le 9 février, Albert Speer était devenu le nouveau ministre du Reich pour l'Armement et les Munitions. Speer était un excellent choix de Hitler, obtenant de meilleurs résultats que ce que l'on aurait été en droit d'attendre, organisant de main de maître les ressources à sa disposition, en veillant à la réparation rapide des usines endommagées par les bombardements et en faisant progresser la productivité mois après mois. Le 14 février, le cabinet de guerre britannique prit la décision d'adopter le « bombardement de zone » comme moyen de saper le moral des civils et, le 22 février, le maréchal de l'Air Arthur Harris fut nommé à la tête du Bomber Command. Le bombardier Lancaster tant attendu était enfin livré aux escadrilles, avec un nouvel instrument d'aide à la navigation, le GEE.

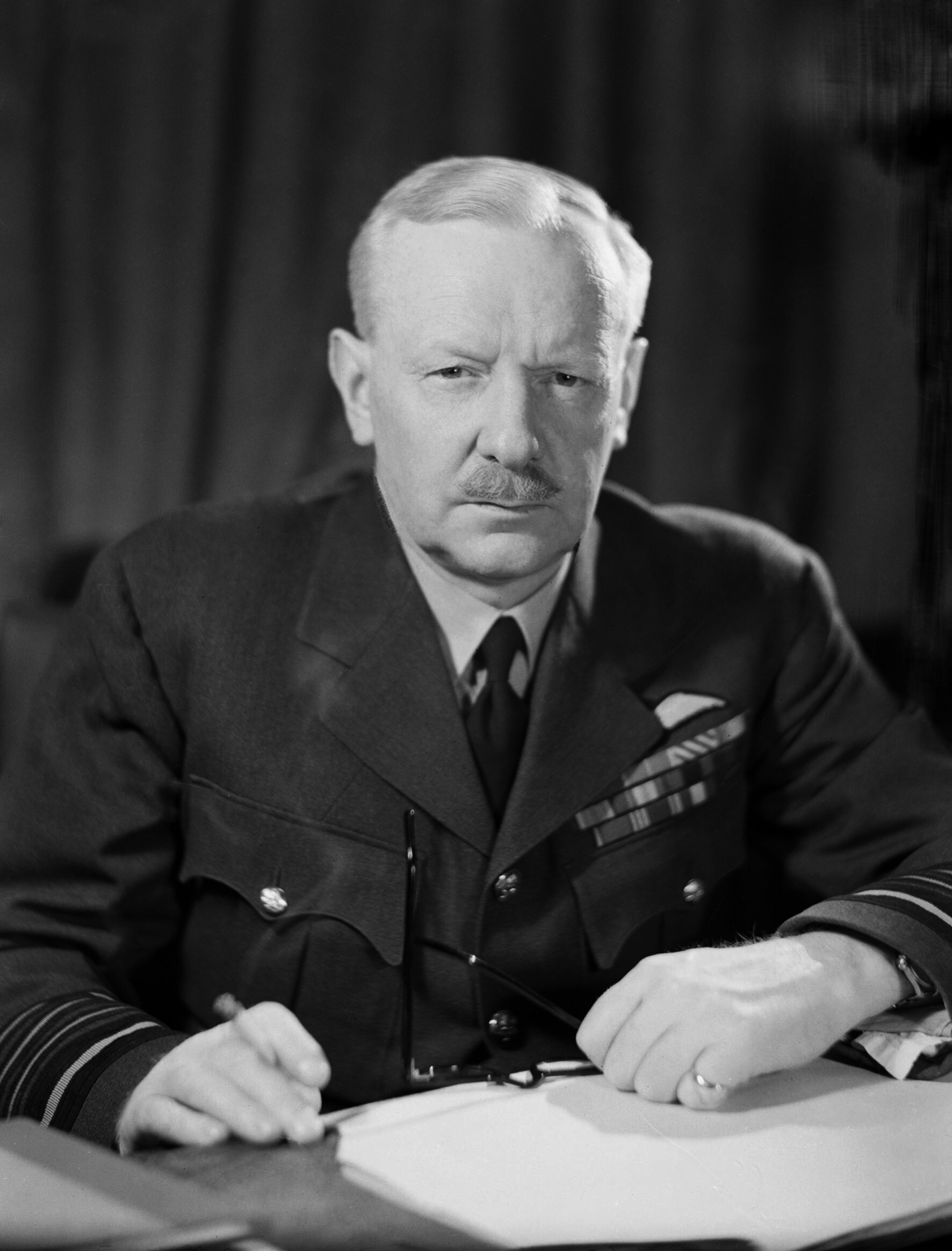
Arthur Travers Harris.

La nouvelle campagne démarra au début de mars avec un «raid de saturation» de 200 avions de la RAF sur les usines de camions et de chars Renault de Billancourt, près de Paris. 623 Français furent tués, pour la plupart des travailleurs sortis pour applaudir les coups au but. Ce raid fut suivi par le premier d'une série de huit sur Essen, peu fructueux. Malgré l'utilisation de pathfinders, appareils chargés de baliser la cible avec des fusées colorées, une seule bombe sur 20 larguées tomba dans un rayon de 8 km (5 miles) de la ville. Dans la nuit du 28 au 29 mars, la RAF utilisa des bombes incendiaires pour la première fois pour frapper des usines à Lübeck, vieille ville comprenant de nombreux bâtiments construits avec des matériaux inflammables. Même si les Britanniques considérèrent ce bombardement comme un succès éclatant, la production retrouva son niveau normal en une semaine. Un bombardement dévastateur eut lieu le 17 avril lors du raid de "précision" de jour sur l'usine de moteurs diesel d'Augsbourg. Il y eut peu d'effet sur la production et, sans couverture aérienne, 7 des 12 bombardiers Lancaster furent perdus, ce qui conduisit à revenir aux bombardements de nuit.

### Le raid des 1000 bombardiers
Le développement de la flotte de bombardiers britanniques s'était poursuivi avec constance mais la confiance en sa capacité commençait à s'éroder. Harris estimait qu'une opération majeure réussie serait un succès de propagande, vital pour démontrer que les bombardiers étaient l'arme décisive pour vaincre l'ennemi. « Bomber Harris » commença les préparatifs pour un raid massif, utilisant le nombre magique de 1 000 bombardiers, nombre que la RAF atteignait à peine. Finalement, utilisant tous les appareils disponibles, y compris des équipages à l'entrainement, un raid de cette taille frappa Cologne dans la nuit du 30 au 31 mai 1942. Bien que la moitié du centre-ville ait été détruit et que le raid ait été considéré comme un succès, la ville se releva étonnement vite. Les assauts de la RAF sur les villes industrielles de moyenne importance à l'est du Rhin, sur la Ruhr et sur Berlin n'eurent pas d'effet décisif sur l'affaiblissement de l'économie allemande.

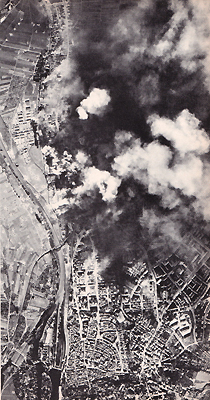
Schweinfurt sous les bombes américaines.

À partir du mois de juillet, les B-24 Liberator et les Forteresses volantes de l'USAAF entamèrent une campagne de bombardements de précision, de jour, sur les sites de production d'armes et moyens de communication. Ils commencèrent par attaquer les aérodromes et les nœuds ferroviaires en France et aux Pays-Bas, et endommagèrent gravement le site de production de cryolite d'Herøya, en Norvège, près de Trondheim, ce produit servant à la production d'aluminium. À la mi-novembre, la RAF commença une série de raids massifs sur Berlin mais, bien que les dommages causés fussent considérables, ils eurent moins d'effet que ceux menés sur la Ruhr ou sur Hambourg. Essen et Brême eurent aussi droit à des raids d'un millier de bombardiers déversant 1 000 tonnes de bombes. En 1942, la RAF lança 37 000 tonnes de bombes sur des cibles allemandes, ce qui représente environ le triple du tonnage largué sur la Grande-Bretagne de 1940 au début de 1941.
Le 21 décembre 1942, les Américains attaquèrent les usines Krupp à Essen et, bien que peu efficaces au début, démontrèrent leur intention de paralyser l'industrie allemande en se concentrant sur les productions les plus sensibles, les bombardant jusqu'à ce que des dommages soient tels que la production ne puisse se poursuivre. Une autre cible importante furent les sites de production de roulements à billes, la plupart concentrés autour de Schweinfurt, et qui reçurent dans les mois suivants une attention spéciale de l'USAAF, en dépit d'écrans de fumée, de leurres, de brouilleurs, de projecteurs et de la flak. Alber Speer et l'inspecteur général de la Luftwaffe, Erhard Milch, réalisèrent que à partir de ce moment, l'inscription était sur le mur. À compter du 25 février 1943, les Alliés entamèrent une campagne de bombardements incessants sur l'Europe ; quelques jours plus tard, le Bomber Command entamait la bataille de la Ruhr, campagne qui allait durer cinq mois, visant à abattre la capacité industrielle de l'Allemagne.

### Les forceurs de blocus
Une fois que les nouvelles ressources de pétrole, de caoutchouc et de tungstène commencèrent à devenir disponibles dans les territoires asiatiques occupés, des accords d'échanges réciproques furent établis entre les Allemands et les Japonais. Ces derniers fournissant des matières premières, et les Allemands de l'outillage de précision, des plans et des roulements à billes dont les Japonais avaient grandement besoin. Ces échanges avaient été précédés par des ventes de soieries. En dépit de la distance, 9 000 km, et de la barrière terrestre formé par la Russie, un système de forceurs de blocus rapides fut mis sur pied à la mi-1942. Les cargos faisaient le trajet sans escale, sans feux de signalisation et sans utiliser de radio pour ne pas être repérés. Le M.E.W. estima que la première cargaison japonaise, du caoutchouc, arriva en Allemagne à l'été 1942, en ayant quitté l'Indochine pour l'Afrique de l'ouest. Là, la cargaison fut transférée sur de petits navires qui forcèrent le blocus, de nuit, pour atteindre les ports français de Méditerranée. Le M.E.W. se mit à redouter l'établissement d'une liaison continue de forceurs de blocus japonais à destination de l'Europe, et en estimait le nombre à une quinzaine fin 1942. D'ailleurs, à l'anniversaire des déclarations de guerre de l'Allemagne et de l'Italie contre les États-Unis, le général Tojo fit savoir le plaisir qu'avait le Japon à contribuer à la cause de l'Axe avec les ressources capturées dans le Pacifique sud.

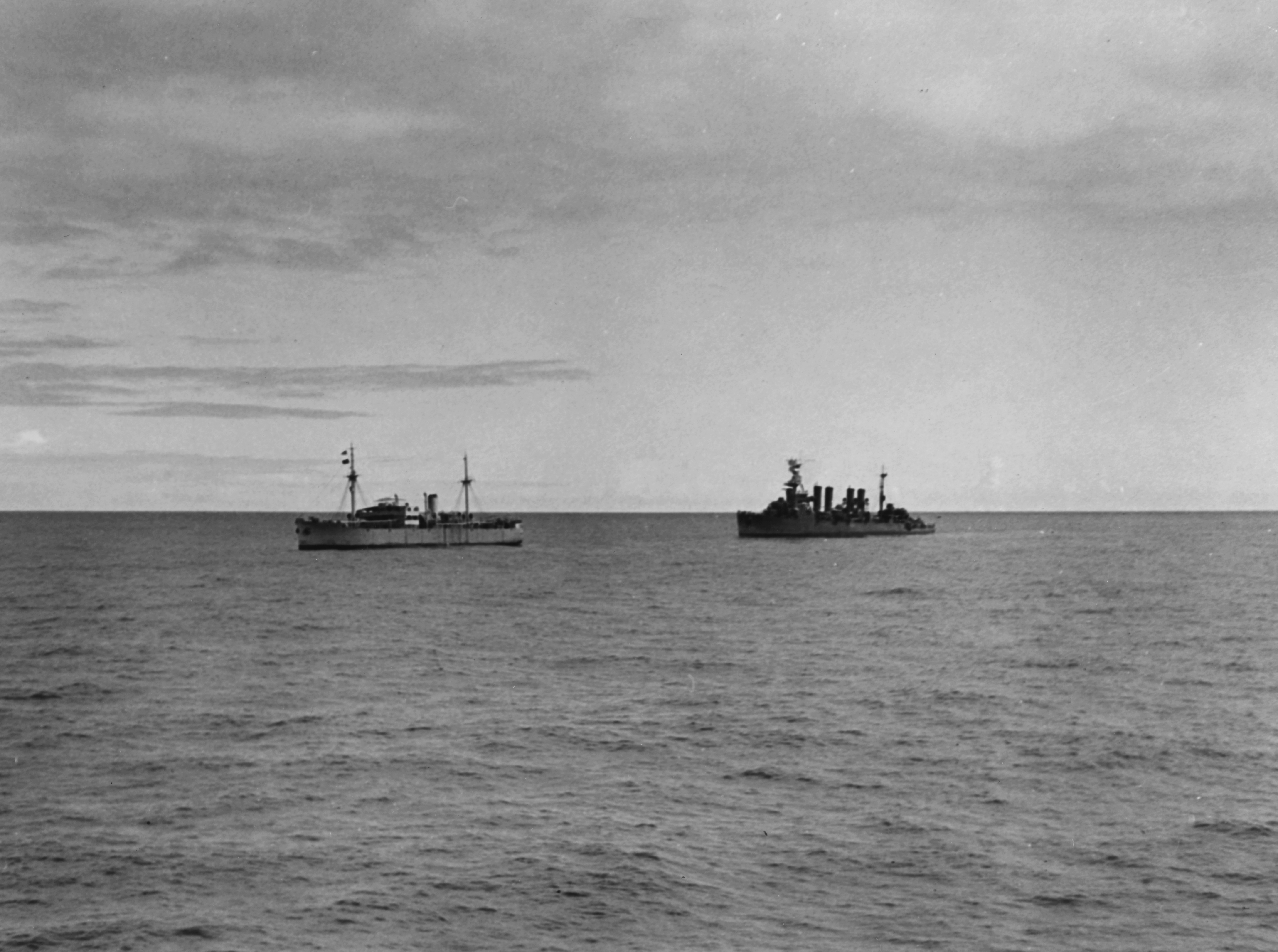
Le croiseur USS Omaha arraisonne, le 6 novembre 1941, le forceur de blocus allemand Odenwald, dans l'Atlantique sud.

Le port de Bordeaux, à environ 110 km de la côte dans l'estuaire de la Gironde, était connu pour abriter d'autres forceurs de blocus. Ce port, étant une base de U-boote et de sous-marins italiens, était une des zones les plus protégées d'Europe. De nombreux patrouilleurs, batteries de projecteurs, batteries côtières et plusieurs milliers de soldats y étaient basés. Du fait de sa distance au littoral, l'envoi d'une escadre n'était pas envisageable. La RAF estimait pour sa part qu'une campagne de bombardements ne serait pas suffisamment précise et causerait trop de pertes tant parmi les civils que parmi les aviateurs. La difficulté d'y neutraliser les forceurs de blocus fut nommée "le problème de Bordeaux". Pour le résoudre, les Britanniques explorèrent d'autres voies. 
Le 7 décembre 1942, le département des opérations combinées lança l'un des raids les plus célèbres de la guerre. L'opération Frankton, aussi connue sous le surnom d'« opération Coque de Noix. » Cette mission visait à couler les cargos à l'aide de mines à retardement déposées par une douzaine de commandos du Royal Marines qui auraient remonté l'estuaire, à la rame, sur des kayaks. Le courage exceptionnel des commandos permit d'endommager plusieurs cargos mais seuls deux d'entre eux purent revenir. Les autres furent noyés, tués ou exécutés après avoir été capturés.
Il faut noter, qu'à cette occasion, un manque de communication entre services à Whitehall eut pour conséquence que l'opération Frankton réduisit à néant une opération du SOE. Celui-ci était en train de finir de mettre au point une action pour détruire les mêmes forceurs de blocus… Utilisant des agents français, conduits par Claude de Baissac, pour effectuer officiellement des travaux de peinture, les peintres devaient introduire des explosifs avec leur matériel et les placer sur les cargos. L'explosion des mines posées par les commandos fit annuler l'opération qui aurait pu être plus efficace que le raid des Opérations combinées.
Les forces navales et aériennes alliées se mirent à pister les forceurs de blocus. Vers la fin 1942, un cargo de 8 000 tonnes fut intercepté dans l'océan indien. Arborant le pavillon d'un neutre, il déclina son identité mais, en faisant malheureusement une faute en épelant son prétendu nom. Comme les navires alliés ouvraient le feu, les Allemands sabordèrent leur cargos et 78 marins finirent prisonniers.
En décembre 1943, les Allemands avaient un tel besoin de matières premières stratégiques qu'ils envoyèrent une force importante de destroyers dans le golfe de Gascogne afin de protéger le retour vers Bordeaux, des cargos qui cherchaient à percer le rideau des forces de blocus alliées (opération Stonewall). Ils perdirent à cette occasion 3 navires. En mai 1944, une quinzaine de forceurs de blocus avaient été envoyés par le fond et le trafic avait quasiment cessé, hors le recours à des sous-marins transportant de petites cargaisons. Selon les estimations du M.E.W., 45 000 tonnes de caoutchouc, 1 500 tonnes de tungstène, 17 000 d'étain et 25 000 d'huiles végétales avaient été détruites, en même temps que des médicaments d'origine asiatique comme de la quinine. Le ministère estimait aussi que le strict blocus avait probablement dissuadé l'envoi de quantités encore plus importantes.

### La famine grecque

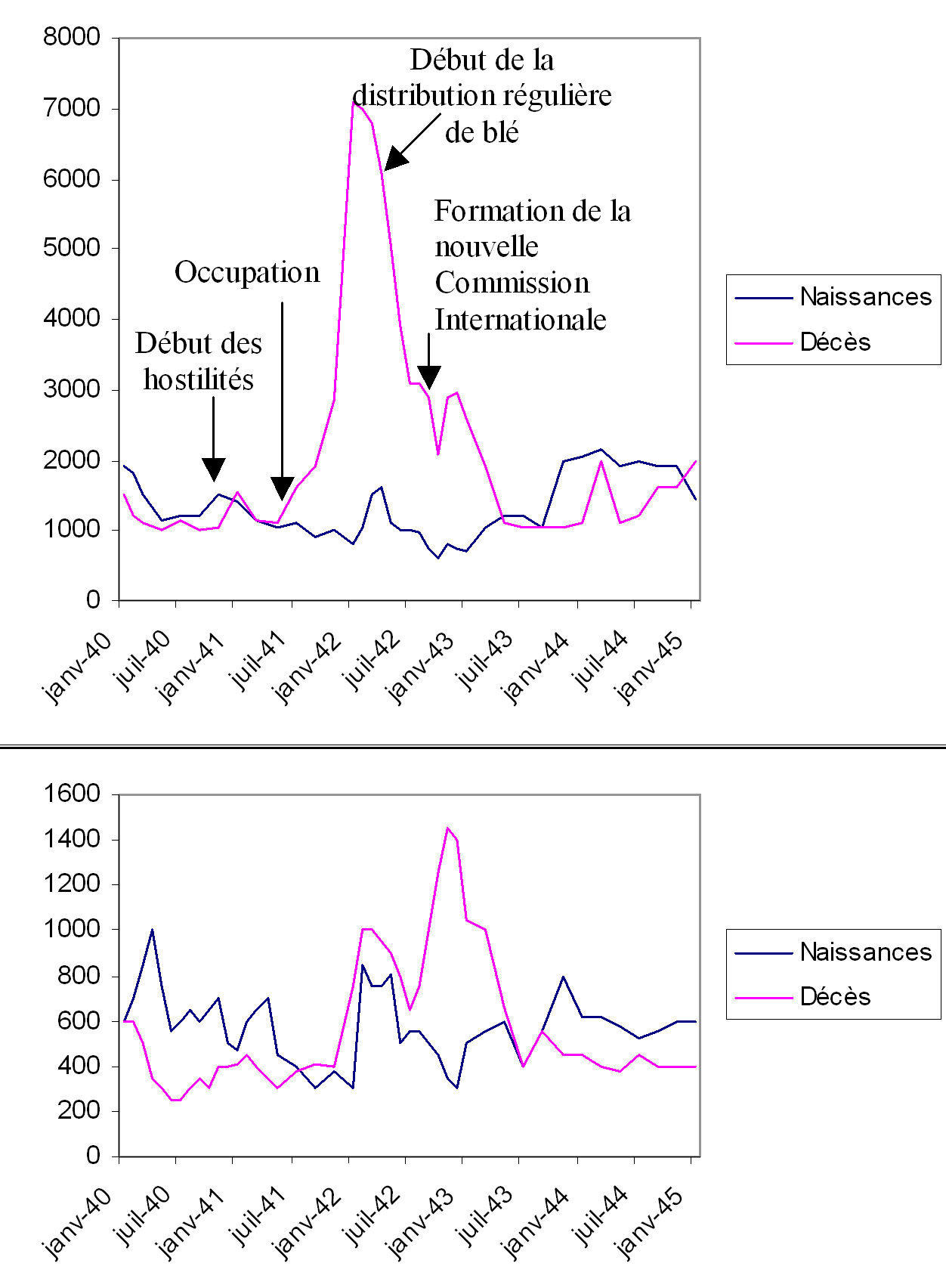
Taux de natalité et de mortalité a Athènes (graphique du haut) et en Macédoine (graphique du bas) entre 1940 et 1944.

Au début de 1942, les pénuries alimentaires en Grèce, envahie par les Allemands en avril 1941 en même temps que la Yougoslavie, et soumise depuis aux effets du blocus, atteignirent le niveau de la famine prévue par Hoover. En dépit de son économie et de ses infrastructures ruinées par la guerre contre l'Italie, la Grèce devait payer des coûts d'occupation et un tribut à l'Allemagne tout en étant soumise aux mêmes confiscations de biens alimentaires et de matières premières que les autres pays occupés. Avec l'utilisation d'une monnaie quasiment sans valeur, le « mark d'invasion », plus de la moitié des récoltes de blé, déjà insuffisantes, était vendue à l'Allemagne en même temps que du bétail, des vêtements, des fruits et des légumes déshydratés. Les pommes de terre étaient frites avec l'huile d'olive grecque avant d'être transportées vers l'Allemagne. Les tomates étaient saisies pour permettre aux troupes combattant en Afrique de lutter contre le scorbut. Un correspondant de presse américain commenta : « Les Allemands travaillaient comme des fourmis à décharner la Grèce ». De plus, le gouvernement collaborationniste, corrompu, contrôlait le marché noir qui pouvait toujours offrir des produits alimentaires, induisant une inflation rampante de la drachme, qui vit le prix d'une miche de pain atteindre 15 $. Des cas de profanations de tombes furent rapportés, les coupables cherchant désespérément des objets de valeur à vendre pour nourrir leur famille. La situation était particulièrement critique dans les villes où même les aliments de base, pommes de terre, figues, raisins ou tomates avaient disparu. Il ne fallut pas attendre longtemps pour que la dénutrition et les maladies associées, choléra, dysenteries, typhoïde ne fissent bondir les chiffres de la mortalité. En septembre 1941, les Grecs firent appel à l'aide internationale, en particulier celle de la Turquie. Un porte-parole officiel précisant : « Nous ne demandons pas aux Turcs de partager ce qu'ils ont pour manger, mais de nous donner la nourriture dont ils ne veulent pas ».
En dépit de l'inimitié ancienne entre ces deux nations, les Turcs répondirent rapidement. Ils affrétèrent le cargo Kurtulus et, avec l'accord des Britanniques, l'envoyèrent d'Istanbul au Pirée le 6 octobre, chargé de blé, de maïs, de légumes, de fruits secs et de médicaments. Dans les mois qui suivirent, le cargo livra 6 700 tonnes de produits alimentaires mais fit naufrage durant sa cinquième rotation. Même avec cette aide, on comptait, à la fin de janvier 1942, entre 1 700 et 2 000 morts par jour à Athènes et au Pirée. Même l'Italie, force d'occupation pourtant, fournit discrètement 100 000 tonnes de grain en dépit de ses propres ressources alimentaires limitées. Cette situation généra des pressions internationales qui obligèrent les Britanniques à alléger le blocus pour la première fois. Au début février, Hugh Dalton, du M.E.W., annonça à la Chambre des communes que les États-Unis et le Royaume-Uni allait envoyer 8 000 tonnes de blé en Grèce, sans être assurés que cette aide arriverait bien jusqu'à ceux qui mouraient de faim. Dalton ajoutait : « Nous n'avons aucune garantie en n'apportons aucun crédit aux assurances données par les Allemands. Nous prenons ce risque au vu de la situation causée par les Allemands en Grèce ». L'Église orthodoxe de Grèce, à travers ses activités charitables aux États-Unis et la Croix Rouge fut autorisée à distribuer des ressources suffisantes pour la population grecque. Le bilan de la famine s'établit à 70 000 morts au moins et probablement bien plus.
À la fin de 1942, des informations circulèrent, affirmant que les Allemands payaient des livraisons en dollars contrefaits, qu'ils n'honoraient plus le règlement de leurs achats à la Roumanie, ne livrant ni les machines-outils, impatiemment attendues, ni le matériel de guerre promis. De la même manière, les exportateurs espagnols d'agrumes cessèrent leurs livraisons tant que les précédentes n'auraient pas été payées. Devant l'évolution du cours du conflit, une partie des pays neutres adoptèrent une attitude plus ferme vis-à-vis de l'Allemagne, allant même, dans certains cas, jusqu'à refuser tout crédit.

### 1943
1942-1943 fut une autre année médiocre pour l'agriculture en France. Plusieurs des régions fertiles comme le Vexin, la Beauce ou la Brie, souffrirent sérieusement de la sècheresse. Les épis de blé furent peu fournis, la paille en quantité peu importante et le foin dessécha sur pied, amenant un manque de fourrage pour le bétail. Dans les pays occupés, les autorités d'occupation réquisitionnèrent 40 % des récoltes dès qu'elles furent disponibles; les autorités françaises réquisitionnèrent à leur tour 40 % pour les besoins de l'ensemble de la population, laissant les producteurs avec seulement 20 % de ce qu'ils avaient récolté. En Normandie, Bretagne et le long des côtes de la Manche la pluie fit pourrir les plants de pommes de terre ; les tomates et les haricots ne purent arriver à maturité. Dans d'autres régions, comme la Touraine ou la Bourgogne, une forte sécheresse grilla sur place non seulement les plants de légumes, mais jusqu'aux herbes folles ; cette situation conduisit même ceux qui élevaient des lapins, pour améliorer leur ordinaire, à les nourrir avec du feuillage.

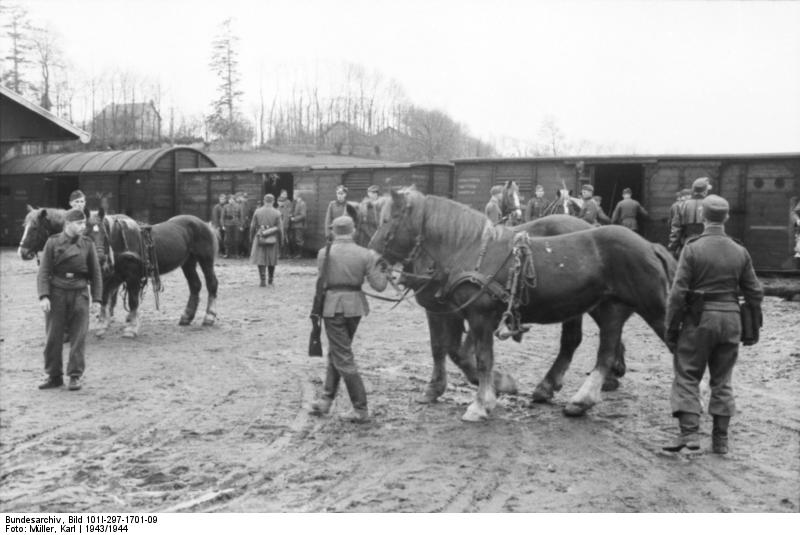
Réquisitions de chevaux. Une division allemande avait besoin de plusieurs milliers de chevaux pour ses transports.

Au sud de la Loire, les conditions climatiques furent plus favorables mais, par crainte de la future invasion alliée, les Allemands eurent tendance à dépouiller les régions concernées de tout ce qui pourrait être utile aux Alliés, afin de les obliger à transporter dans leurs bagages la totalité de ce dont ils auraient besoin. Hermann Göring affirma dans un discours que sous le Nouvel Ordre nazi, le Herrenvolk était autorisé à dépouiller les territoires occupés de leurs subsistances, et que ceux qui mourraient de faim ne seraient pas les Allemands. Le rationnement resta brutal. Mais même en disposant des tickets de rationnement nécessaires, on n'était pas assuré de pouvoir obtenir les produits demandés. Un prix maximum était fixé pour chaque chose, mais le marché noir multiplia les prix réels de 5 à 15 fois. Les restaurants bon marché des grandes villes en arrivaient à servir des plats de fânes de carottes et de navets, préparés sans la moindre matière grasse. Tous les alcools furent réquisitionnés pour l'industrie, même si chaque chef de famille avait toujours droit à une ration conséquente de vin de qualité médiocre.
Le M.E.W. britannique continuait à recevoir des demandes visant à alléger le blocus, souvent avec l'argument que cela ne profiterait pas notablement à l'ennemi, mais les rejeta systématiquement. Il partait du principe que tout allègement substantiel ou généralisé serait inévitablement exploité par la propagande de l'Axe et qu'il ne voulait pas « leur offrir ce plaisir ».
Avec un nombre croissant de bombardiers lourds, à long rayon d'action et capables d'emporter de lourds chargements de bombes, les Lancaster, Stirling and Halifax, arrivant en escadrille, les dirigeants alliés eurent tendance à conserver foi dans les effets cumulatifs des bombardements stratégiques. Mais, à la conférence de Casablanca, au début 1943, ils constatèrent que, tout comme l'avait montré le Blitz sur la Grande-Bretagne en 1940, les bombardements massifs de centres urbains n'avaient pas eu pour effet d'abattre le moral des populations mais le contraire. Les raids anglais sur les usines automobiles de Milan, Gênes et Turin, effectués le 2 décembre 1942, n'avaient ainsi eu pour effet principal que d'unifier le peuple italien derrière son dictateur, Mussolini. La conférence décida de changer ses plans en faveur d'une désorganisation de l'industrie allemande. La moitié de la production allemande d'essence synthétique provenant de sites localisés dans la Ruhr, région hautement vulnérable aux attaques, ils furent désignés comme cibles prioritaires pour le Bomber Command pour 1943.

## Quatrième phase de la guerre économique

### Les réquisitions allemandes permanentes
Après trois années de guerre, le Royaume-Uni avait dépensé 10 000 000 000 £, et le Chancelier de l'Échiquier, Kingsley Wood, se trouva dans l'obligation de solliciter de la Chambre des Communes une rallonge d'un milliard de livres pour continuer le combat. La puissance croissante de l'USAAF se focalisait sur les sites de productions et de réparations de matériels aéronautiques en France, aux Pays-Bas, en Belgique et en Allemagne. À la fin du mois d'octobre 1943, les estimations du M.E.W. montrait une baisse de 30 % de la productivité allemande et que cette baisse était liée aux six derniers mois, bien que les études montrassent les limites des bombardements, qu'ils soient de saturation ou de précision. Nombre des sites précédemment rapportés comme détruits avaient continué à fonctionner.
Début novembre, le M.E.W. publia une étude portant sur la situation des pays occupés, estimant ce que les Allemands s'étaient approprié depuis leurs conquêtes de 1940 et 1941. Cette étude chiffrait à 12 800 millions de dollars la valeur confisquée au titre des coûts d'occupation et autres coûts associés ; elle estimait à 4 800 millions de dollars par an la valeur qui continuait à être prélevée. La Pologne, le pays le plus durement traité, avait vu la confiscation de toutes les propriétés d'État, de tous les stocks de textiles, de nourriture et de bétail. 9 000 usines et 60 000 entreprises commerciales furent confisquées ; 80 % de la moisson 1942, saisie et envoyée en Allemagne.
La Tchécoslovaquie avait perdu ses réserves de céréales, ses réserves d'or, ses mines, son industrie lourde et son importante industrie textile. Le montant global de son tribut s'élevait à 1 200 millions de dollars. L'industrie des Pays-Bas était totalement passée sous contrôle allemand. Les dépenses de l'État ne servait, en quasi-totalité, qu'à payer les coûts d'occupation et autres ainsi que diverses réquisitions. La Belgique, dont le gouvernement était en exil à Londres, avait vu ses réserves d'or, 260 millions de dollars, récupérées par le gouvernement de Vichy ; au début de 1943, la totalité de ses 1 500 locomotives et 75 000 camions avaient été réquisitionnés. En Yougoslavie, tous les camions avaient été réquisitionnés en 1941 et toutes les bicyclettes qui avaient pu être trouvées, en 1942. Ce pays avait aussi été partitionné et souffert, comme les autres, de l'inflation générée par le système des « marks d'invasion ». En Norvège, les Allemands réquisitionnèrent des biens personnels, allant jusqu'aux couvertures de laine, pantalons de ski et vestes imperméables, tandis qu'au Danemark tout le commerce et l'industrie de quelque importance était passée aux mains des nazis.
La troupe avait aussi pris l'habitude de rafler des équipements et biens de particuliers pour les envoyer aux familles allemandes victimes des bombardements. Sous la direction d'Albert Speer, des usines avaient été déplacées en grand nombre en Tchécoslovaquie et, à la fin de 1943, en dépit des dommages causés aux villes - les statistiques allemandes montraient que 6,9 millions d'habitants avaient été évacués ou chassés de chez eux par les bombardements - la production de matériel de guerre atteignit des niveaux records. En octobre 1943, l'USAAF visa de nouveau Ploesti, mais selon les rapports allemands la perte subie n'excédait pas 150 000 tonnes à la fin de cette année-là.

### 1944
Au début de 1944, il devenait clair que l'offensive de bombardements n'avait pas conduit aux résultats promis, et les préparatifs pour l'invasion de l'Europe occupée étaient en cours. L'Espagne, le Portugal et la Suède durent faire face à des pressions renouvelées pour mettre fin à leur commerce avec l'Allemagne. En janvier 1944, le M.E.W. estimait que l'Espagne continuait à vendre aux Allemands 100 tonnes de tungstène par mois. Le ministère espagnol pour l'Industrie et le Commerce défendait la position de son gouvernement en affirmant qu'il était impossible pour l'Espagne de refuser à l'Allemagne l'accès à une matière première d'une telle importance en temps de guerre. Les Britanniques, qui étaient aussi acheteurs de grandes quantités de tungstène espagnol, proposèrent un compromis par lequel l'exportation de ce métal vers l'Allemagne serait plafonné au niveau des livraisons effectuées en 1943. Mais les États-Unis réclamèrent un arrêt total des livraisons et la menace d'un nouvel embargo pétrolier fut agitée.
L'Espagne accepta, en mai 1944, de réduire ses exportations de tungstène, mais les Alliés se rendirent compte qu'elle continuait discrètement à en vendre, plus de 800 tonnes jusqu'en juillet 1944, et ne cessant réellement de le faire qu'après la fermeture de la frontière franco-espagnole au mois d'août de la même année. Le Portugal défendait son statut de neutre qui l'autorisait à commercer avec quiconque, y compris l'Allemagne. Cette attitude était encouragée par la crainte de se voir bombardé ou de voir ses cargos attaqués, voire d'être envahi s'il s'avisait de cesser ses ventes de tungstène; toutefois, le secrétaire d'État américain, Cordell Hull, estima que les Britanniques auraient pu arriver à leurs fins s'ils avaient plus franchement offert leur aide au Portugal.

### La «grosse semaine»
Le 20 février 1944, l'USAAF lance son opération « Grosse Semaine » (Big Week). Cette opération visait à provoquer la Luftwaffe et à lui causer suffisamment de pertes pour qu'elle ne puisse plus disputer la maitrise du ciel lors du débarquement prévu pour cette année. Pendant six jours d'affilée, les sites de production aéronautique et d'assemblage furent soumis à un bombardement incessant, avec les Américains effectuant des missions, sous forte protection de chasseurs et en plein jour, sur de nombreuses villes allemandes telles Leipzig, Brunswick, Gotha, Ratisbonne, Schweinfurt, Augsbourg, Stuttgart et Steyr. La RAF revenait de nuit bombarder les mêmes cibles. Les dommages causés furent tels que Milch informa Speer que le niveau de production de mars 1944 ne représenterait que 30 à 40 % de la production du mois précédent. Albert Speer prit en main la production aéronautique et agit en cherchant à faire des miracles : les installations retrouvèrent bientôt une activité proche de la normale et la production totale — y compris celle d'essence synthétique — son niveau habituel et continua à croître. La Luftwaffe disposait de près de 40 % d'avions de plus que ses disponibilités de l'année précédente, la production de tanks était suffisante pour équiper les nouvelles divisions levées pour la défense de l'Europe de l'Ouest et pour compenser les pertes du front de l'est.
Bien que les Alliés maintinssent une pression continuelle, s'attaquant à d'innombrables cibles sur les moyens de communication, ils furent lents à saisir ce dont le commandement allemand avait bien conscience, que, si l'Allemagne disposait de suffisamment de chars et d'avions, le vrai talon d'Achille était le carburant. Au début du mois de mars, les bombardiers de l'USAAF attaquèrent les usines de roulements à billes d'Erkner, mettant 75 coups au but, stoppant la production pour quelque temps ; à la même époque, ils commencèrent leur Plan pour achever l'offensive de bombardement combiné. L'objectif était désormais de réduire de moitié la production pétrolière de l'Axe en attaquant les exploitations de Ploesti et quatorze site de production de carburant synthétique, afin de priver l'Allemagne des moyens de conserver opérationnelle sa machine de guerre.

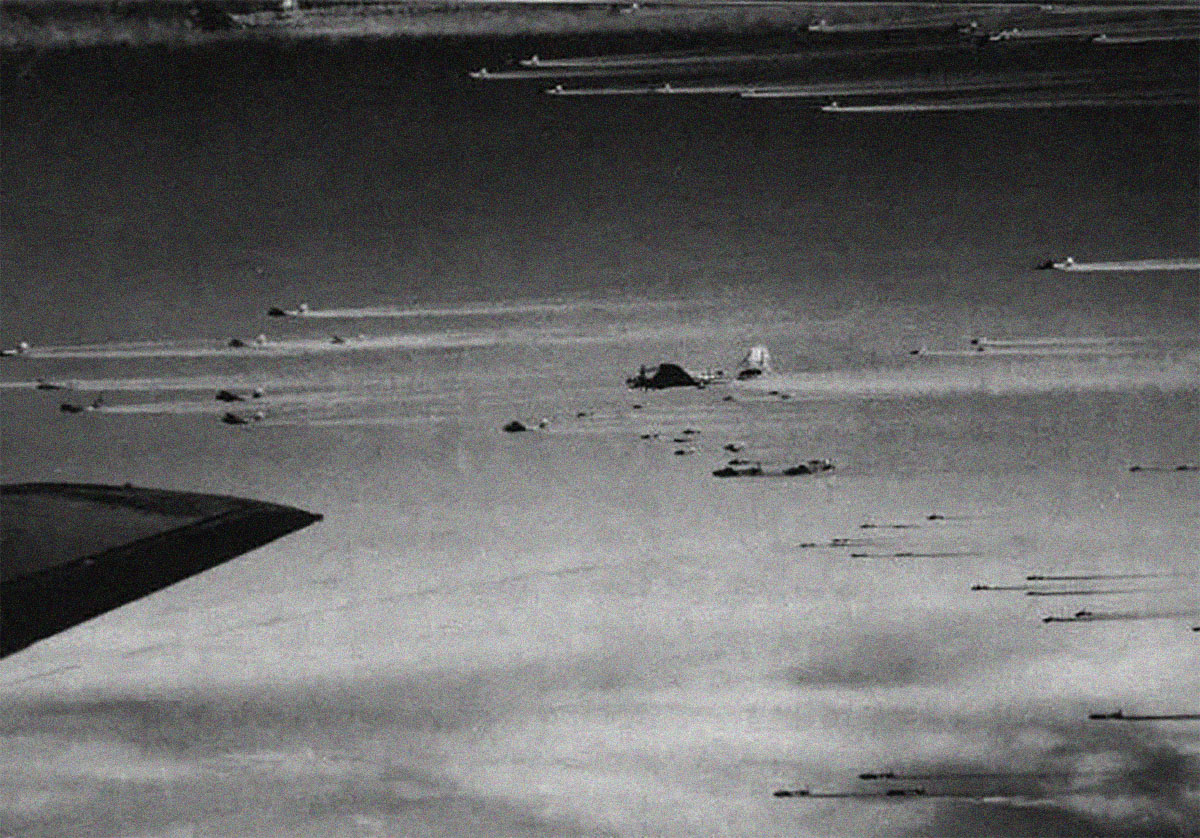
Flot de bombardiers américains.

Le 12 mai, les bombardiers américains bombardèrent les sites de Leuna, Böhlen, Zeitz et Lutzendorf, dans l'Est de l'Allemagne, causant des dommages suffisamment importants pour que la production soit stoppée pendant plusieurs semaines : ces sites furent à nouveau bombardés au cours du même mois, avant même qu'ils aient été remis en service. Alber Speer reconnu plus tard que ce fut un tournant décisif dans le déroulement du conflit.
Pendant ce temps, à la suite des fortes pressions diplomatiques exercées par les Alliés, d'autant plus efficaces que la situation militaire de l'Axe se détériorait, la Suède commençait à réduire le volume de ses échanges commerciaux avec l'Allemagne. Par un accord de septembre 1943, elle acceptait de renoncer à ses exportations de roulements à billes ; mais le texte, imprécis, ne parlait pas des aciers de haute qualité nécessaires à cette fabrication ce qui permit de contourner l'accord, qui n'eut finalement que peu d'effet sur l'industrie d'armement nazie. Les efforts alliés pour dissuader la Turquie de vendre du chrome commençaient à porter leurs fruits. En novembre 1943, Albert Speer affirmait que sans le chrome turc, l'industrie allemande d'armements ne pourrait pas tourner plus de dix mois. Les menaces alliées de soumettre la Turquie aux mêmes restrictions que les autres neutres finirent par la convaincre de cesser ses exportations en avril 1944.
Bien que l'Allemagne, disposant des ressources des pays occupés, fût toujours capable de produire trois fois plus d'acier que le Royaume-Uni, elle perdait, du fait de l'évolution des opérations militaires, des sources de métaux spéciaux qui ne pouvaient être remplacés. Sur le front de l'est, l'armée rouge avait repris le contrôle des mines de manganèse de Balki dont les Allemands avaient tiré 200 000 tonnes des 375 000 que consommait chaque année son industrie d'armements. En Scandinavie, une importante quantité de nickel était bloquée à Petsamo en Finlande, et les mines de Knaben en Norvège ne fournissaient plus de molybdène.

### Préludes àOverlord
Lors d'un débat à la Chambre des lords portant sur la guerre économique, le 9 mai 1944, juste avant jour J, lord Nathan affirma : 

« Milords, je voudrais vous rappeler un ministère quasiment oublié. Regardant 1939, dans les premiers jours de la guerre, le M.E.W. était toujours en première page. Alors certaines personnes pensèrent et d'autres personnes dirent que la victoire ne dépendait que du blocus et lui seul, sans besoin de combattre, que l'Allemagne allait s'effondrer par manque de carburant, par manque d'aciers spéciaux, voire par manque de nourriture. De dures leçons firent changer notre point de vue. Même en ce moment, si l'Allemagne est à court de carburant, elle en a assez pour assurer ses opérations militaires, et sa population raisonnablement bien nourrie. Mais après cette première période, nous sommes passés à un autre extrême. Le blocus en lui-même ne suffit pas et nous l'avons mis de côté dans nos têtes. Si les premiers espoirs placés en lui étaient exagérés, nous ne devons pas sous-estimer ses effets actuels. Le blocus nous a très certainement sauvés de la défaite. Il a certainement rendu concevable notre victoire et nous a donné le temps pour nous préparer au dernier acte. Il y a quelques années, un économiste avait pu écrire : "le blocus ne réduira pas en miettes l'Allemagne, mais il va la fissurer". Aujourd'hui, elle est fissurée, et notre armée va pouvoir la réduire en miettes. Le blocus est plus important que jamais, à l'heure actuelle, au tournant, à la veille de l'invasion, "lorsqu'il en est grand temps". Les peuples affamés d'Europe doivent maintenant regarder le prochain pas en avant de nos troupes comme étant celui des libérateurs apportant le pain dans leurs bagages. »

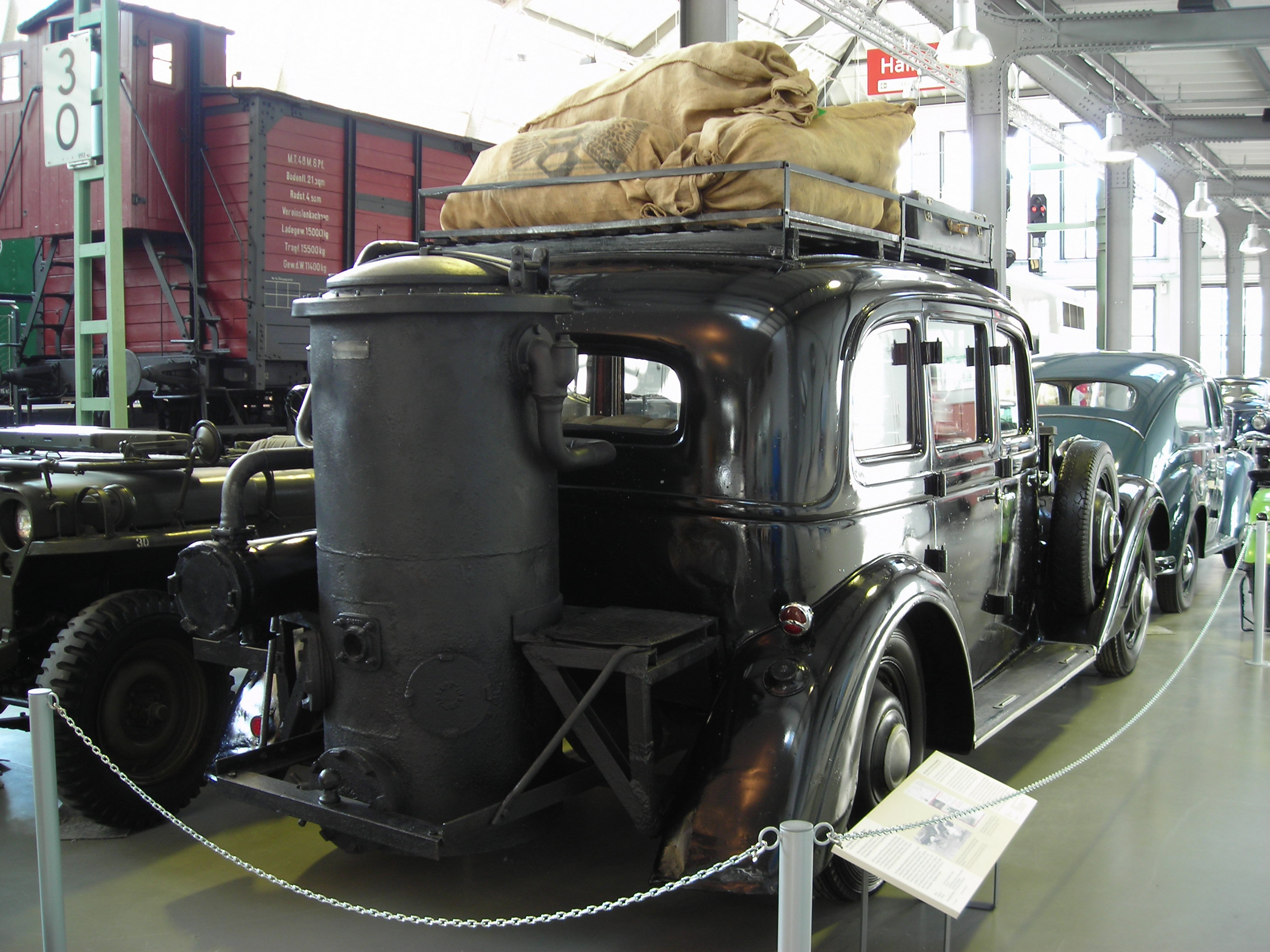
Voiture allemande Adler Diplomat 3GS équipée d'un gazogène (1941).

Lord Selbourne informa le parlement que les effets du blocus, qui avaient pu sembler limités au début, avaient été cumulatifs et que le principal obstacle que rencontrait maintenant l'Allemagne était le manque de main d'œuvre. Tandis que le Royaume-Uni importait des dizaines de millions de tonnes de biens chaque année, l'ennemi était de plus en plus obligé d'avoir recours à des ersatz. Le trafic automobile civil était en quasi-totalité passé au gazogène qui, comme tous les produits de remplacements, était vorace en main d'œuvre ; ce qui, combiné aux pertes colossales dues aux combats et au besoin de conserver suffisamment de bras pour les travaux agricoles, avait provoqué un déficit de force de travail que seul le recours au travail forcé de près de sept millions d'étrangers, pour la seule Allemagne, avait pu combler. En juin 1944, les Britanniques purent enfin disposer de bases militaires aux Açores, et les Alliés menacèrent alors le Portugal de sanctions économiques. En retour, celui-ci décréta un embargo total sur les exportations de tungstène. Cette décision laissa l'Allemagne avec les seules faibles quantités qu'elle pouvait obtenir de l'Espagne, tandis que les Alliés pouvaient toujours compter sur la production sudaméricaine et de l'Extrême-Orient.

### Jour J

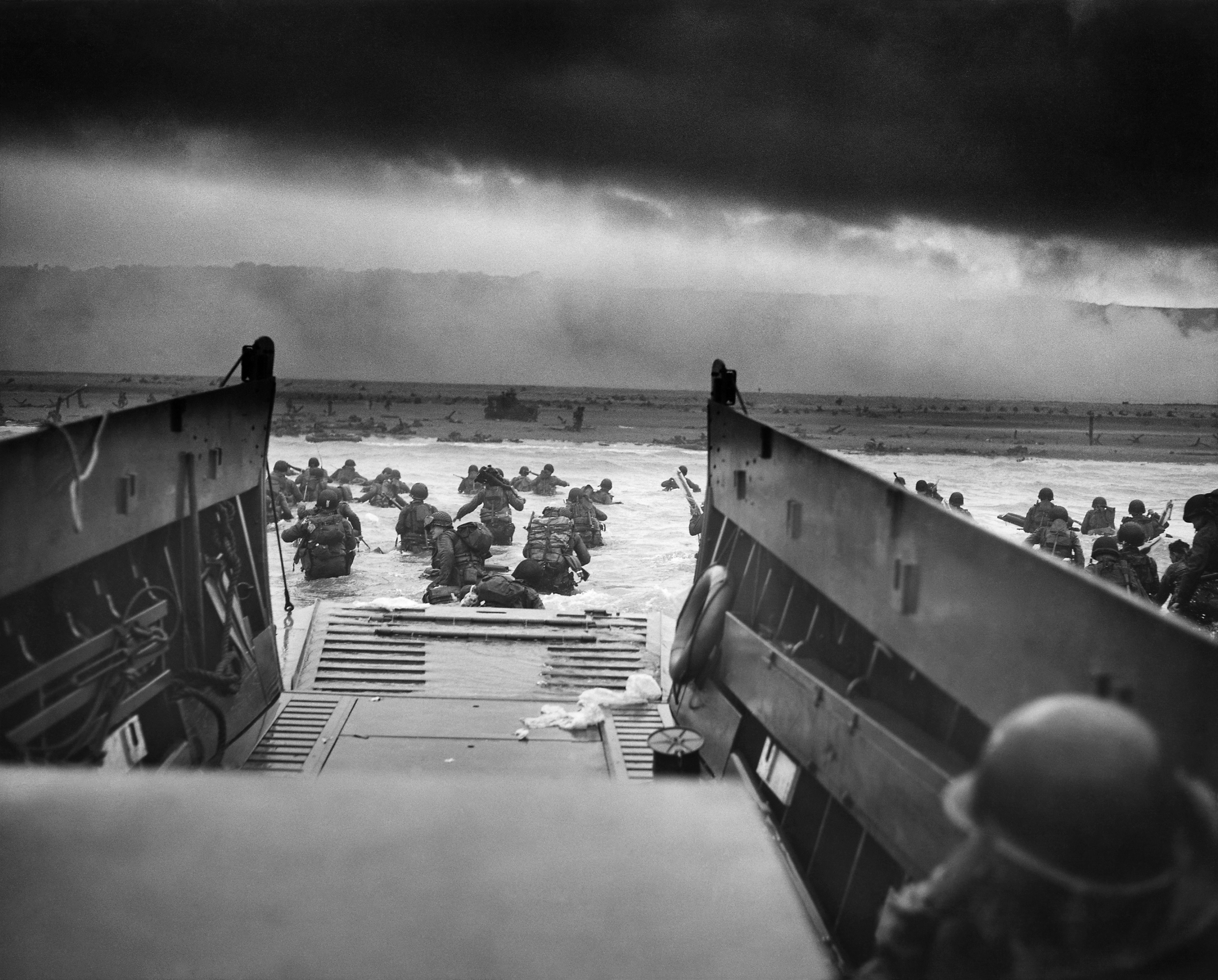
6 juin 1944, Omaha Beach, vers 8h30.

La date du Jour-J se rapprochant, les Alliés donnèrent priorité aux attaques sur Ploesti et les sites de production de carburant synthétique. Les défenses aériennes allemandes furent débordées et la RAF attaqua, les 12 et 20 juin, les sites d'hydrogénation de la Ruhr, mettant totalement hors d'usage ceux de l'est et causant une baisse rapide de la production. Speer annonça un désastre pour le mois de septembre si la situation n'était pas améliorée. Dès le début de l'opération Overlord, les Alliés étaient maitres du ciel au-dessus des têtes de pont, permettant l'approvisionnement en produits pétroliers par tankers et par les pipelines comme PLUTO ; les ports artificiels, comme les petits ports libérés, leur permirent d'apporter des quantités suffisantes de munitions et de ravitaillement.
Les armées allemandes défendant la Normandie furent gravement handicapées par la difficulté de se fournir en carburant adéquat pour leurs chars et l'obligation d'effectuer tous les déplacements de nuit. L'interdiction, par Hitler, du moindre repli, même vers des positions moins exposées quelques kilomètres en arrière, les laissa subir les effets des bombardements continuels des grosses pièces des navires de ligne alliés.
Le commandement allemand mit ses espoirs dans des armes nouvelles, comme le chasseur Messerschmitt Me 262 et les armes V, pour renverser le cours des choses. La première bombe volante V-1 fut lancée le 13 juin 1944 ; bientôt, ce furent près de 120 de ces engins qui furent lancés chaque jour, visant Londres et causant de fortes pertes civiles. À la fin juin, plus de 2 000 avaient été tirés ; 40 % de la force de bombardement alliée fut affectée vers les cibles Crossbow cherchant à détruire les 70 à 80 sites de lancement repérés à l'est et au nord de la Seine.

### Les problèmes d’approvisionnement des Alliés

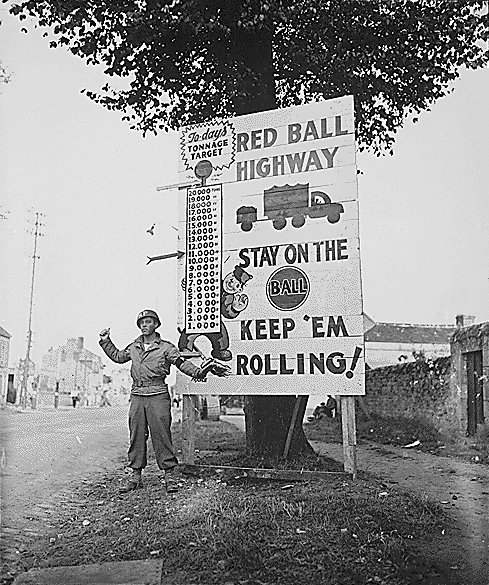
Panneau sur une des routes d'approvisionnement dites Red Ball Express.

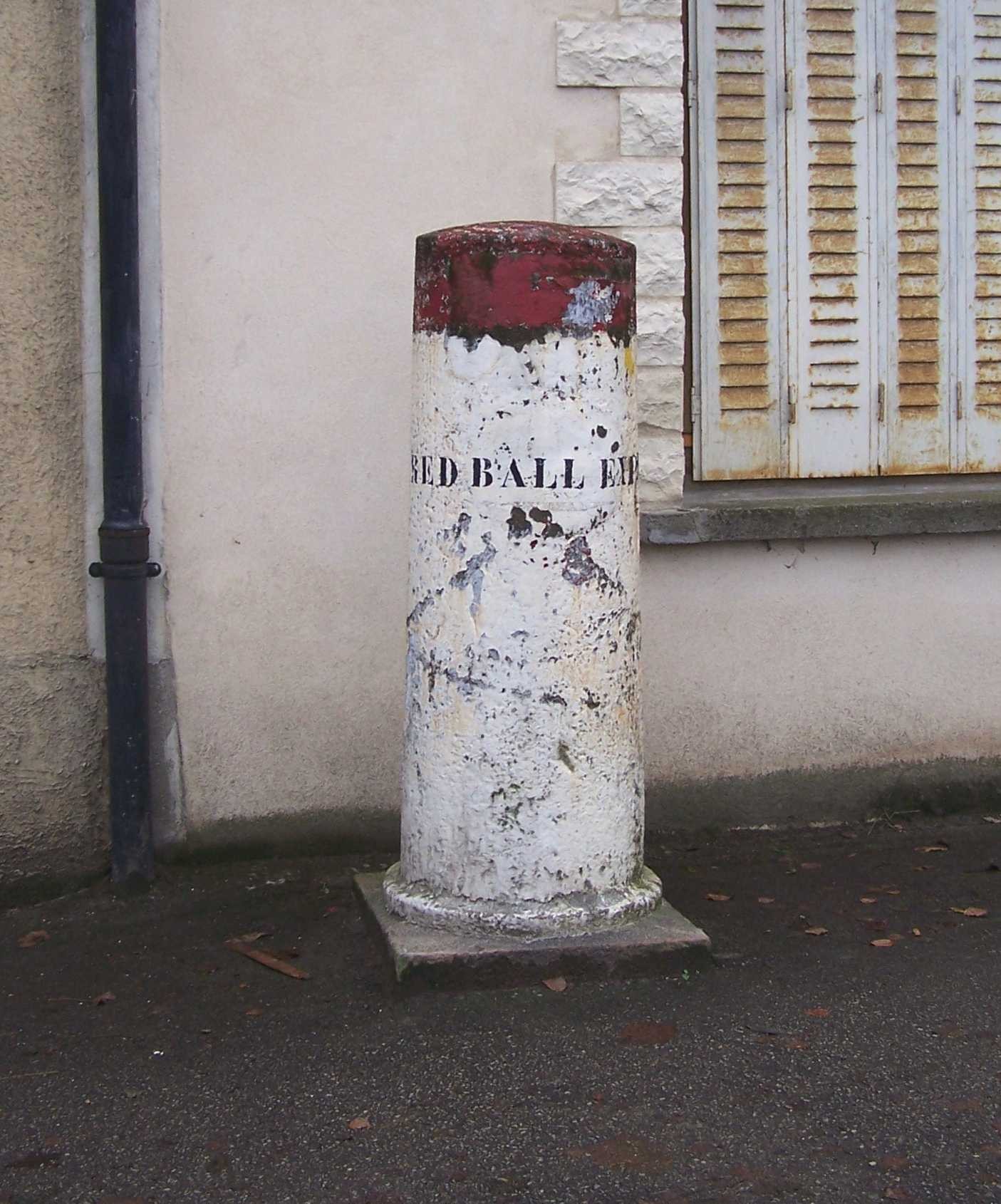
Borne commémorative sur la route Red Ball Express.

Après la réussite du débarquement en Normandie et la percée qui avait suivi, la progression des armées alliées fut entravée par des problèmes logistiques. Le problème n'était pas de débarquer l'approvisionnement nécessaire sur les côtes mais de le faire parvenir jusqu'aux troupes en première ligne, lesquelles pouvaient être à 800 km des dépôts. Chaque division avait besoin de 600 à 700 tonnes d'approvisionnements par jour pour garder sa capacité opérationnelle. L'artillerie et les mortiers réclamaient, pour leur part, 8 millions d'obus par mois. La vitesse de progression avait parfois pour conséquence qu'il était impossible de bâtir des lignes de ravitaillement. Ainsi, en dépit de la mise en place de structures comme les routes Red Ball Express pour assurer une rotation fluide des norias de camions de ravitaillement, la fin du mois d'août vit un arrêt quasi complet des armées anglo-américaines, pendant 5 jours, par manque de carburant.
Les contraintes logistiques alliées furent aggravées par l'absence d'un port en eau profonde, capable d'accueillir des cargos d'un tonnage important. Les Allemands, dans leur retraite, avait pratiqué la politique de la terre brûlée, détruisant toutes les installations portuaires des pays occupés qu'ils évacuaient pour éviter qu’elles ne soient utilisées par leurs adversaires. Début septembre, le seul port qui restait utilisable était celui d'Anvers, en Belgique. Le SOE, sous la direction du M.E.W., reçut la mission de s'en emparer intact. L'opération, connue sous le nom de Counterscorch, débuta par l'envoi d'armes et d'opérateurs radio à la Résistance. Celle-ci, au bon moment, prit le contrôle du port et le tint jusqu'à l'arrivée des troupes alliées. La Belgique fut libérée en moins d'une semaine, mais le port ne retrouva sa pleine capacité que fin novembre, après la bataille du Scheldt.
Ce problème d'approvisionnement eut aussi des répercussions sur les opérations militaires elles-mêmes, chaque commandant cherchant à être servi avant les autres. Le commandant suprême des forces alliées, le général américain Dwight D. Eisenhower, avait prévu une avance sur un large front pour transpercer la Ligne Siegfried ; mais il modifia ses plans pour suivre l'idée du général britannique Bernard Montgomery, opération Market Garden, visant à contourner les défenses allemandes par le nord pour encercler la région de la Ruhr en passant par les Pays-Bas. Market Garden fut un échec, incapable d'atteindre ses principaux objectifs et les quelques gains territoriaux n'aboutirent qu'à étirer un peu plus les lignes de ravitaillement.

### La perte des minerais des Balkans
Au début du mois d'octobre, la situation politique et militaire en Europe avait énormément changé. Le M.E.W. rendit publique une étude sur la détérioration de la situation de l'Allemagne. À la suite des opérations militaires en Lorraine et au Luxembourg, de l'arrêt du commerce avec les ports allemands via les navires suédois, de la fermeture des ports suédois de la Baltique aux navires allemands, et la perte des approvisionnements venant d'Espagne, le M.E.W. chiffrait à 65 % la baisse d'approvisionnement en fer, comparée à 1943. De surcroît, 45 % environ de la production de fonte brute avait été perdue, en parallèle de la perte de 40 % de capacité en hauts fourneaux. Les importations de cuivre de Turquie et d'Espagne avaient cessé, et les Allemands avaient perdu les sources de minerai de cuivre de Bor, en Yougoslavie, et d'Outokumpu, en Finlande. La perte des mines de Yougoslavie et des Balkans avait tari les dernières sources de chrome et amputé de près de 40 % celles de plomb. La situation était encore aggravée par la perte des quantités de ferrailles qui avaient pu être collectées en France, en Belgique et aux Pays-Bas.

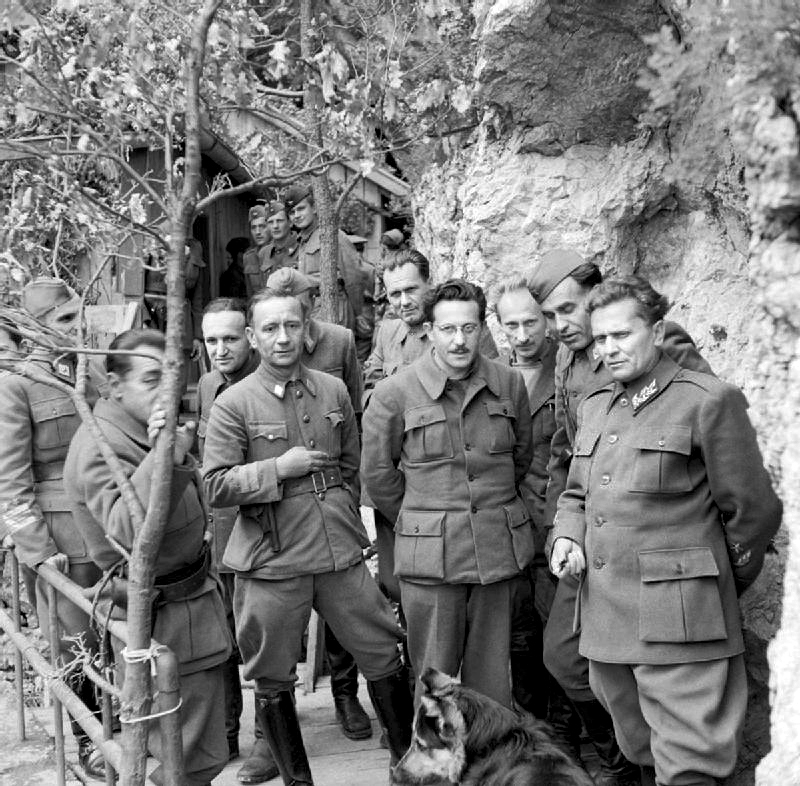
Le maréchal Tito (à droite) en mai 1944.

Avec la perte des gisements de première qualité de France et la capture par les forces de Tito de la côte Adriatique, la diminution des approvisionnements allemands en bauxite atteignait 50 %. L'arrêt des livraisons de cobalt finlandais avait réduit de 80 % les quantités avec une incidence négative sur la production d'essence synthétique utilisant le procédé Fischer-Tropsch.
Entretemps, le gouvernement hollandais en exil, dans son désir d'être utile aux Alliés, appela à une grève des chemins de fer pour perturber encore un peu plus les opérations des Allemands. Ces derniers répliquèrent par un embargo sur les denrées alimentaires à destination de l'ouest, causant de sévères pénuries. Cet embargo, aggravé par un hiver exceptionnellement précoce et rude, créa, jusqu'à sa fin en novembre, la famine aux Pays-Bas en 1944. Dans les Balkans, les gisements pétrolifères de Ploesti furent perdus pour l'Allemagne en août 1944. Divers groupes de partisans et formations para-militaires, unis derrière Tito et avec l'aide de l'Armée rouge, commencèrent à repousser les Allemands au-delà des frontières yougoslaves, augmentant les pertes en ressources alimentaires et minières.

### La fin du commerce suédois avec l'Allemagne
En août 1944, la Suède avait réalisé que les dangers auxquels étaient exposés ses navires marchands et ceux qui effectuaient les livraisons de minerai de fer vers l'Allemagne étaient devenus trop grands. Elle mit fin à ses exportations et obtint en retour l'autorisation des Alliés de recevoir des cargaisons de coton et de laine précédemment bloquées. En novembre, tout échange commercial entre la Suède et l'Allemagne avait cessé. De son côté, après six mois de négociations, la Suisse accepta de diminuer d'un tiers ses ventes, qui s'élevaient à soixante millions de dollars annuellement, de biens manufacturés et de machines de précision à l'Allemagne, de réduire ses ventes de roulements à billes et de munitions à, respectivement, 10 % et 5 % du montant de ses ventes de 1942.
À cette époque, les attaques sur les installations pétrolières allemandes avaient réduit la production, celle de septembre n'étant plus que 8 % de celle d'avril ; les réserves en produits pétroliers étaient quasiment épuisées alors que la production d'avions de chasse atteignait des niveaux exceptionnels. Le commandement des forces aériennes alliées orienta les attaques vers les moyens de transport et les voies de communication. Le 24 septembre, la RAF créa des brèches dans le canal entre Dortmund et Ems, utilisant des bombes Tallboy et en asséchant une section d'environ 9,5 km (6 milles),. L'imposante gare de triage de Hamm fut fortement endommagée, obligeant 9 000 travailleurs à se consacrer uniquement à la réparation des dégâts.

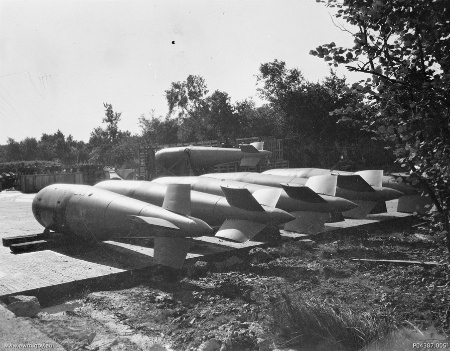
Bombes Tallboy, de 6 tonnes, dans un dépôt à la fin de 1944.

Le 12 novembre, c'est encore avec des Tallboy que le cuirassé Tirpitz est coulé, près de Tromsø, en Norvège. Ce navire, affublé du surnom de Reine solitaire du Nord, n'avait que peu servi, par manque de carburant essentiellement, et passa la majeure partie de la guerre au mouillage dans un fjord retiré. C'est à peu près à cette époque que la RAF diminua l'intensité de ses attaques sur les sites de production d'essence synthétique car aucun d'entre eux n'était plus en état de fonctionner. Seuls les sites de Leuna et Polotz produisirent encore un peu de carburant et, bien qu'en décembre un début de production ait pu être constaté, une nouvelle vague de raids les arrêta définitivement. Une fois les sites de production mis hors service, les moyens de transport devinrent la cible principale. La supériorité aérienne alliée était devenue incontestable.
À la fin de l'année 1944, l'armée allemande lança son offensive dans les Ardennes, dans une tentative de scinder les armées alliées, de reprendre Anvers et de forcer des négociations de paix. En dépit de succès initiaux, favorisés par les problèmes d'approvisionnement auxquels étaient confrontés les Alliés, en particulier de carburant, l'opération finit par s'enliser. Ce fut la dernière tentative de l'armée allemande pour reprendre l'initiative sur le terrain, même si la Luftwaffe lança une ultime offensive dans les premiers jours de janvier 1945, visant les aérodromes de Belgique, de France et des Pays-Bas.

### 1945
Au début du conflit, le système de transport de l'Allemagne était l'un des meilleurs du monde, composé d'autoroutes modernes, d'un excellent réseau ferroviaire et d'un système complexe de voies fluviales navigables et de canaux, interconnectés. À compter de l'automne 1943, les éléments reliant entre eux les centres industriels attirèrent les bombardements, affectant gravement le transport de charbon, base de la majorité des processus de fabrication industrielle ou militaire. Bientôt, de grandes parties du réseau des voies de communication de l'Allemagne furent paralysées, la Ruhr se trouvant isolée du reste du Reich.

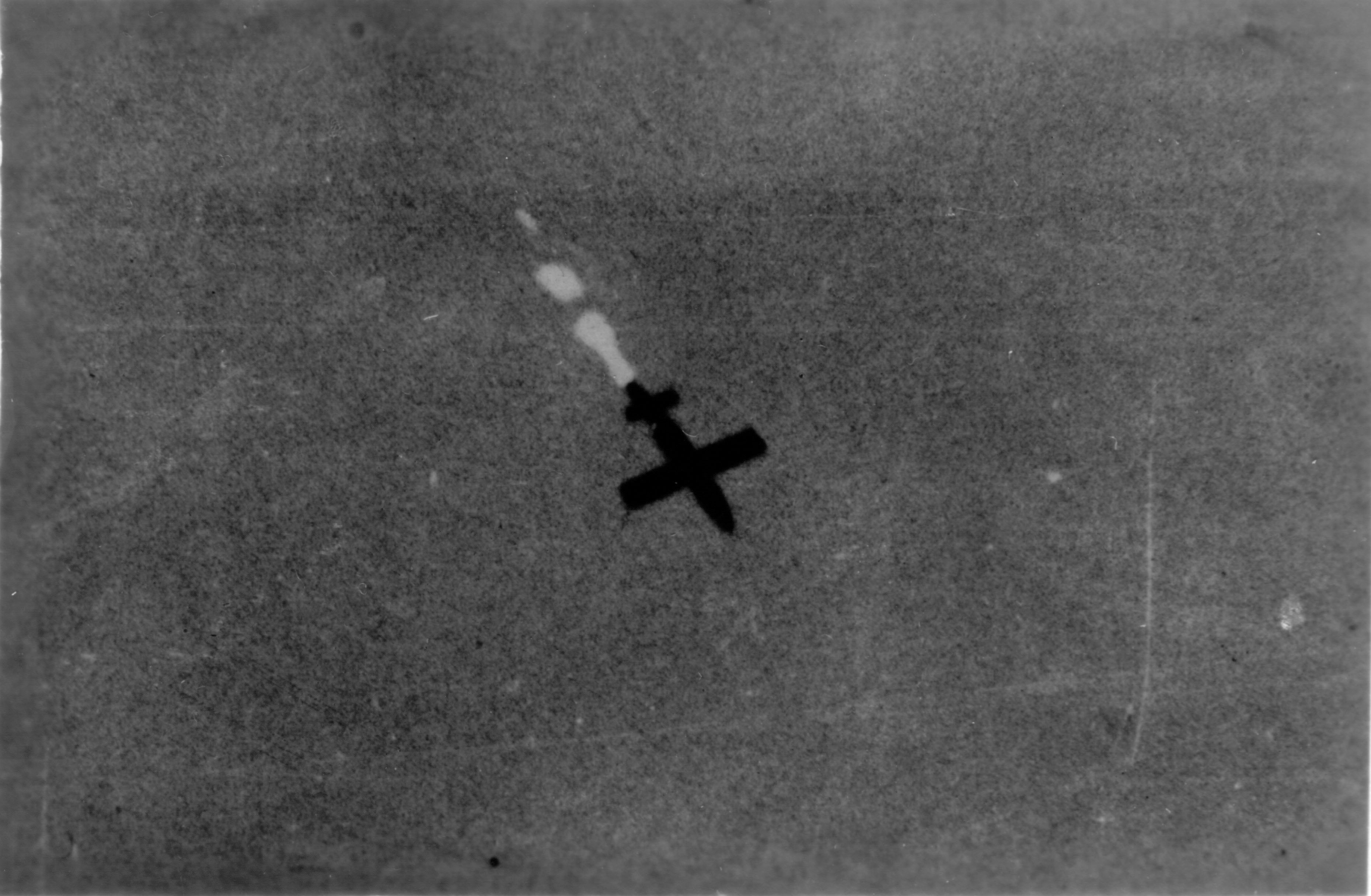
Un V-1 visant le port d'Anvers en 1944.

En définitive, la résistance nazie fut brisée par les bombardements alliés incessants du réseau de transport. En dépit d'efforts incroyables pour inlassablement réorganiser la production après chaque vague de destruction, Albert Speer, au début de 1945, reconnut que la bataille de l'armement était perdue. L'industrie allemande était devenue incapable de donner corps à tous les programmes de production d'armes classés parmi les plus prioritaires, comme la production des « armes V » ou la commande de 3 000 Me 262 chasseurs et bombardiers, par mois. Toutefois, de nombreuses usines continuèrent à produire jusqu'à ce que les Alliés se présentent à leurs portes.
À cette époque, les sites de lancement de V-1 et de V-2 tombaient de plus en plus aux mains des Alliés. Avec les Alliés avançant vers le Rhin, avec les Soviétiques faisant de même, rapidement, à l'est, de grandes quantités de réfugiés commencèrent à s'agglutiner dans les grandes villes, ajoutant au chaos. Quand la neige et le froid d'un hiver intense s'installèrent en janvier, l'alimentation fut déclarée priorité principale. L'Allemagne conservait toujours sa capacité à défendre ses installations vitales, à l'aide d'un nombre formidable de canons anti-aériens. Début février vit le lancement de l'opération Clarion, visant à attaquer les infrastructures ferroviaires de plus de 200 petites villes, comme Hildesheim ou Meiningen dans l'ouest de l'Allemagne, ou Jenbach en Autriche.

### Le programme Safehaven
Avec la guerre qui s'achevait, on vit fleurir un nombre croissant de rapports qui, alimentés largement par la paranoïa et les ouï-dire, annonçaient que les dignitaires nazis se préparaient à fuir la justice et préparaient aussi la prochaine guerre en camouflant des sommes d'argent dans des pays neutres et envoyant des ressources à l'étranger. À la fin de 1944, on trouvait déjà des rapports annonçant que des juifs fortunés, allemands ou autrichiens, étaient autorisés à quitter le Reich, moyennant paiement de taxes spéciales et l'abandon de tous leurs biens aux nazis. En décembre 1944, des sources émanant des services de renseignements alliés indiquèrent que des firmes allemandes comme Schering, IG Farben, Bosch and Mannesmann Rohrenwerke essayaient de vendre des brevets à des firmes suédoises et que d'importants trusts électriques ou chimiques, en particulier IG Farben, fournissaient des devises pour financer des activités nazies à l'étranger. En février 1945, ce furent des informations selon lesquelles des denrées alimentaires étaient collectées en Autriche et dans les Alpes bavaroises pour approvisionner des forteresses et des usines souterraines. Des plans étaient apparemment en cours d'élaboration pour une réorganisation du parti nazi dans des pays étrangers par transfert de fonds au profit de sympathisants dans des pays neutres. Les Américains disposaient d'informations selon lesquelles un dénommé Friedrich Mandl, citoyen allemand résidant en Argentine, aurait reçu plusieurs millions de pesos par l'intermédiaire de la Banque d'Espagne à investir aux noms de Göring, Goebbels et Himmler. En juin 1945, ce sont des inventions allemandes dont la rumeur affirma qu'elles étaient mises à l'abri dans les coffres de la Swedish Aniline Company après l'achat sur le marché de leurs brevets par des hommes de paille suédois. Des informations détaillées avaient été rassemblées sur les activités financières d'un certain nombre de firmes, du secteur chimique, de carbure (?) ou de la teinturerie qui étaient considérées comme actives pour servir de dépôts aux biens des nazis.

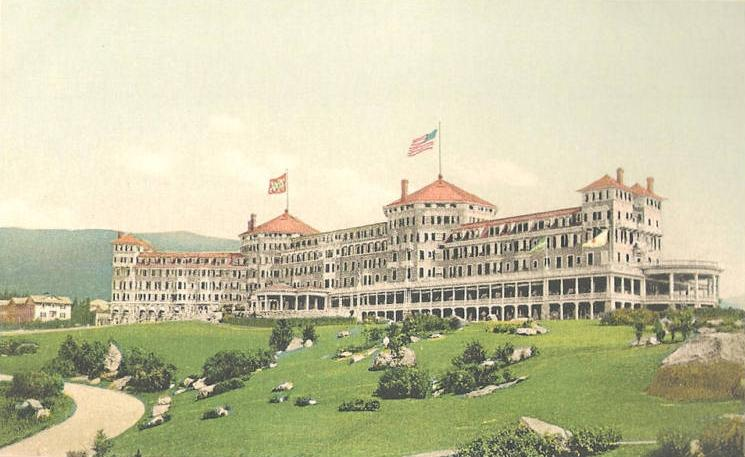
L'hôtel du New-Hampshire où se déroula la conférence de Bretton Woods, du 1er au 22 juillet 1944.

Le programme Safehaven, contrôlé par les Américains fut lancé durant la conférence des Nations unies à Brettonwoods, en juillet 1944, cette même conférence qui prépara la création de la Banque mondiale et du FMI. Ce programme mit en place les mesures pour interdire l'utilisation, le transfert ou la dissimulation d'or volé ou d'autres valeurs, comme d'empêcher de mettre en sécurité dans des pays neutres les valeurs volées et d'assurer le retour de ces biens volés à leurs légitimes propriétaires. La plupart des pays neutres furent au besoin incités à réduire, et réduire même à néant, tout commerce avec l'Allemagne.
En novembre 1944, le gouvernement suédois adopta des règles plus strictes pour contrôler les échanges commerciaux. Il fit aussi de grands progrès dans l'identification des possessions allemandes et l'élimination de l'influence nazie sur son économie. Toutefois, les négociations sur la restitution de l'or volé et transféré en Suède en tant que paiements ne firent aucun progrès pendant des années. Les Alliés estimaient ces sommes entre 18,5 et 22,7 millions de dollars mais, bien que les Anglais, les Américains et les Français fussent d'accord sur le fait que les réserves d'or de la Suède avaient grossi pendant la guerre, ils étaient incapables de fournir un chiffre correspondant à l'encaissement de sommes volées, si tant est qu'il y eut un tel chiffre à fournir. La Suède accepta le principe de verser plus de 66 millions de dollars de valeurs d'origine allemande au titre de réparations, y compris un versement de 36 millions de dollars à la Riksbank pour la gestion d'épidémies à venir et de problèmes sociaux, ainsi que le financement d'achats de biens essentiels à l'économie allemande. Il accepta aussi de rembourser plus de 8 millions de dollars en or pour compenser les sommes que la Belgique avait dû vendre à la Suède pendant la guerre ; en revanche, les négociations portant sur 8 600 kilos d'or hollandais, d'une valeur de 9,7 millions de dollars, bloquèrent quand la Suède fit valoir que cet or avait été acquis avant janvier 1943, date de la déclaration de Londres sur l'or dérobé. Ce n'est qu'en 1955 que les Pays-Bas réussiront à percevoir 6,8 millions de dollars à ce titre.
L'Espagne aussi avait reçu de grandes quantités d'or de la part de l'Allemagne, dans certains par l'intermédiaire de compagnies suisses, et les négociations coïncidèrent avec les efforts des alliés pour ostraciser le régime de Franco. Un certain nombre d'autres pays réduisirent leurs relations diplomatiques avec l'Espagne pour son soutien affiché à Hitler. En réponse, l'Espagne accepta de rembourser 25 millions de dollars de valeurs allemandes officielles ou semi-officielles, en septembre 1946. Elle accepta de liquider de 20 à 23 millions de dollars de valeurs privées allemandes étant entendu qu'elle en conserverait le quart. En mai 1946, elle accepta de rendre 114 329 dollars d'or (101,6 kilos) correspondant à de l'or hollandais volé et que les alliés avaient identifié au Spanish Foreign Exchange Institute. Les Alliés annoncèrent publiquement que l'Espagne avait ignoré que cet or avait été volé. Ultérieurement, elle redonna 1,3 million de dollars en lingots et en pièces qui avaient été saisis de propriétés d'État nazies à la fin de la guerre. Les négociations continuèrent mais, avec l'avènement de la guerre froide, les États-Unis réduisirent leurs prétentions et abandonnèrent plus de 60 millions de dollars de valeurs en biens mis sous séquestre à la fin de la guerre, autorisant l'Espagne à utiliser ce qui restait d'or comme garantie pour des prêts privés. 
Du fait de ses liens financiers étroits avec l'Allemagne, les représentants alliés tenaient beaucoup à obtenir la coopération de la Suisse. Quoique les relations commerciales entre la Suisse et l'Allemagne soient généralement considérées comme ayant cessé après novembre 1944, certaines firmes, comme la fabrique de munitions Tavaro de Genève, livra clandestinement des explosifs à l'Allemagne et des valeurs allemandes, pour un montant d'un milliard de francs, subsistaient en Suisse en novembre 1945. Selon les paroles du sous-secrétaire d'État, Dean Acheson, la Suisse fut le dernier pays à accepter les buts du plan Safehaven. En février 1945, une délégation américaine envoyée en Suisse avait, pensait-elle, obtenu une réduction substantielle des exportations suisses vers l'Allemagne et le ralliement aux objectifs Safehaven pour bloquer les avoirs allemands dans la Confédération. Mais, à la suite de discussions avec le vice-président de la Reichsbank, Emil Puhl, la Suisse renia ses engagements et, jusqu'à la fin de 1945, montra une mauvaise volonté pour adopter les propositions des Alliés pour utiliser les avoirs allemands en Suisse au bénéfice de l'Europe ravagée, des victimes apatrides de l'Holocauste et aux victimes des crimes nazis. Au vu cependant de l'excellent travail accompli dans le domaine humanitaire, la protection des prisonniers de guerre et d'autres de leurs intérêts, les Alliés renoncèrent à prendre des mesures de rétorsion contre la Suisse.

## Conséquences du blocus sur l'après-guerre
Après la fin du conflit, fin mai 1945 en Europe, de larges parties de ce territoire étaient détruites. Manques aigus de nourriture, de logement et de ressources médicales perdurèrent ; près de dix millions de réfugiés s'abritaient dans des campements de fortune ou restaient encore à la rue.
Dans les deux superpuissances émergentes, URSS et États-Unis, la productivité d'après-guerre augmenta remarquablement en 1948, bien que pour des raisons différentes. En Russie, le facteur de croissance fut principalement dû aux conséquences d'une production de guerre frénétique, en partie favorisé par les usines modernes déménagées de l'est de l'Allemagne occupée. Pour les États-Unis, toujours en dépression en 1938, avec de vastes ressources industrielles inutilisées et 20 % de la population au chômage. Le réarmement, puis la guerre, revivifièrent ces ressources qui, combinées à une reprise des investissements et sans besoin de reconstruire des infrastructures dévastées, remit à flot l'industrie américaine, bien que subsistât toujours un chômage important. Une situation similaire se retrouvait au Canada, dont l'économie était fortement liée à l'américaine, et qui n'avait pas non plus à souffrir de destructions sur son sol. La guerre changea l'aspect de l'économie internationale, laissant les États-Unis en position de force, ayant réussi à libéraliser le commerce international à son bénéfice, conséquence du Prêt-Bail, et à forcer les Britanniques à accepter la convertibilité des monnaies.
L'économie britannique fut fortement touchée par la fin brutale du Prêt-Bail, quelques jours la reddition du Japon en août 1945. Pendant les hostilités, le Royaume-Uni vit disparaitre ses marchés à l'exportation les plus rentables et eut à faire face à une balance des paiements déficitaire d'1,2 milliard de livres. Comme à la fin du Premier Conflit mondial, le Royaume-Uni était vainqueur sur le plan militaire mais plus pauvre économiquement (le rationnement subsistera jusqu'en 1953) ; l'économiste John Maynard Keynes fut envoyé en Amérique pour négocier un prêt d'urgence à faible taux d'intérêt de 3,75 milliards de livres pour permettre à ce pays de rester à flot. La fin du remboursement n'interviendra qu'en décembre 2006 (45,5 millions de livres, correspondant à 83 millions de dollars du moment).

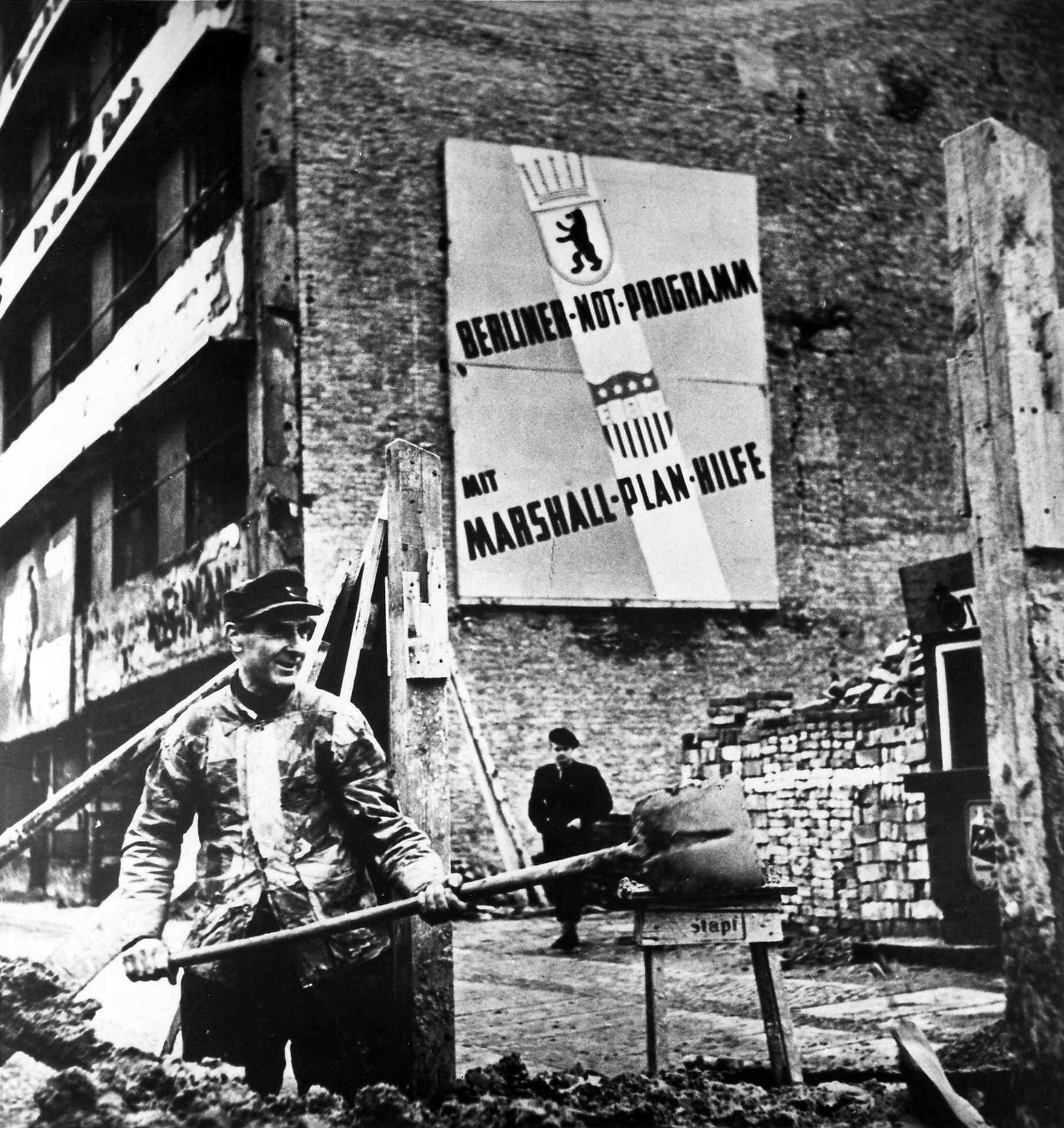
Plan Marshall à Berlin-Ouest

Dans les pays qui avaient été occupés, une inflation sévère — trouvant sa source en partie dans les masses monétaires accumulées, en particulier par ceux qui s'étaient rangés dans la Collaboration — entraina les prix des denrées alimentaires dans une spirale ascendante, confortant le marché noir. Un facteur d'aggravation résidait dans une productivité faible, dont le manque de charbon disponible était une des causes. La France estimait être en droit de bénéficier de quantités importantes de charbon allemand venant de la Ruhr mais les Américains, qui gardaient la France et d'autres pays sous la dépendance de prêts à court terme et le plan Marshall commencèrent à réaliser, et à juste titre, que l'Europe avait besoin du moteur de l'économie allemande pour retrouver la croissance et contrer l'influence du communisme. En foi de quoi, ils s'opposèrent aux réparations, comme celles qui avaient alimenté le ressentiment allemand après la Première guerre mondiale et favorisé l'arrivée au pouvoir de Hitler.
En Allemagne elle-même, la population devait quasiment repartir de zéro, une époque parfois évoquée comme « l'Heure Zéro », divisée en zones d'occupation qui allaient devenir les deux Allemagnes, celle de l'Est et celle de l'Ouest. Cependant cette énorme tâche, des villes entières à rebâtir et une industrie à réorienter vers une production de temps de paix, aboutira en quelques années à un redémarrage miraculeux qui sera officialisé, en 1950, comme un Wirtschaftswunder. À compter de 1951, la France, l'Allemagne du l'Ouest, l'Italie et le Benelux entament l'unification européenne en créant la Communauté européenne du charbon et de l'acier, ancêtre de l'actuelle Communauté européenne. La CECA instaure un marché commun pour coordonner l'approvisionnement en matières premières afin de permettre de remettre sur les rails le commerce des nations européennes.
Le programme allemand de production d'essence synthétique était si développé et efficace que, durant la crise pétrolière des années 1970 due aux conflits et à l'instabilité du Moyen-Orient, des firmes américaines de premier plan, comme Dow Chemical, Union Carbide et Diamond Shamrock portèrent intérêt à la technologie nazie pour voir si elle n'offrirait pas une solution, même partielle, aux problèmes du moment. Près de 300 000 documents, concernant des plans d'unités de production, de descriptions de brevets, des rapports détaillés sur les meilleurs catalyseurs et additifs à employer, ainsi que les rapports mensuels des 25 sites d'hydrogénation tombés aux mains des Américains à la fin de la guerre. Le pétrole brut coûtant deux dollars le baril à cette époque, et le pétrole synthétique revenant cinq fois plus cher, les documents allemands ne présentaient que peu d'intérêt. Ces documents restèrent dormir aux archives nationales américaines pendant trente ans de plus jusqu'à ce que les ingénieurs de l'industrie chimique commencèrent à les collecter en vue d'un traitement informatique au Oak Ridge Energy Center. Même si les États-Unis ont fait leur possible pour ne plus dépendre des importations pétrolières venant du Moyen-Orient – en se tournant principalement vers le Venezuela – les produits pétroliers d'origine synthétiques sont de nos jours devenus d'usage courant, dans des secteurs spécialisés comme l'industrie aéronautique et celle des lubrifiants.

## Le blocus et sa représentation
Dans les premiers mois de la guerre, période de la drôle de guerre ou (Sitzkrieg, « guerre assise »), l'activité du personnel du service de contrôle de la contrebande de guerre était très journalistique et fournissait de bons sujets pour la propagande cherchant à remonter le moral de la population. Au travers de la relation de faits réels, d'attaques allemandes de bateaux de pêche, de la lutte contre les mines magnétiques et de présentation de statistiques officielles montrant chaque mois le montant des cargaisons saisies, des publications populaires, telles The War Illustrated, Picture Post ou le magazine américain Life offraient chaque semaine une ration de photographies et de reportages patriotiques sur les succès militaires franco-anglais au travers de titres comme :

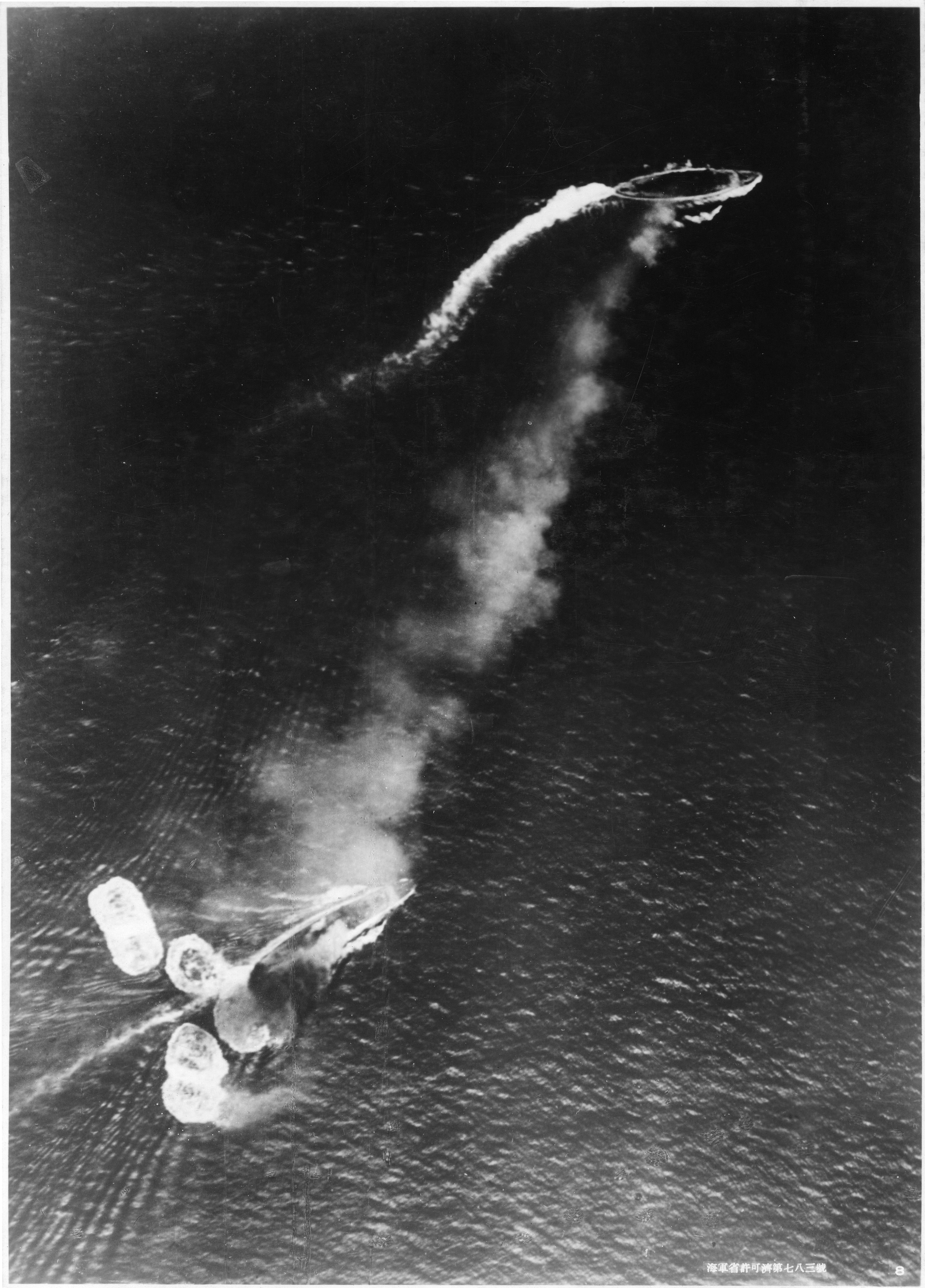
Le croiseur de bataille HMS Repulse (en bas) succombant sous les bombes de l'aviation japonaise, 10 décembre 1941.

« Mr Briton'll see it through » (M. "Legrandbreton" tiendra jusqu'au bout) ;
« We were victims of Nazi frightfulness » (nous étions les victimes de l'atrocité nazie) ;
ou bien
« Repulse sunk? - it was only another Nazi lie » (Le Repulse coulé ? Encore un autre mensonge nazi).
Le blocus devint une part de la vie de tous les jours des populations et il fut inévitable que ceci se retrouvât à l'écran.
Réalisé par Michael Powell, d'après un scénario d'Emeric Pressburger et avec Conrad Veidt and Valerie Hobson dans les rôles principaux, Contraband (sorti sous le titre « Blackout » aux États-Unis) arriva dans les salles en mai 1940, juste avant l'offensive allemande en France. Dans un style similaire à celui des 39 Marches, le film raconte une histoire qui se passe à Eastgate, port imaginaire (filmé à Ramsgate), où un capitaine d'un cargo danois est retardé par le service de contrôle de la contrebande et rencontre divers espions ennemis. Ce film est à ranger dans la catégorie : « Arrêtez cet homme et cette femme ! Sa mission est plus dangereuse que celles des ennemis dans le ciel. Sa beauté est une dangereuse arme de guerre ! » Il fut aussi le premier rôle de Deborah Kerr (vendeuse de cigarettes dans un night-club mais dont la scène fut coupée au montage).
The Big Blockade (Le Grand Blocus) fut écrit et réalisé par Charles Frend, produit par les Ealing Studios, avec la collaboration du M.E.W, et diffusé en 1942. Il adopte le même découpage en épisodes que Ceux qui servent en mer de David Lean et Noël Coward, avec un discret relent de propagande, pour montrer dans une suite de sketches différentes scènes montrant comment le blocus britannique étranglait peu à peu l'effort de guerre nazi. Les rôles principaux étaient tenus par John Mills (Tom, membre de l'équipage d'un bombardier au-dessus de Hanovre), Leslie Banks (un fonctionnaire efficace du M.E.W.), Robert Morley (un nazi commandant un U-boot, le capitaine Von Geiselbrech), Michael Redgrave (un Russe installé en Allemagne), ainsi que plusieurs autres comme Will Hay, Ronald Shiner ou Bernard Miles.

## Source
- (en) Cet article est partiellement ou en totalité issu de l’article de Wikipédia en anglais intitulé « Blockade of Germany (1939-1945) » (voir la liste des auteurs).